# Лениниана (филателия)

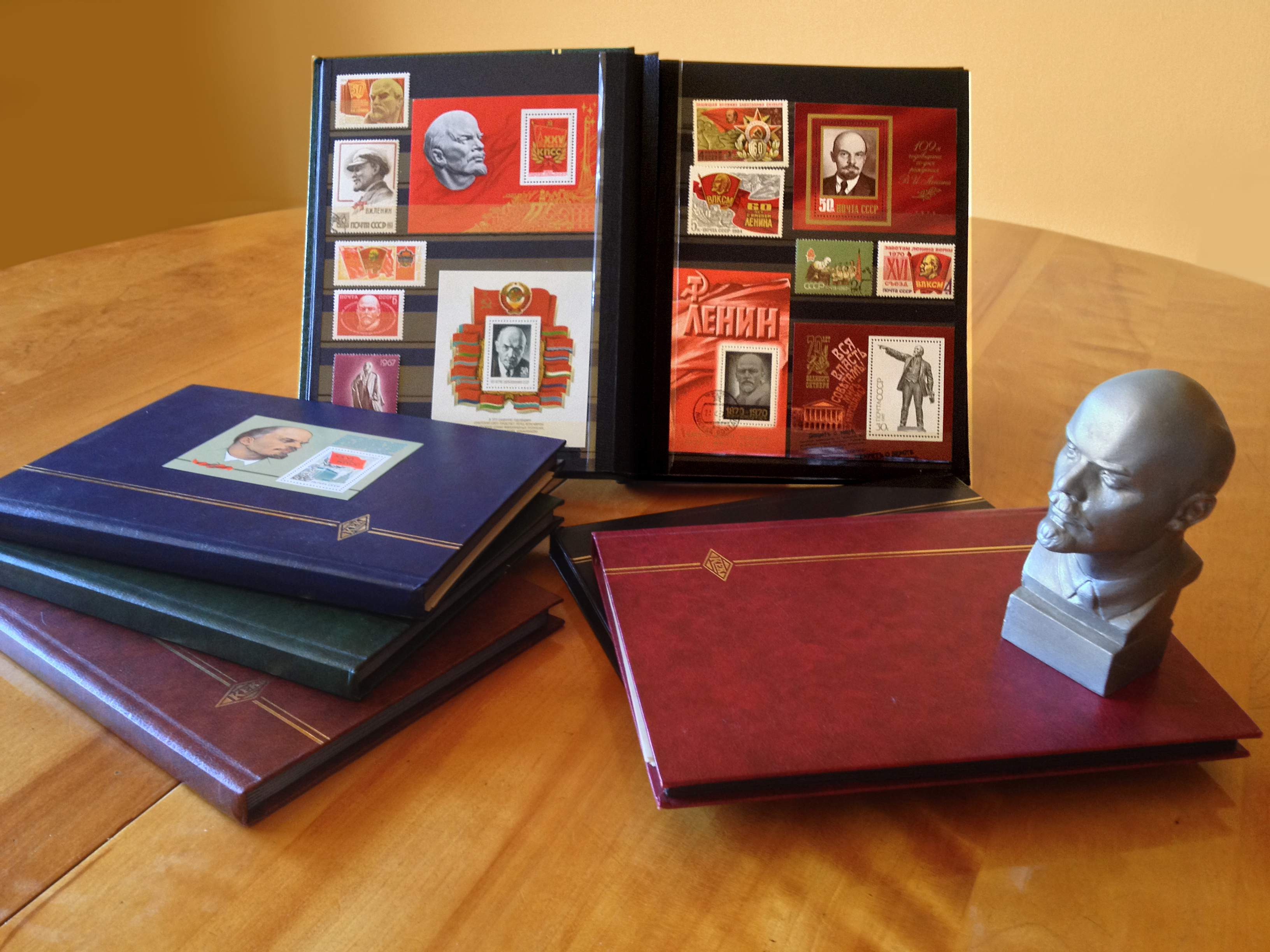
Коллекция филателистической Ленинианы

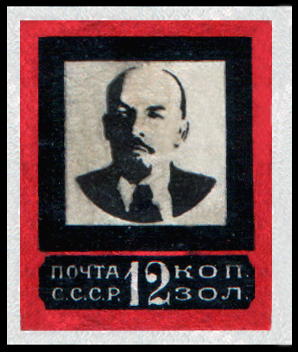
Марка СССР из первого в мире выпуска памяти В. И. Ленина (траурного выпуска), 1924, художник И. Дубасов

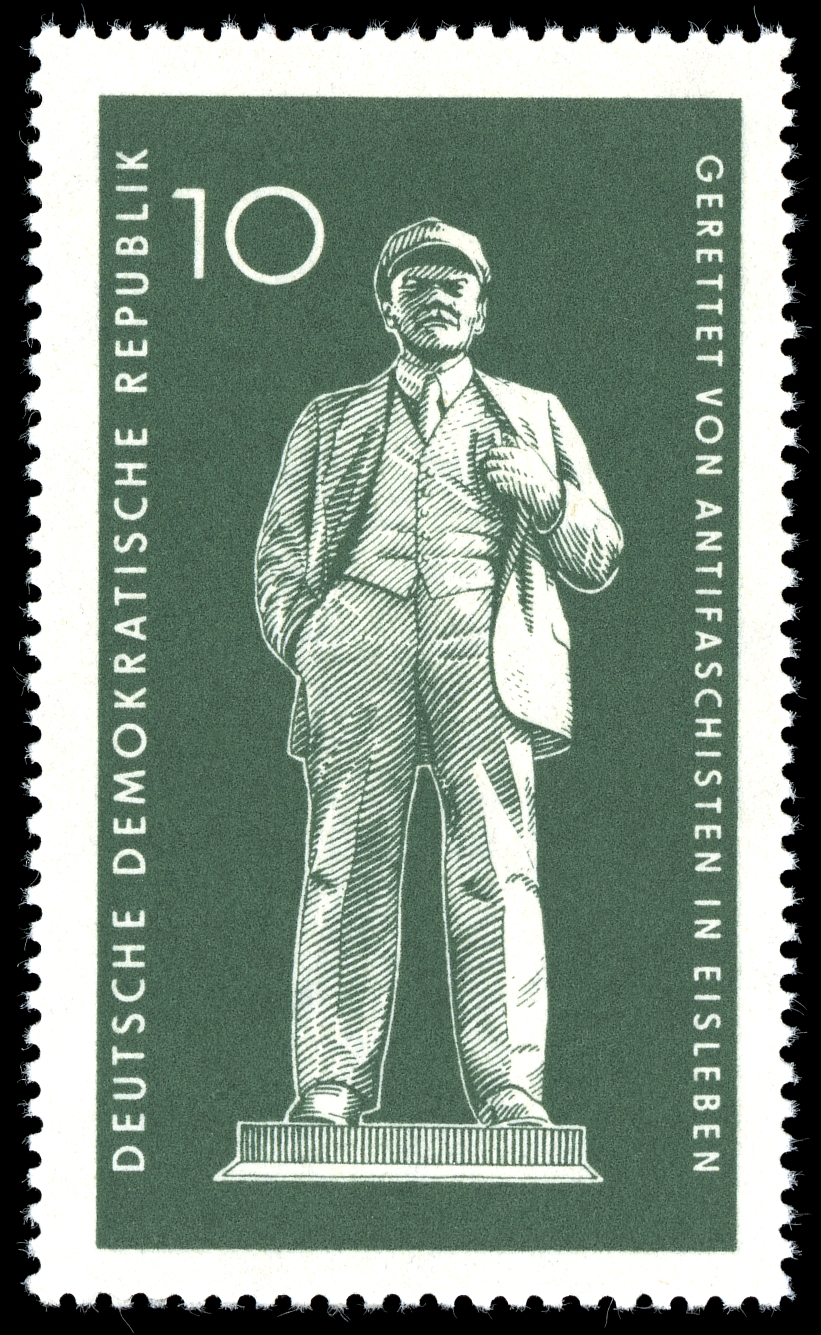

«Лениниа́на» — общепринятое название одной из областей тематического коллекционирования знаков почтовой оплаты и штемпелей, посвящённых жизни и деятельности В. И. Ленина (1870—1924) или связанных с ним.
На эту тему формируются целевые, мотивные и тематические коллекции. Пользовалась значительной популярностью у филателистов в советское время.

## История и современное состояние

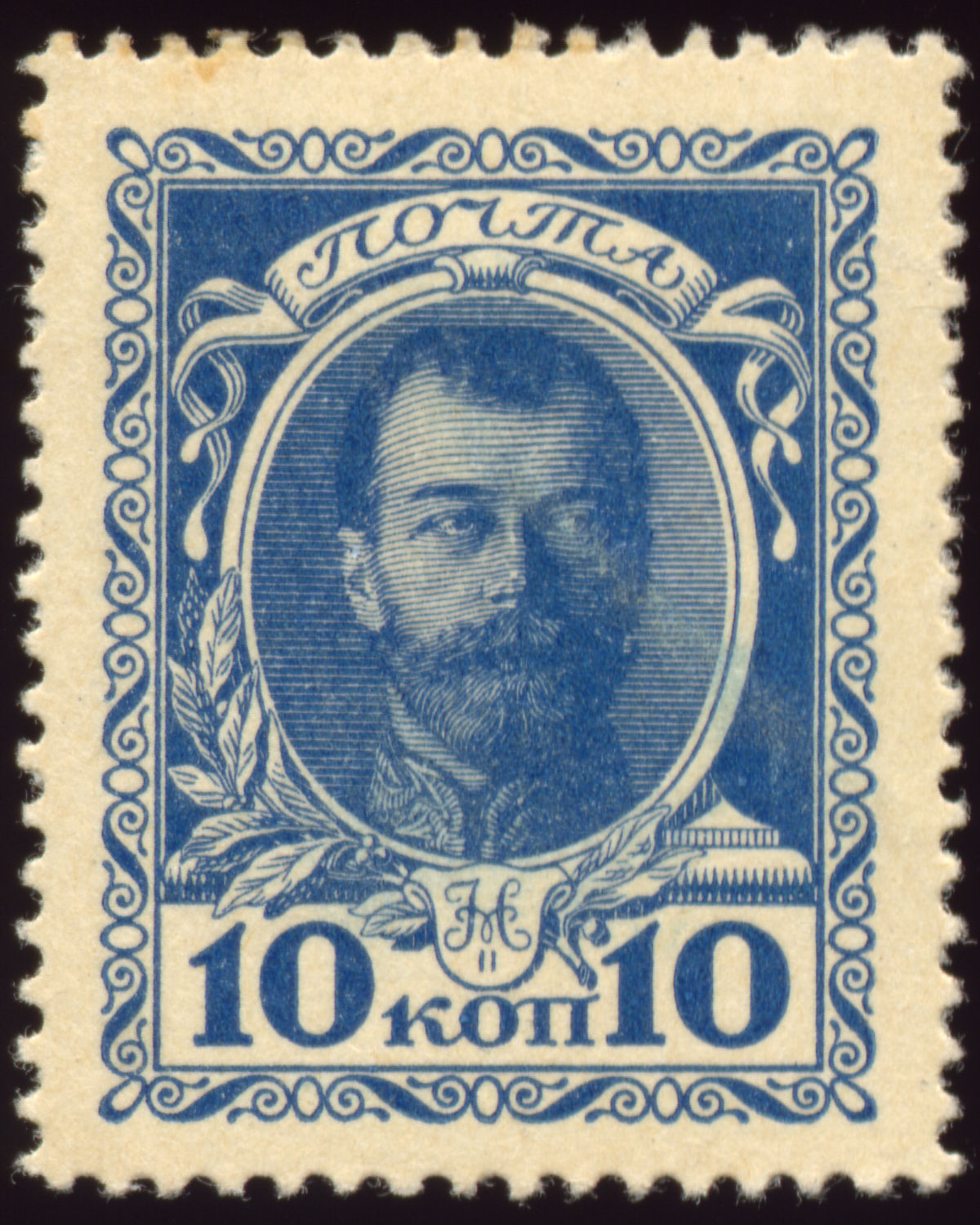
Марка Российской империи с портретом Николая II (1915)

Сам Ленин при жизни был против попыток помещения его портретов на почтовые марки. Когда Ленин узнал в 1921 году о подготовке советским почтовым ведомством первой марки с его изображением, он категорически запретил её выпуск, заявив:
Вы думаете, что мне, как раньше царю, хочется иметь своё изображение на марках Российской Республики?
После смерти Ленина, во время траура в 1924 году, Н. К. Крупская также высказалась против почитания личности Ленина. В дальнейшем советское руководство использовало образ вождя мирового пролетариата для пропаганды среди граждан СССР идей социализма, коммунизма и советского образа жизни.
В 1920-х — 1930-х годах, в период индустриализации, интерес к Лениниане был не так ярко выражен. Создание тематических коллекций на ленинскую тему стало популярным начиная с 1950-х годов: «Образ Ленина в филателии», «Лениниана в открытках», «Ленин в медальерном искусстве» и т. п. В 1960-х годах Лениниана была объявлена «темой № 1» в коллекционировании. После создания в 1966 году Всесоюзного общества филателистов (подконтрольного идеологическому отделу ЦК КПСС) Лениниана была включена в обязательном порядке в тематические планы филателистических выставок любого уровня. Вплоть до 1991 года почтовое ведомство СССР почти ежегодно эмитировало марки, связанные с самим Лениным или его именем; выпуск коммеморативной марки или серии к 22 апреля (дню рождения Ленина) или 21 января (дню его смерти) был регулярным. Для коллекционеров издавались специальные филателистические наборы с марками и блоками, посвящёнными Ленину.

Примеры Ленинианы на знаках почтовой оплаты СССР
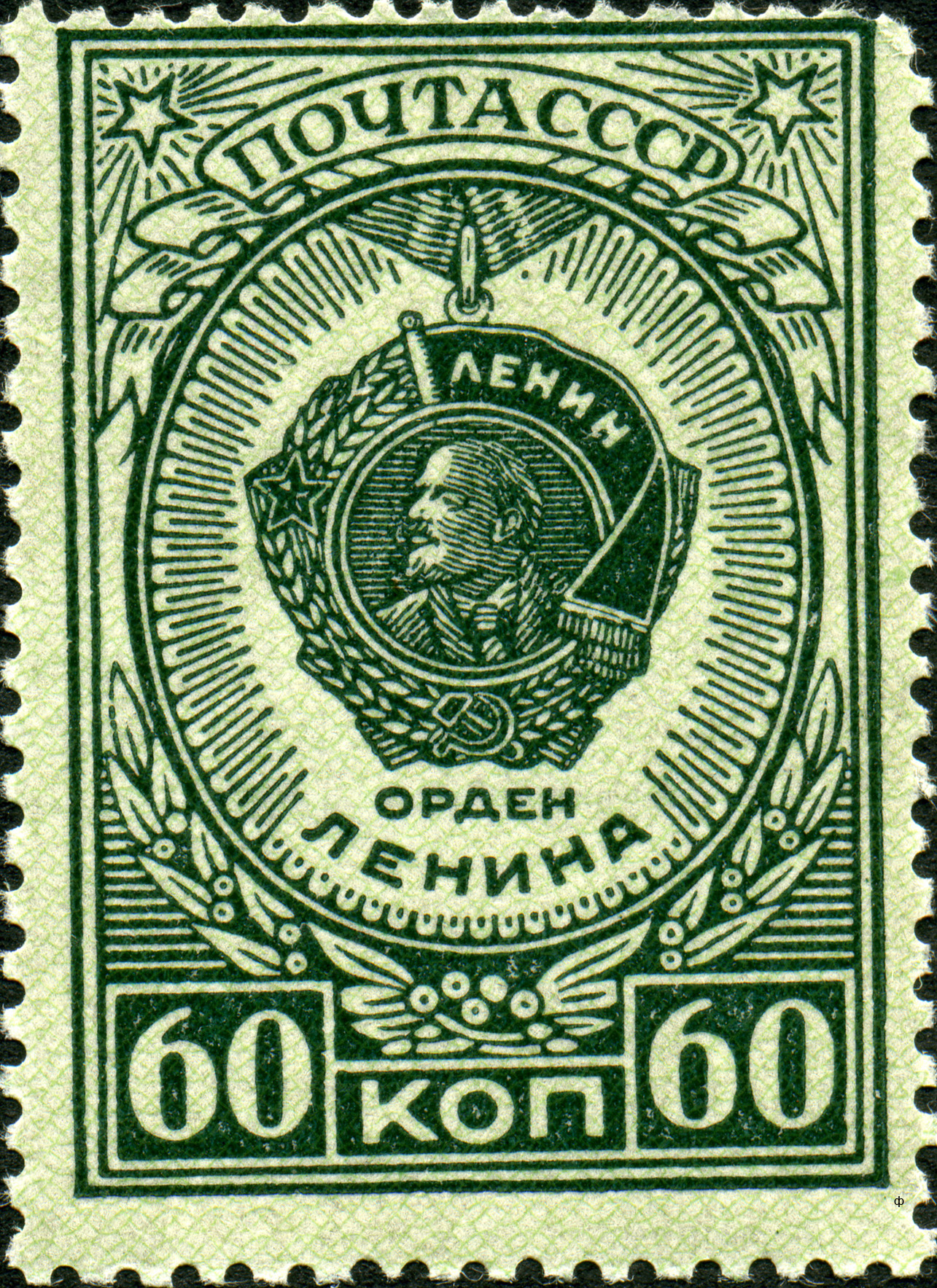
Орден Ленина (1946, художник А. Мандрусов) (ЦФА [АО «Марка»] № 1041)
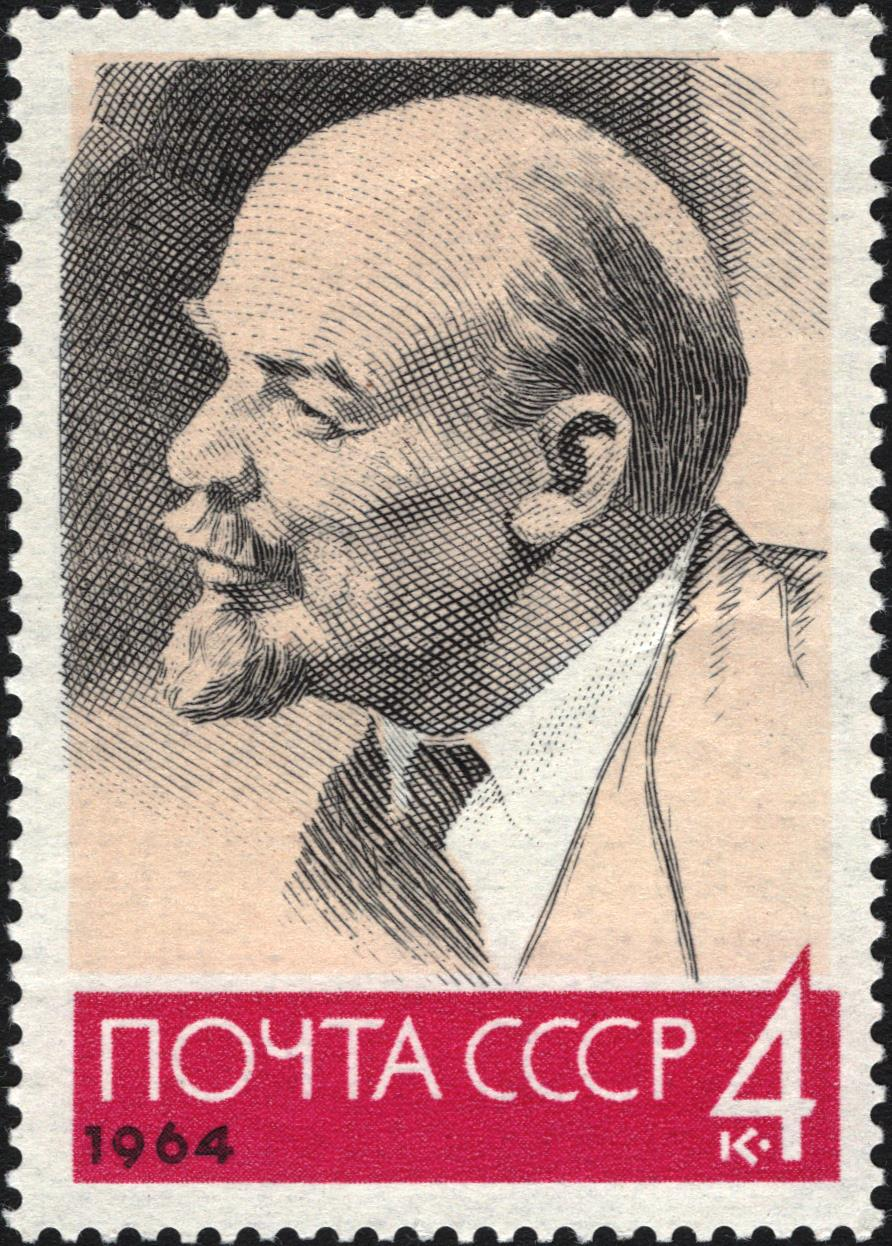
Лучшая марка СССР 1964 года, вышедшая к 94-летию со дня рождения Ленина (художник П. Васильев) (ЦФА [АО «Марка»] #3026; Sc #2890)
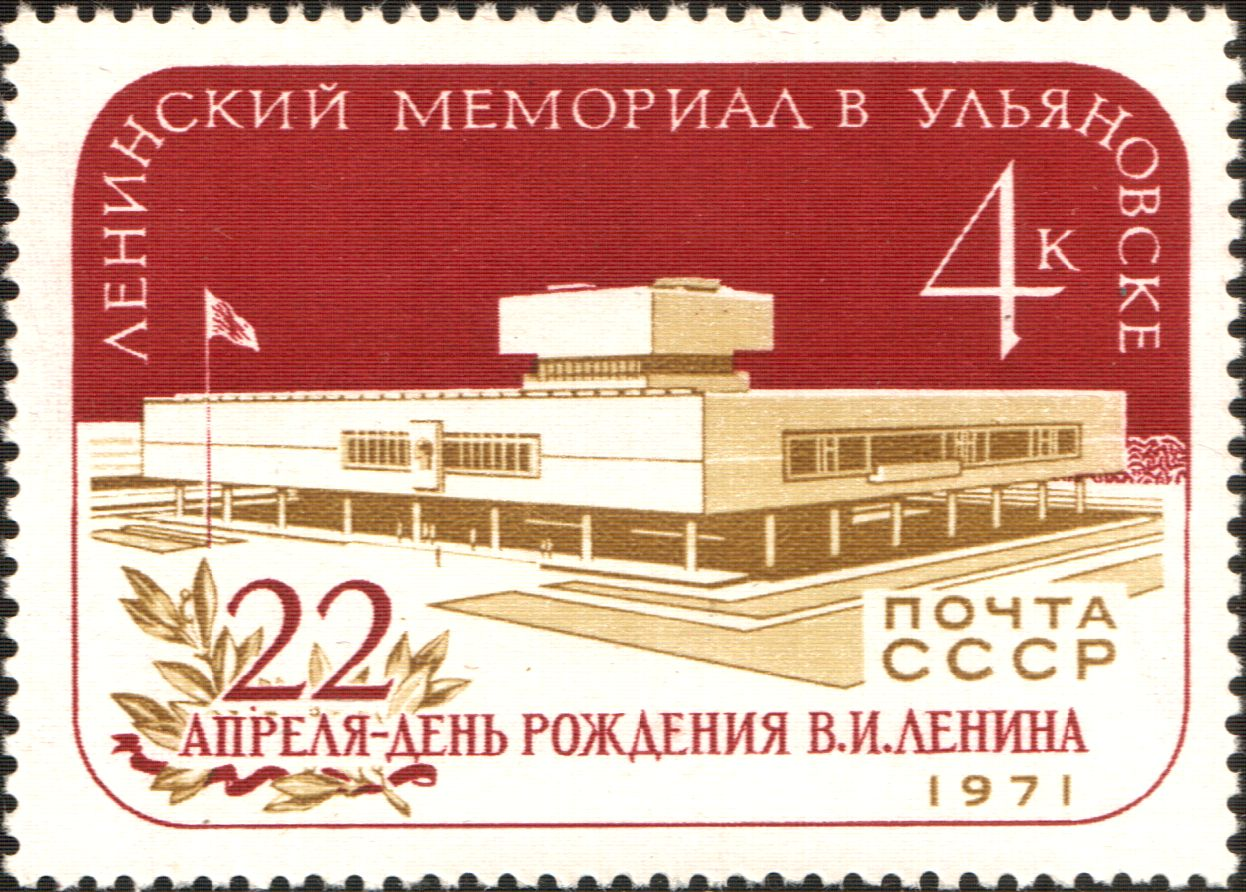
22 апреля — день рождения Ленина (1971, художник В. Пименов)
 (ЦФА [АО «Марка»] № 3996)
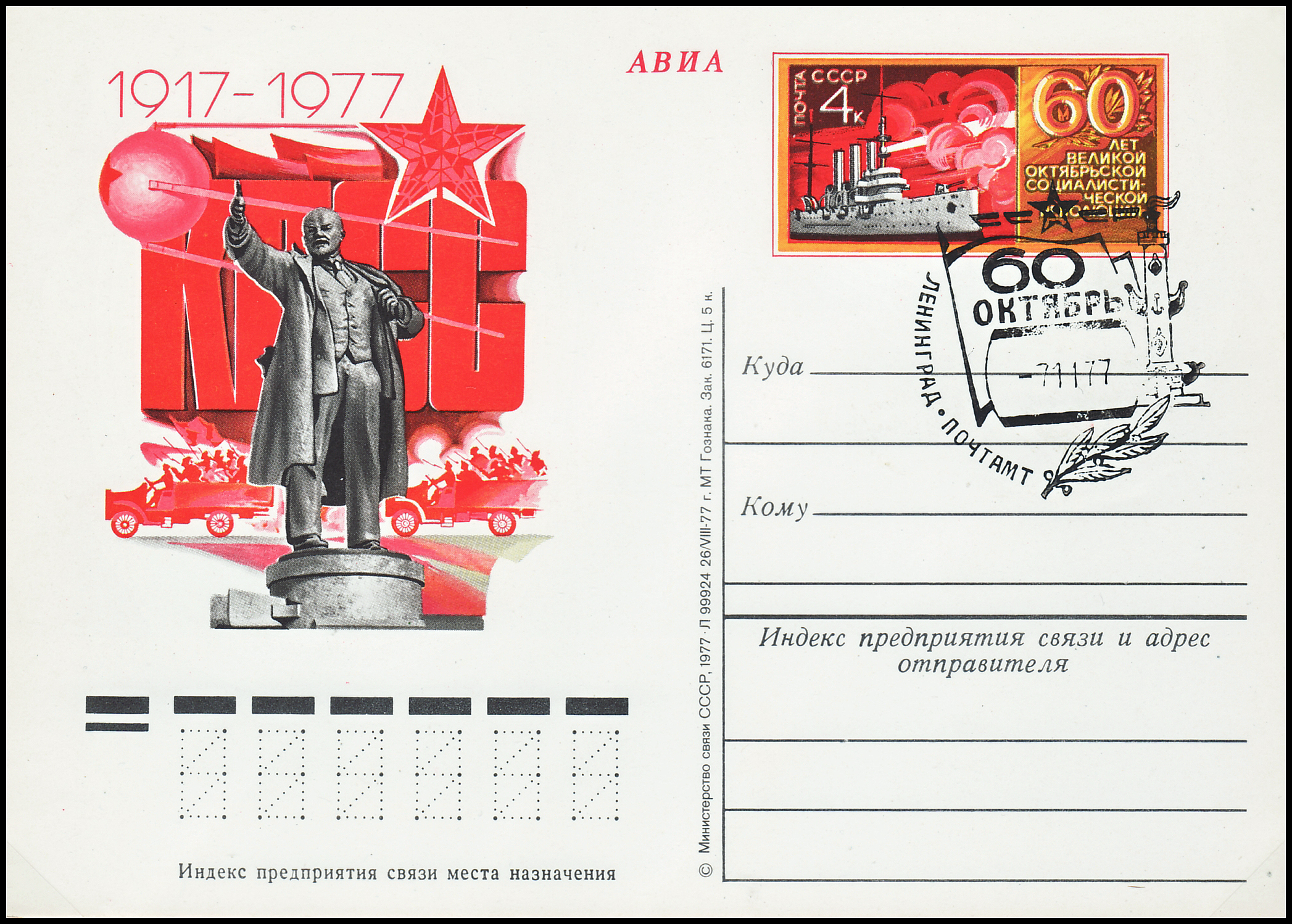
Односторонняя почтовая карточка с оригинальной маркой: 60-летие Октябрьской революции. Памятник Ленину у Финляндского вокзала в Ленинграде (1977, художник Е. Анискин)
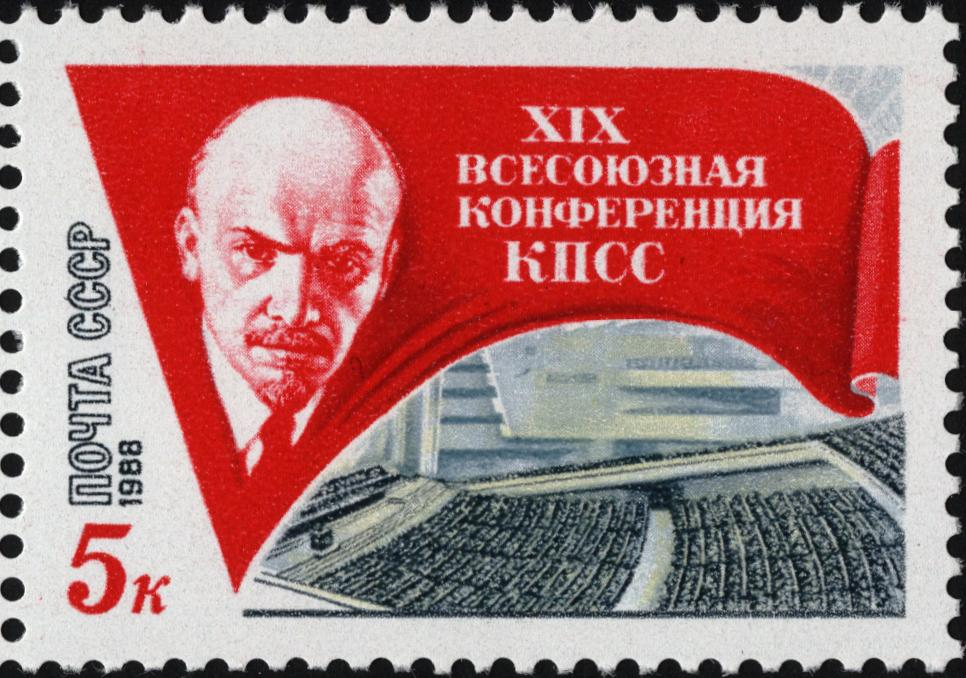
XIX конференция КПСС (1988, художник Г. Комлев)
 (ЦФА [АО «Марка»] № 5956)
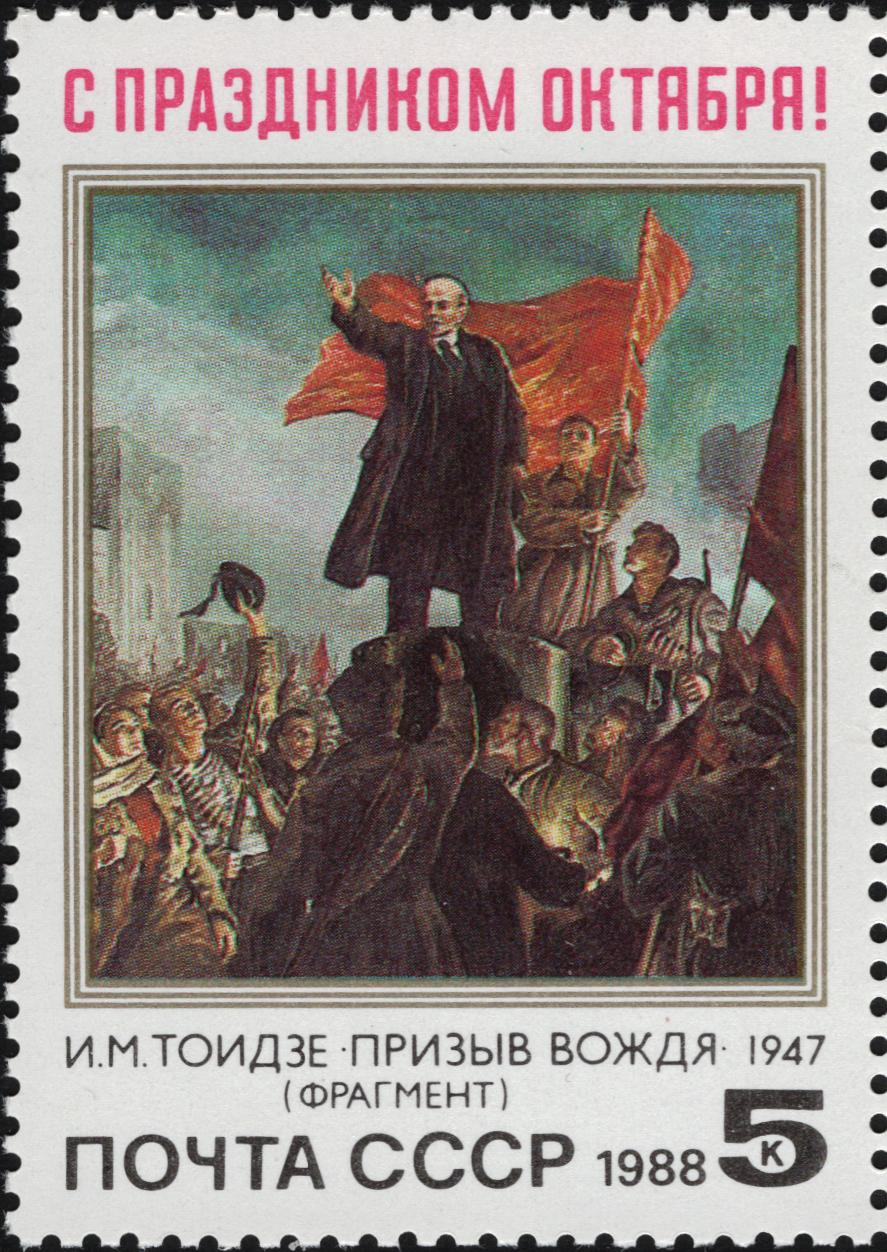
С праздником Октября! (1988, художник В. Никитин, репродукция картины И. Тоидзе)
 (ЦФА [АО «Марка»] № 5992)
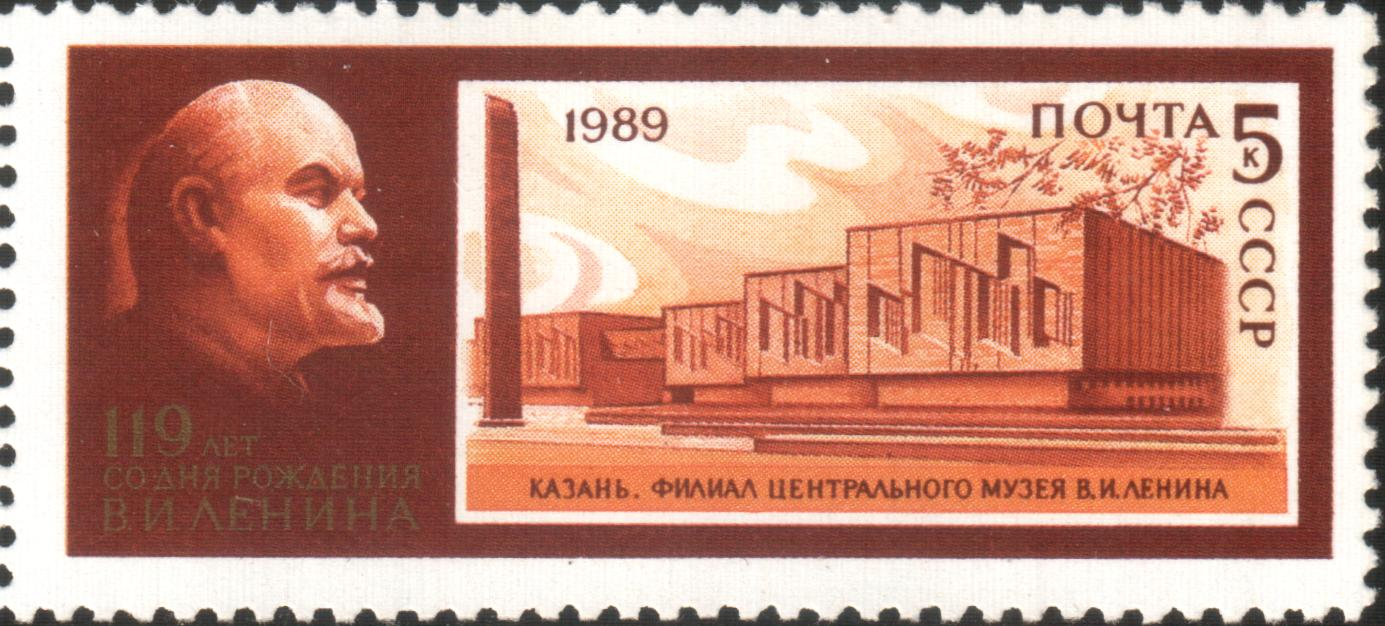
119-годовщина со дня рождения Ленина (1989, художник И. Мартынов)
 (ЦФА [АО «Марка»] № 6063)
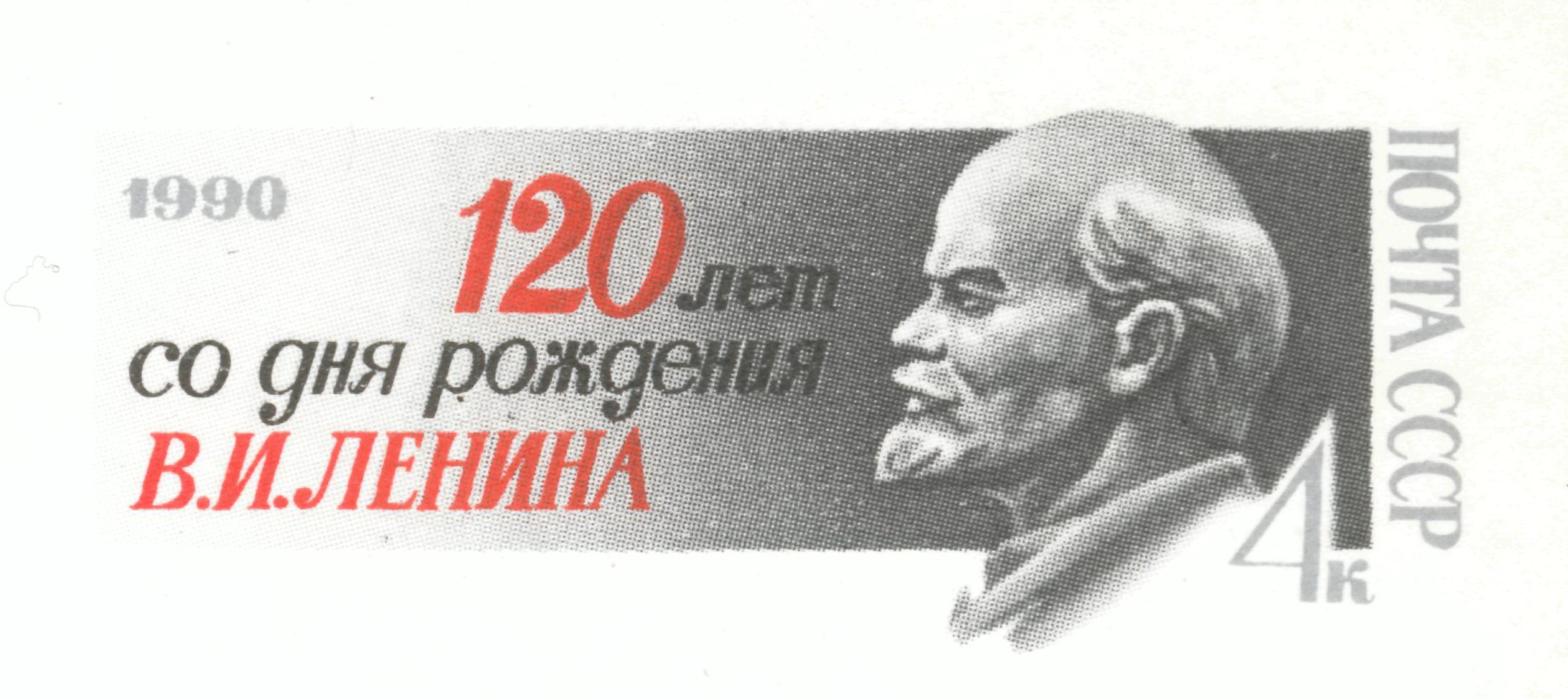
120-летие со дня рождения Ленина (1990, оригинальная марка на односторонней почтовой карточке, художник М. Морозов)
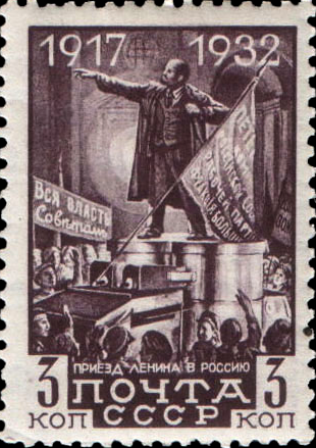
Почтовая марка СССР, 1932 год, посвящённая 15-летию Октябрьской революции. Ленин на броневике.
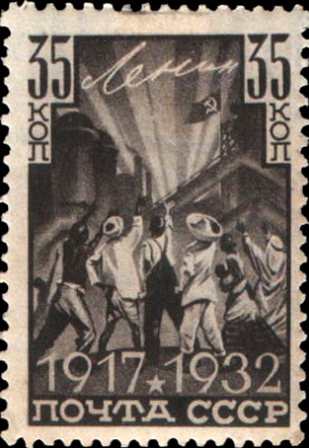
15 лет Октября: Ленин
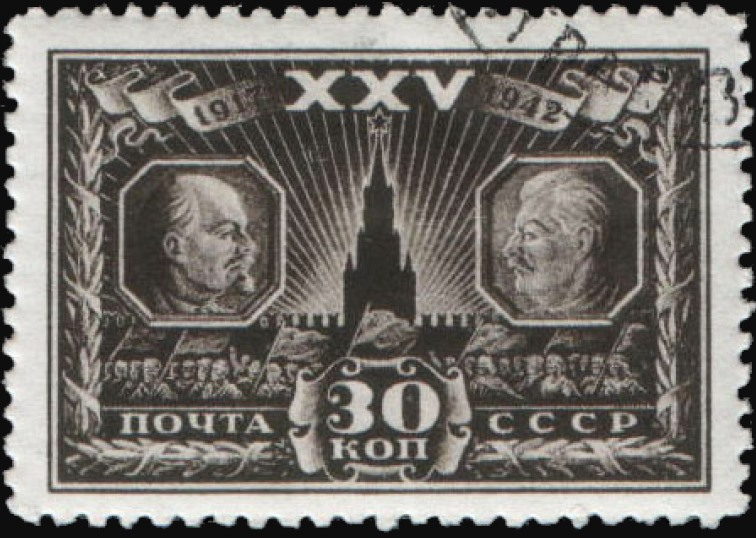
Почтовая марка СССР, 1943 год. Серия «25-летие Великой Октябрьской революции»
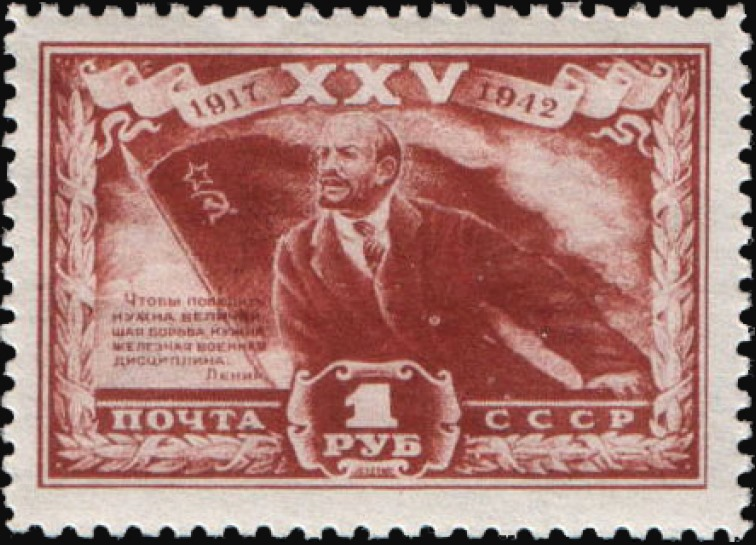
Почтовая марка СССР, 1943 год. Серия «25-летие Великой Октябрьской революции»: Ленин на трибуне
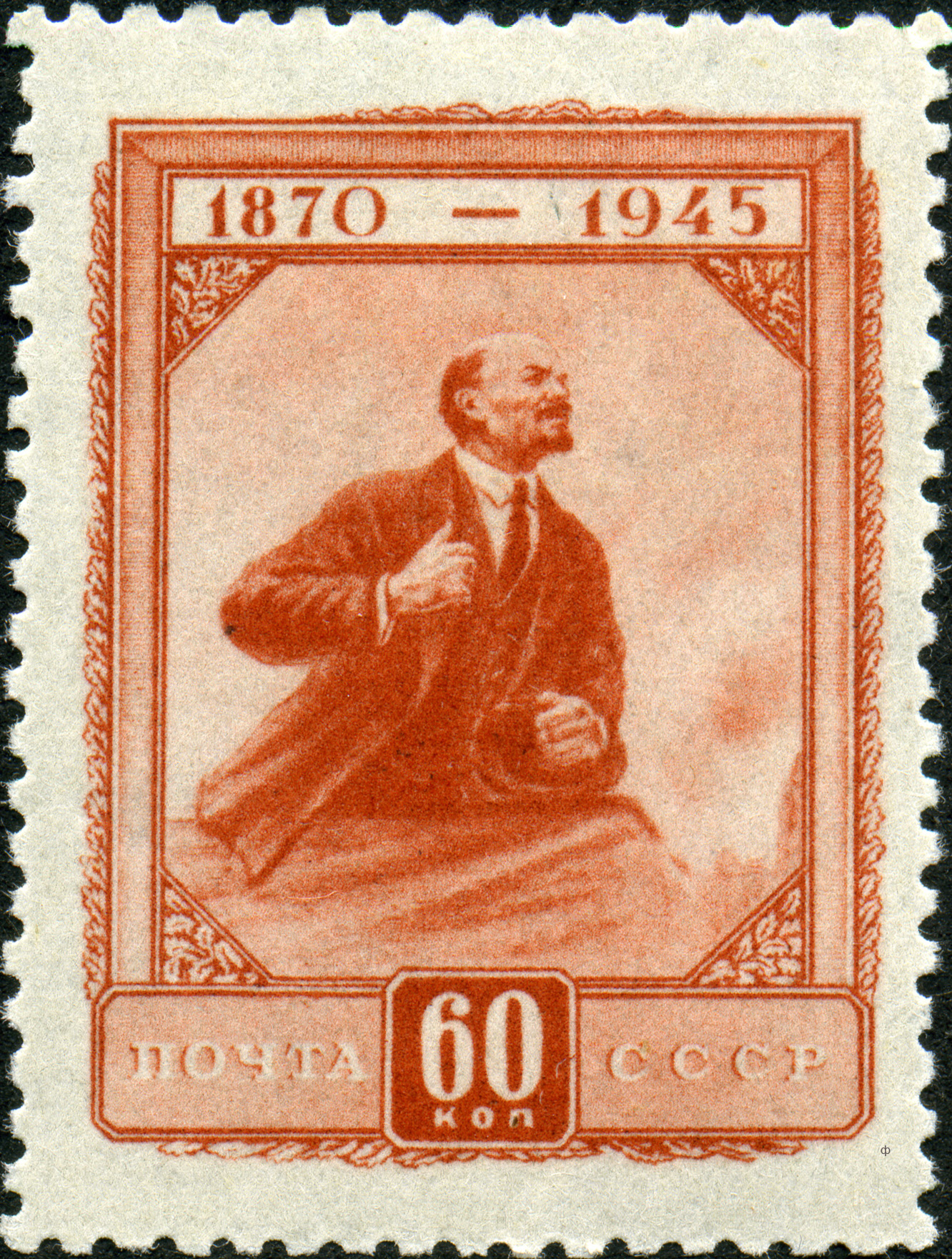
Серия «75-летие со дня рождения В. И. Ленина»: В. И. Ленин на трибуне
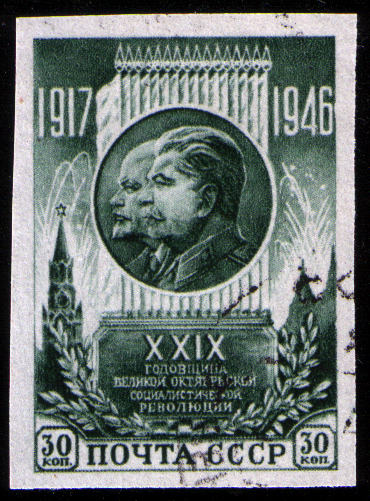
Почтовая марка СССР. 29-я годовщина Октябрьской революции, 1946, 30 коп.
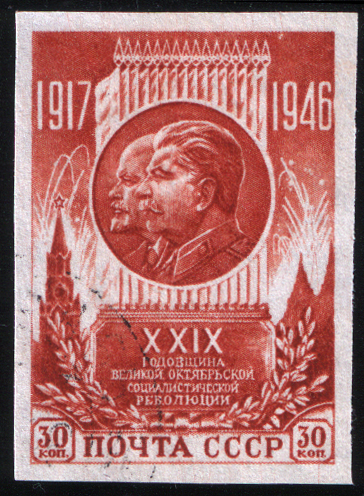
Почтовая марка СССР. 29-я годовщина Октябрьской революции, 1946, 30 коп.

Наибольшей активностью в области филателистической Ленинианы во всесоюзном масштабе ознаменовался 1970 год, когда отмечалось столетие со дня рождения В. И. Ленина. На I Всесоюзной юношеской филателистической выставке «100 лет со дня рождения В. И. Ленина» в Киеве 8 ноября 1969 года был организован День ленинской марки[≡] и проводилось гашение специальным почтовым штемпелем. В связи с юбилейной датой в Москве была проведена Всесоюзная филателистическая выставка.

Всесоюзные филателистические выставки, посвящённые 100-летию со дня рождения Ленина
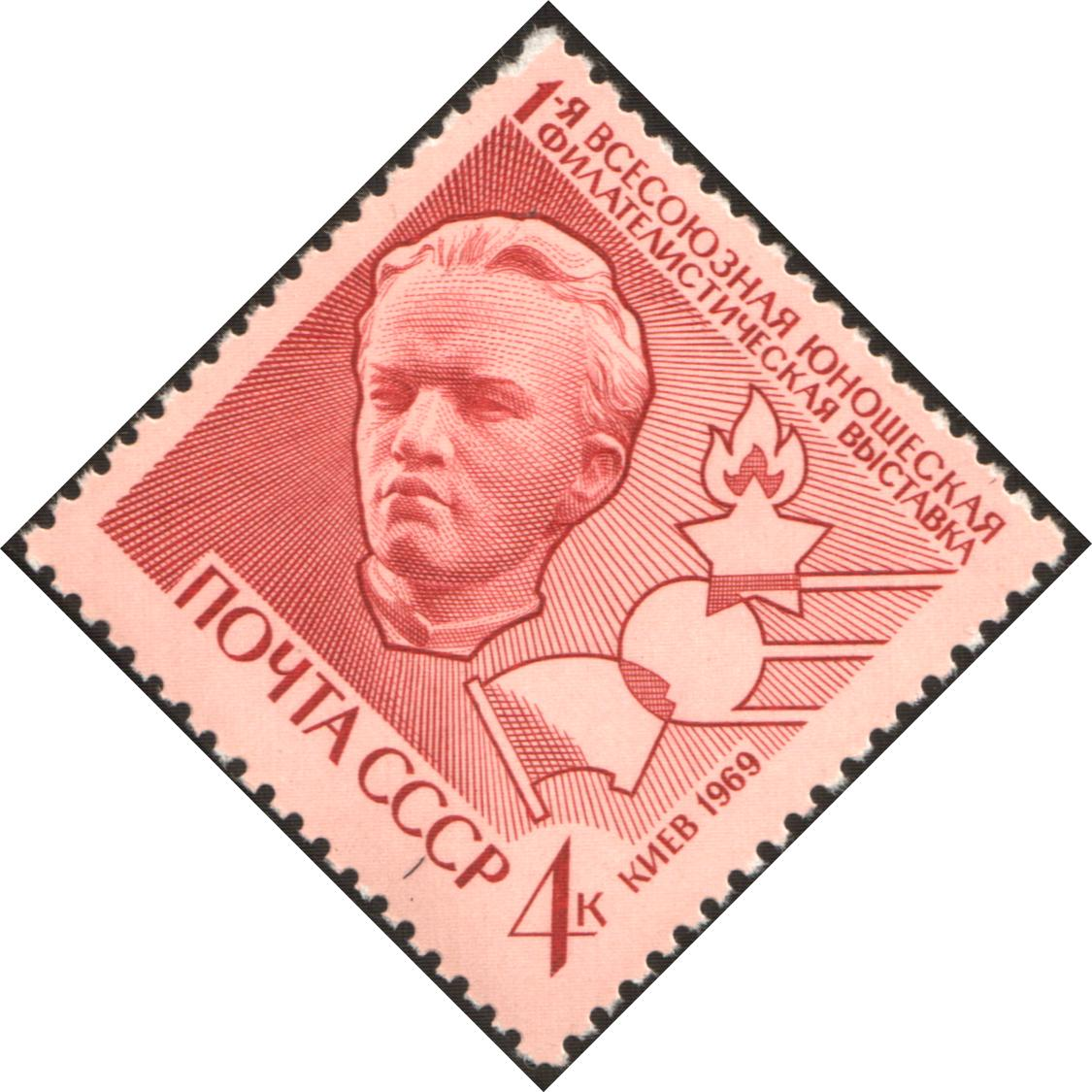
Марка СССР: 1-я юношеская выставка в Киеве (1969, художник В. Колганов, гравёр Л. Майорова)
 (ЦФА [АО «Марка»] № 3812)[^]
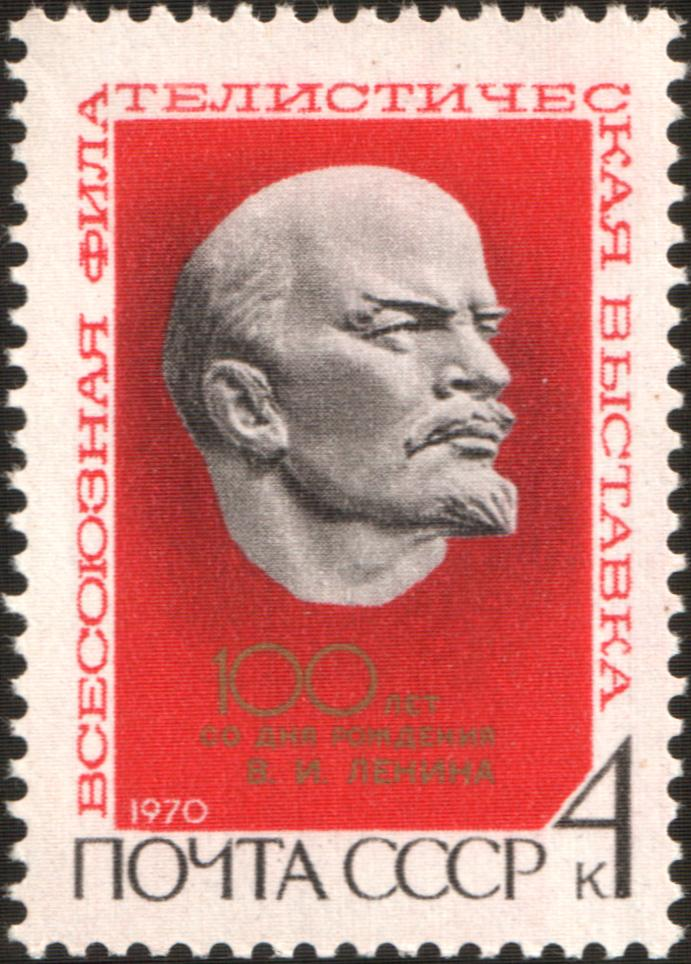
Марка СССР: выставка в Москве (1970, художники И. Мартынов и Н. Черкасов) (ЦФА [АО «Марка»] № 3863)[^]
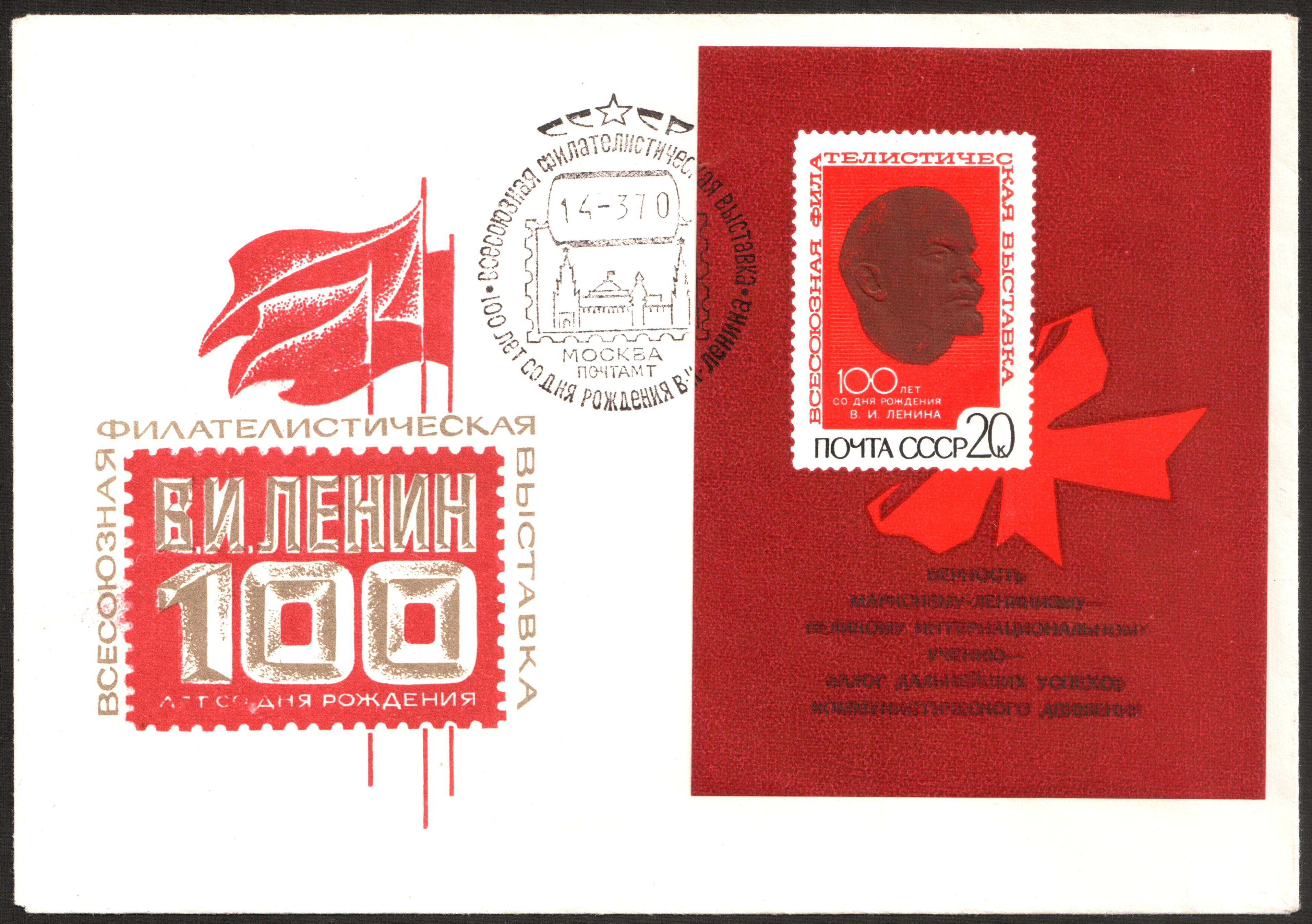
То же, конверт с почтовым блоком
 (ЦФА [АО «Марка»] № 3864) и спецгашением[^]

С распадом СССР массовый интерес к Лениниане пошёл на убыль, но продолжает в определённой степени сохраняться среди филателистов. Так, например, на проходившей в апреле 2008 года в Ульяновске филателистической выставке под названием «Роль личности в истории» бронзовые медали за свои экспонаты получили коллекционеры:
- Б. С. Кокорев (Ульяновск; «Поэтическая Лениниана»),
- Кружок юных филателистов (КЮФ) «Симбир» (с. Крестово-Городище Ульяновской области; «В. И. Ленин»),
- КЮФ при отделении Союза филателистов России (Ульяновск; «В. И. Ленин»),
- Г. Н. Шадрин (Кострома; «В. И. Ленин в польской филателии. 1952—1980»).

Памятной медалью выставки во внеконкурсном классе был награждён С. Ю. Зуев (Ульяновск) за экспонат «Владимир Ильич Ленин».
В фондах Музея В. И. Ленина в Москве хранятся примечательные собрания по филателии, филокартии и фалеристике, посвящённые ленинской тематике, включая ранние открытки 1918—1920 годов с портретами Ленина.

## Филателистическая классификация
Классификация материала по ленинской теме осуществляется как по филателистическим принципам, так и по характеру изображений и текстов. Филателистические принципы подразумевают подразделение коллекционного материала по следующим категориям:
- Филателистические материалы:
  - Почтовые марки.
  - Художественные маркированные конверты (ХМК)[16].
  - Почтовые карточки.
  - Картмаксимумы.
  - Спецгашения (СГ).
  - Конверты первого дня (КПД).
  - Целые вещи.
  - Календарные штемпели.
- Непочтовый материал.

## Филателистические материалы

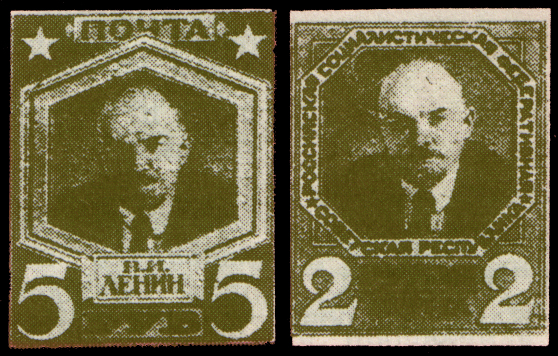
Проекты марок РСФСР 1920—1921 годов с портретом В. И. Ленина

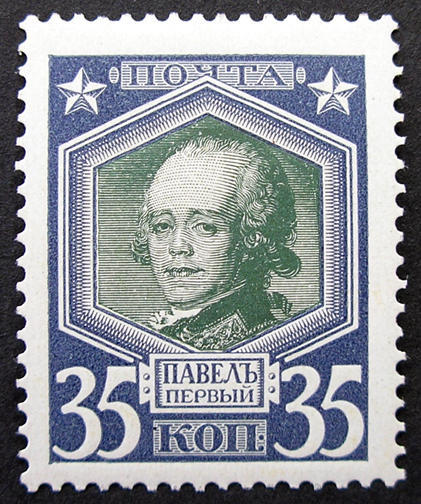
Марка Российской империи с портретом Павла I, которой использован для невыпущенной ленинской марки РСФСР

В общей сложности в различных странах Европы, Азии, Африки и Америки было выпущено более 1000 марок и блоков, подготовлено множество художественных маркированных конвертов и почтовых карточек, а также штемпелей в честь Ленина. Их общий тираж исчисляется сотнями миллионов экземпляров. Всего 53 страны мира, не считая Советский Союз, издавали знаки почтовой оплаты, связанные с именем Ленина.

### Почтовые марки

#### РСФСР
В 1920—1921 годах Народный комиссариат почт и телеграфов РСФСР готовил марку с портретом Ленина номиналом в 100 рублей. Руководить проектом поручили работавшему в Гознаке иностранному полиграфисту и филателисту Видеману. Он сделал два варианта марки, передав в Гознак для дальнейшего утверждения в Наркомпочтеле только первый из них. По настоянию Ленина, все эссе вместе с клише пришлось уничтожить, но Видеман присвоил их, увёз за границу и продал несколько печатных проб этой марки. По одному экземпляру обоих вариантов оказались в коллекции Карла Шарфенберга.
Впоследствии эта коллекция перешла в собственность одной филателистической фирмы, и дальнейшая судьба неизданных ленинских марок долгое время была неизвестна. Не могли их обнаружить и в архивах Гознака и Центрального музея связи имени А. С. Попова. Однако, в 1990 году печатные проекты этих марок, каким-то образом сохранившиеся в фондах Музея связи, были показаны на Всесоюзной филателистической выставке «Лениниана-90»[≡] в Москве. Марки оливкового цвета выполнены в двух вариантах. Один из них по композиции напоминает 35-копеечную миниатюру 1913 года из «романовской серии» Российской империи с портретом Павла I. Во втором варианте несколько изменено оформление рамки, по её периметру надпись «Российская Социалистическая Федеративная Советская Республика».

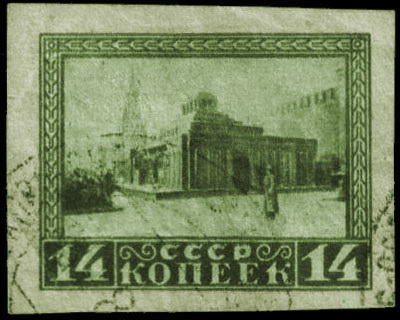
Марка СССР из второго выпуска Ленинианы — «Мавзолей В. И. Ленина» (1925, художник В. Завьялов)

#### СССР

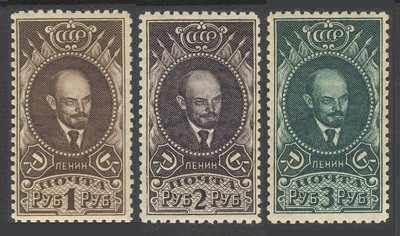
Крупновалютные марки СССР номиналом в 1, 2 и 3 рубля с портретом В. И. Ленина (1926, художники Д. Голядкин, В. Корзун, А. Троицкий)

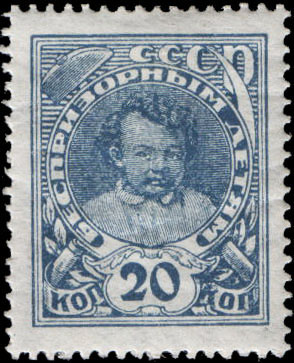

Фактическое начало филателистической Лениниане было положено 27 января 1924 года, в день похорон основателя большевистской партии и советского государства. Первым выпуском были траурные марки, автором которых стал художник Иван Дубасов.
В 1925 году, в день годовщины со дня смерти Ленина, был сделан второй выпуск советских ленинских марок с изображением деревянного Мавзолея работы художника В. Завьялова (ЦФА [АО «Марка»] № 212—219). Большой популярностью пользовались крупновалютные марки достоинством в 1, 2, 3, 5 и 10 рублей с портретом В. И. Ленина, печатавшиеся в 1925—1928 годах.
Первой маркой с детским портретом Ленина стала миниатюра синего цвета (ЦФА [АО «Марка»] № 246), появившаяся в январе 1927 года в почтово-благотворительной серии «В помощь беспризорным детям». Она имела номинал в 20 копеек, и на ней был запечатлён четырёхлетний Володя Ульянов. В апреле того же года марка была переиздана в новом цвете (карминово-розовом) и с разделённым номиналом (18 + 2 копейки). Марки, посвященные Ленину, с его изображением, появлялись также в 1926, 1927, 1928, 1929, 1938 и 1939 годах. Кроме них, выходили марки на другие темы, но с изображением Ленина на знаменах, наградах и проч.
К 10-летию (1934) и 20-летию (1944) со дня смерти В. И. Ленина появились две серии (ЦФА [АО «Марка»] № 475—480 и 908—914), рисунки которых практически повторялись, воспроизводя портреты Ленина в детские, юношеские и зрелые годы (причём на одном сюжете Ленин был изображён вместе со Сталиным). Различия между сериями заключались в памятных датах («1924—1934» и «1924—1944») и номиналах (серия 1934 года — 1, 3, 5, 10, 20 и 30 копеек; серия 1944 года — 30, 30, 45, 50, 60 копеек, 1 и 3 рубля).

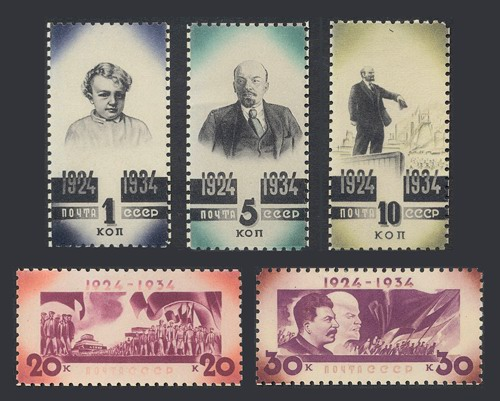
Марки СССР из серии «К 10-летию со дня смерти В. И. Ленина» (1934, художники
Н. Боров, Г. Замский, И. Ганф)

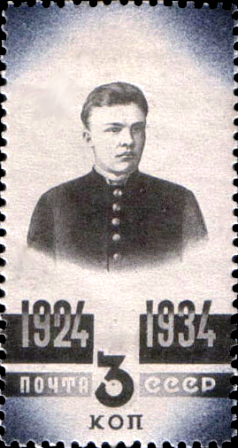
Серия «10-летие со дня смерти В. И. Ленина (1924—1934)»: В. И. Ленин в юности

В 1934 году была выпущена серия почтовых марок из серии Авиапочта. «Дирижабли СССР». На марке изображён дирижабль, названный в честь Ленина Владимира Ильича.

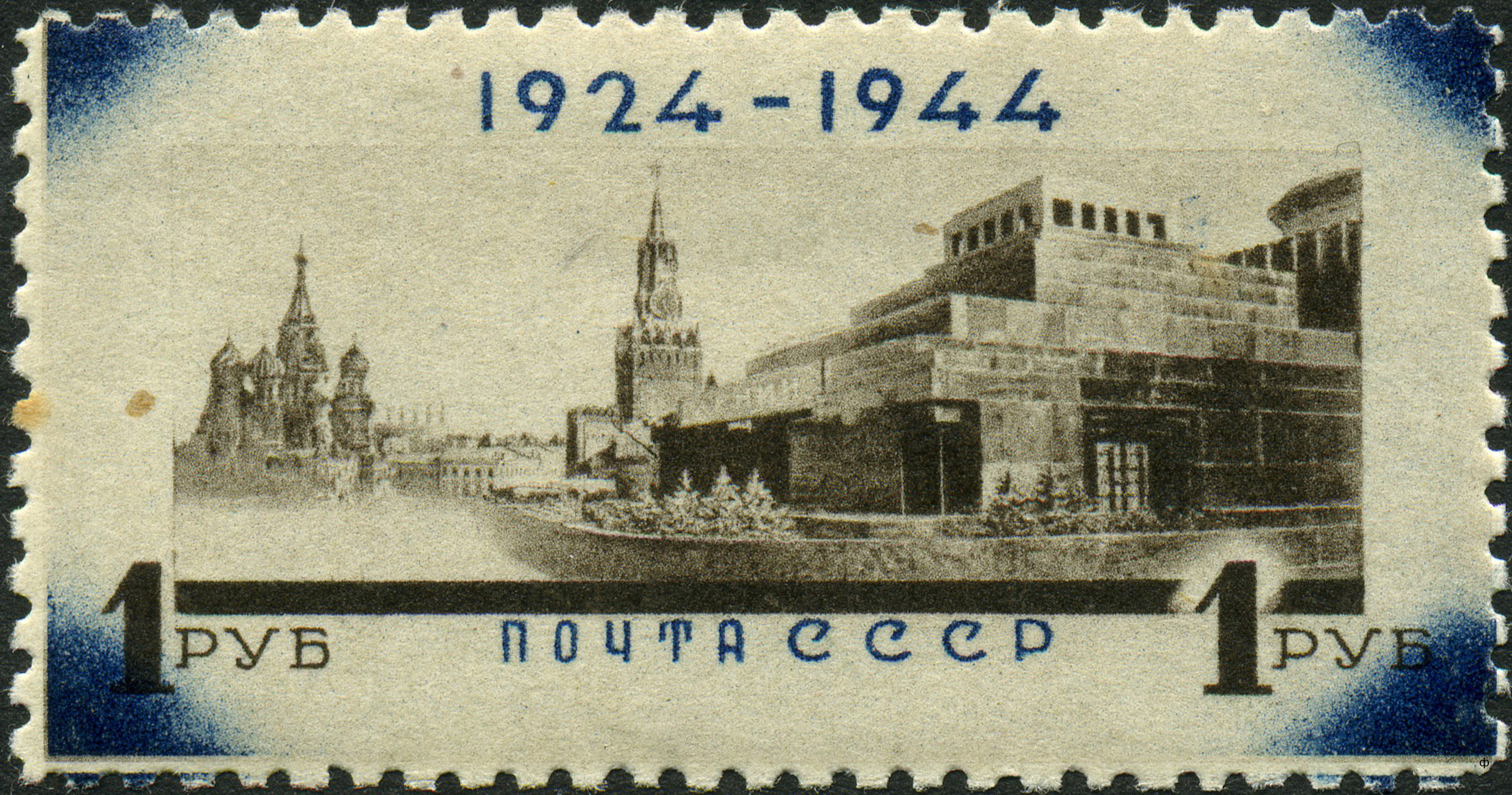
Почтовая марка СССР № 913 ЦФА. 20-летие со дня смерти Ленина. Мавзолей В.И Ленина

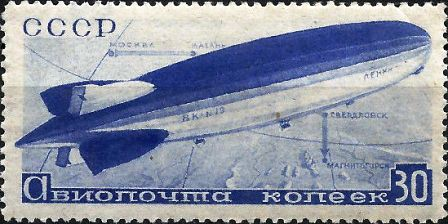
Авиапочта. «Дирижабли СССР»: дирижабль «Ленин»,

В 1949 году к 25-летию со дня смерти В. И. Ленина выходили два почтовых блока (ЦФА [АО «Марка»] № 1362—1363), марки которых были с перфорацией и без неё. Ленинские блоки этого выпуска считаются одними из самых редких изданий почты СССР после 1945 года.

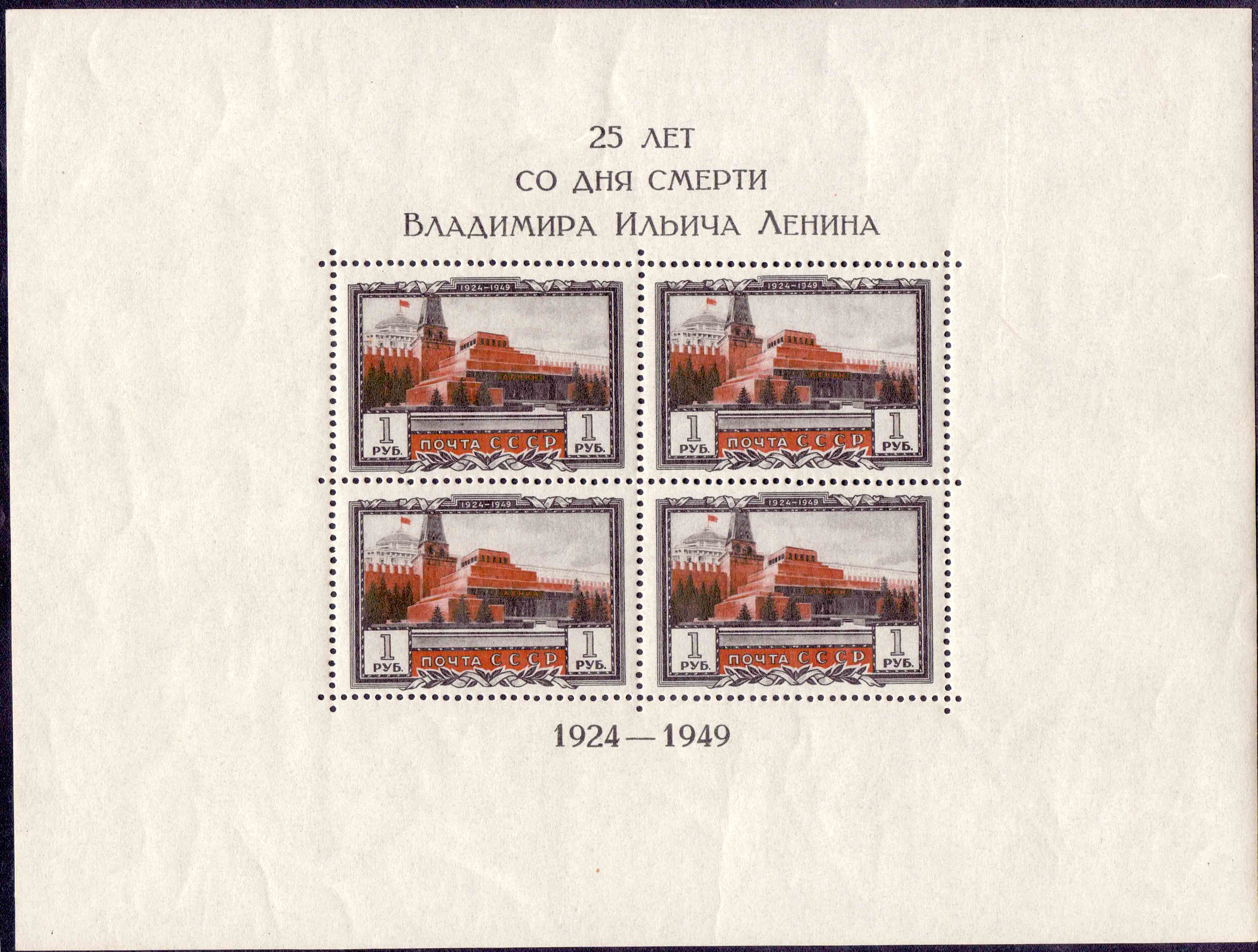
Почтовый блок СССР из серии «К 25-летию со дня смерти В. И. Ленина» (1949,
художник Н. Жуков)

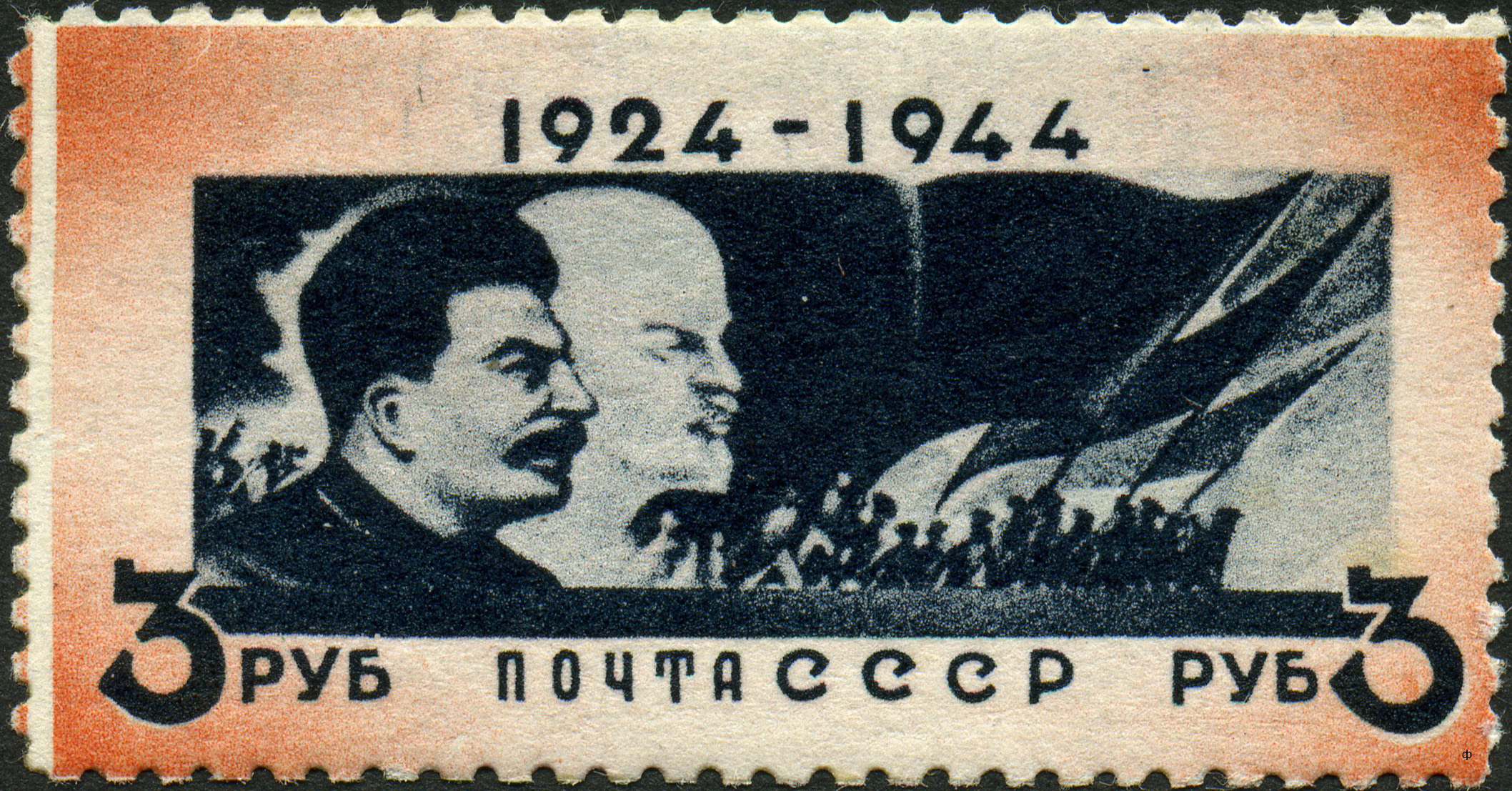
Серия «20-летие со дня смерти В. И. Ленина» Портреты В. И. Ленина и И. В. Сталина, чёрно-синяя, оранжевая

Апофеозом ленинской темы в филателии стало чествование 100-летнего юбилея советского вождя. Из 261 почтовых марок и блоков, выпущенных в СССР в 1969—1970 годах, 59 из них (23 %) были так или иначе посвящены Ленину. Среди них следует отметить юбилейную серию 1970 года, состоящую из 10 малых листов (каждый из которых включает в себя 8 марок и 16 купонов) и почтового блока (ЦФА [АО «Марка»] № 3879—3889).

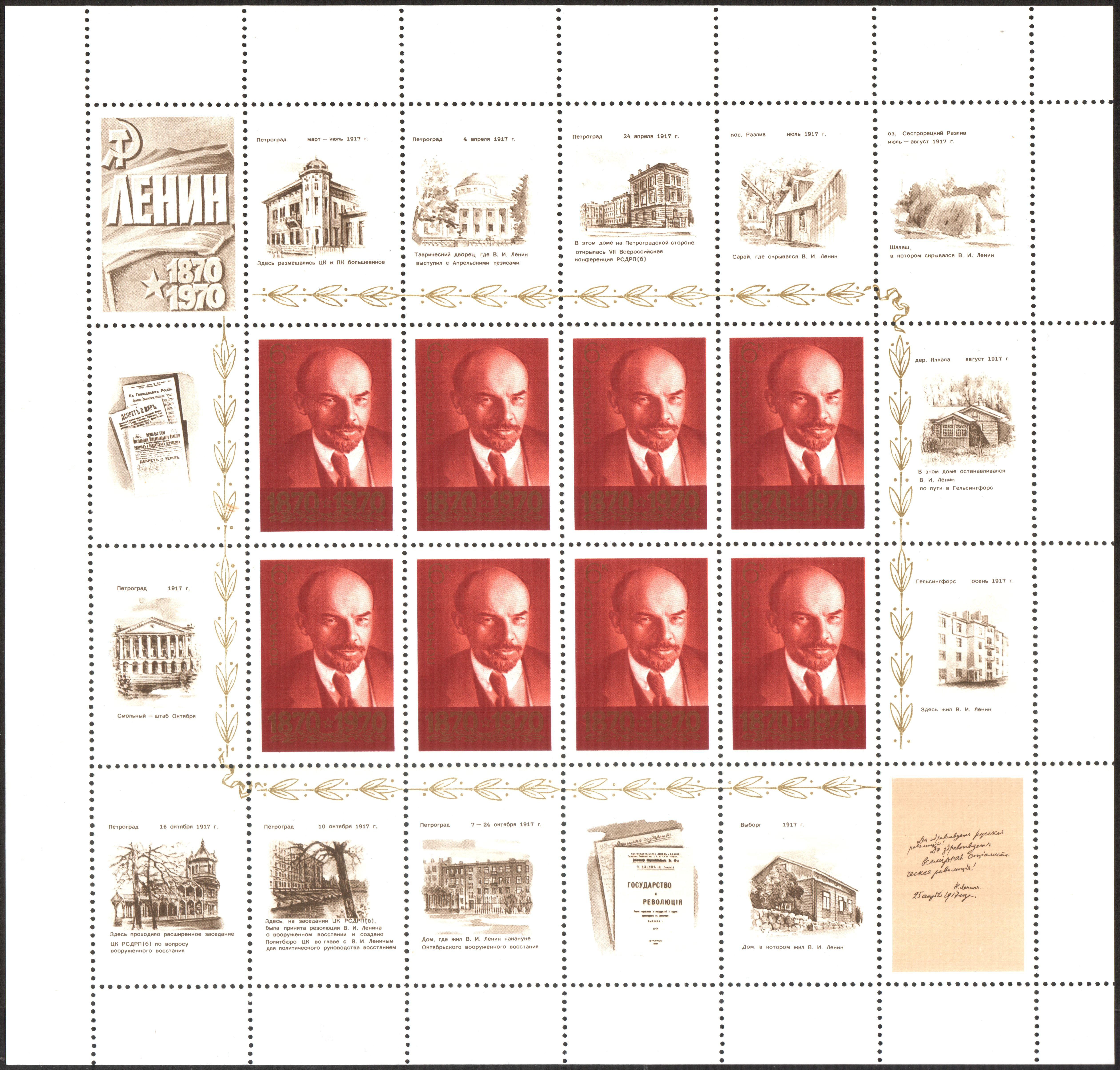

Последняя марка Советского Союза, посвящённая ленинской теме, вышла в апреле 1991 года (ЦФА [АО «Марка»] № 6313). Она была выполнена художником И. Мартыновым и приурочена к 121-й годовщине со дня рождения В. И. Ленина. На марке была помещена репродукция картины П. Белоусова «В. И. Ленин за работой над книгой „Материализм и эмпириокритицизм“ в Женевской библиотеке». Помимо этого, в 1991 году также была напечатана марка, посвящённая 74-й годовщине Октября, изображающая памятник-барельеф В. И. Ленину, однако из-за событий 19—21 августа, закончившихся крахом коммунистического режима и распадом СССР, эта марка в обращение не поступила.

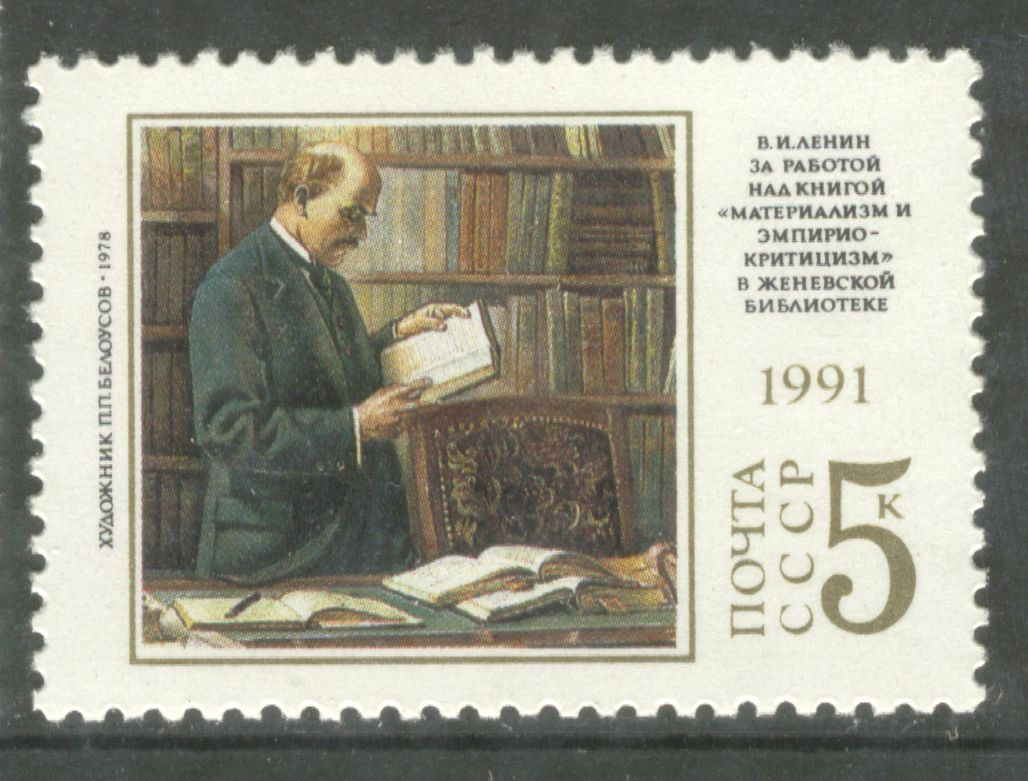
Последняя ленинская марка СССР (1991, художник И. Мартынов) (ЦФА [АО «Марка»] № 6313)

В целом за годы Советской власти в СССР вышло в обращение около 400 марок и блоков, непосредственно посвящённых В. И. Ленину, для которых использовались документы фото- и киноархивов[≡][≡], портреты, картины, скульптурные памятники, композиции и т. д.

Владимир Ильич Ленин изображался на почтовых марках и блоках, посвящённых другим личностям, в частности на блоке 70 лет со дня рождения Сталина.

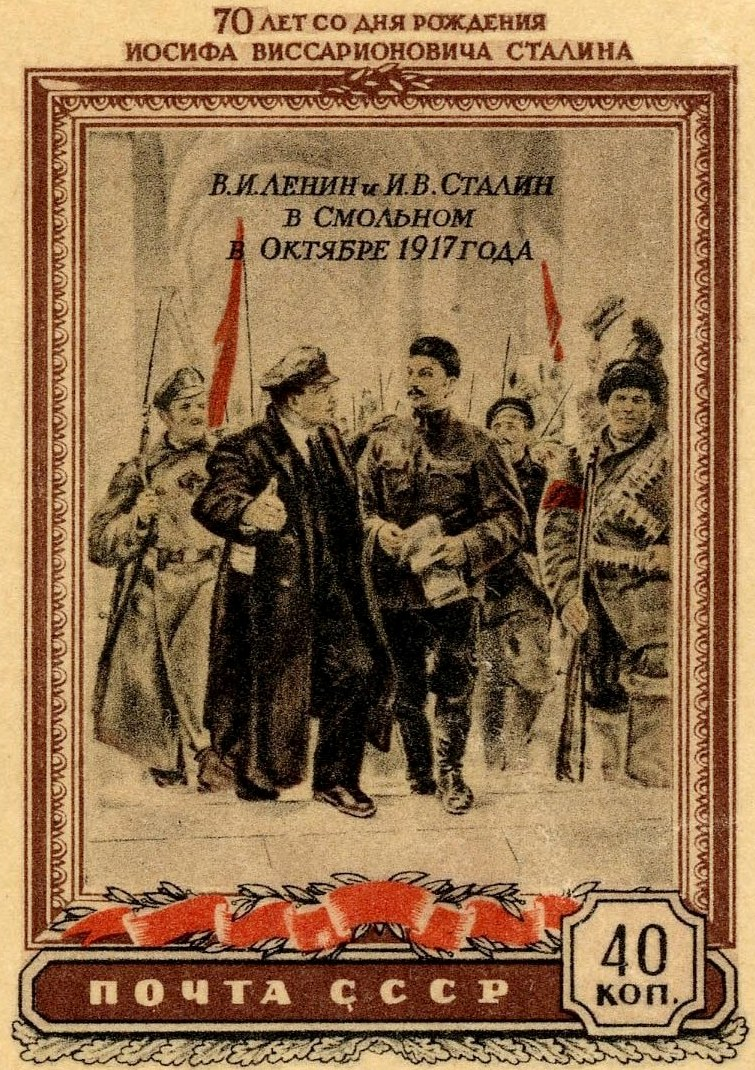
2-я марка (Michel № 1425) (1949-12). Сталин с Лениным в Смольном, Петроград, 1917
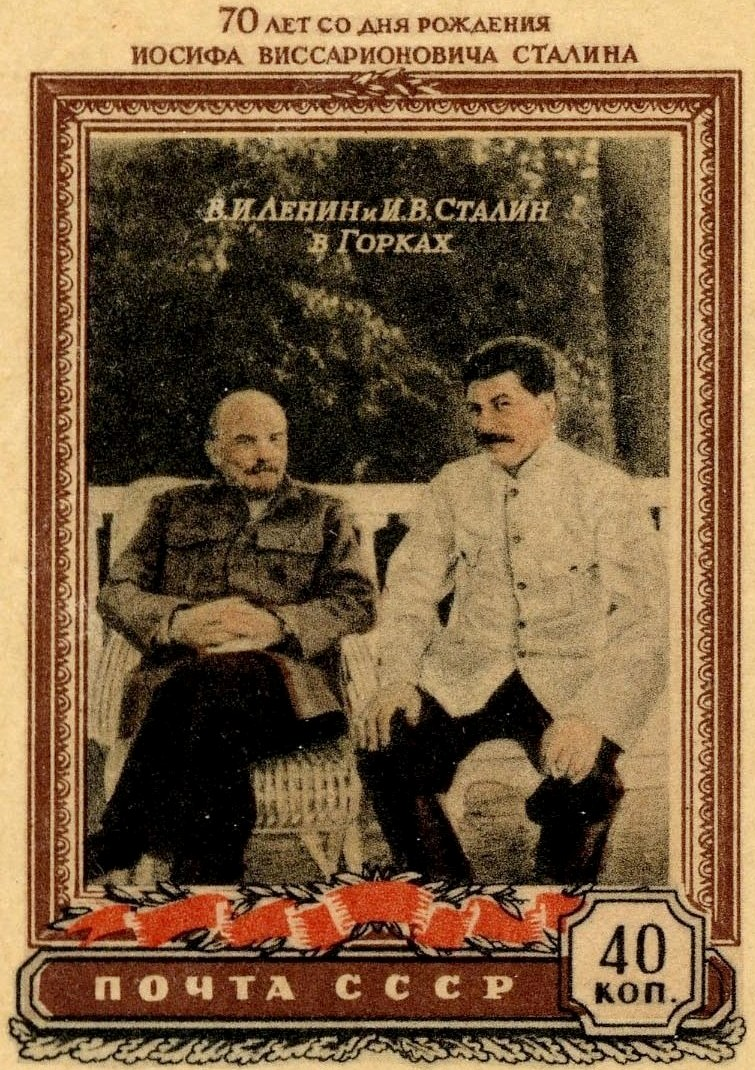
3-я марка (Michel № 1426) (1949-12). Сталин с Лениным в Горках

После XX съезда КПСС перестали изображать на почтовых марках И. Сталина, ведущую роль снова занял В. И. Ленин.

Почтовые марки «Ленин провозглашает Советскую власть»
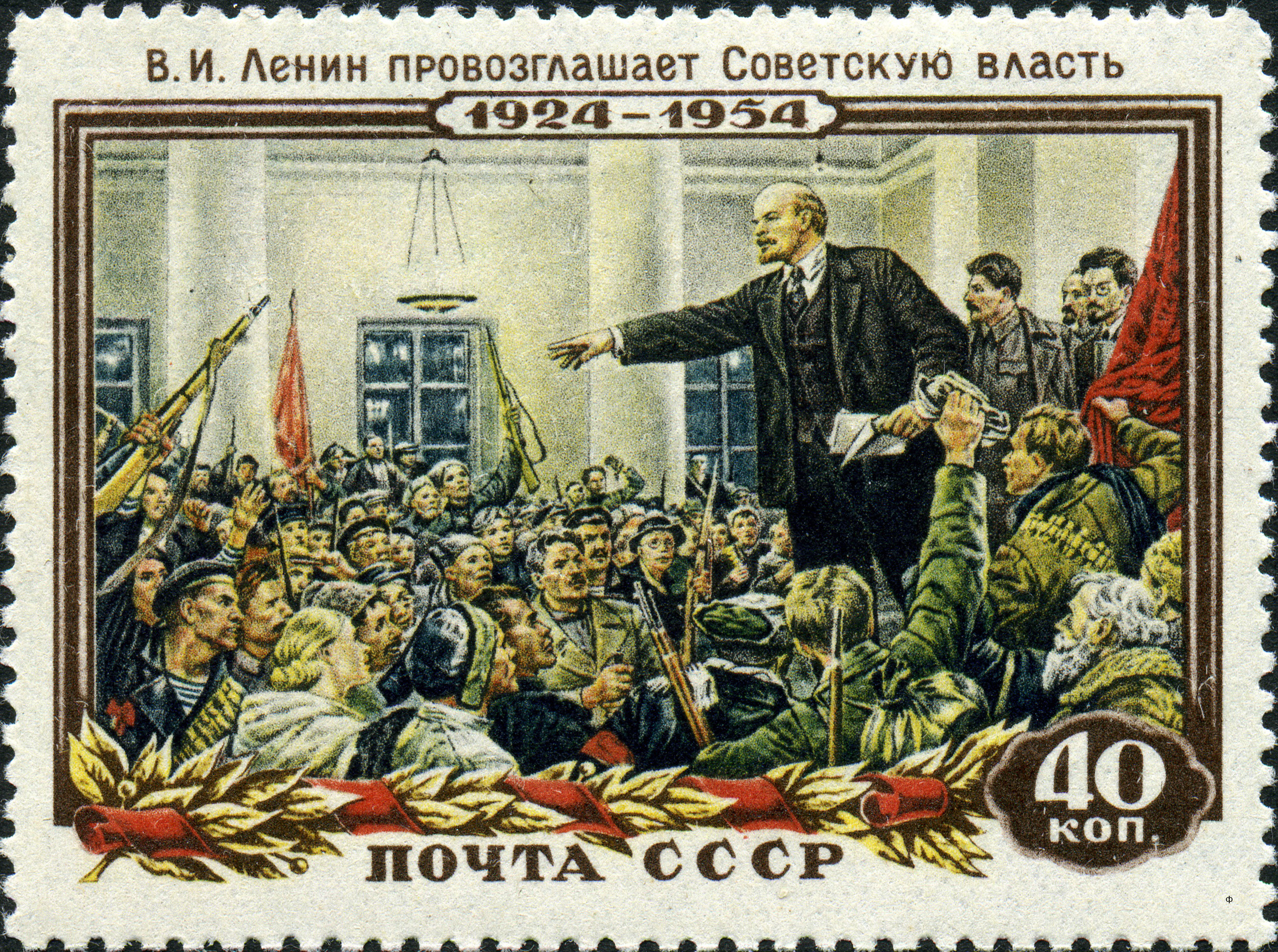
Марка СССР, 1954 г. «Ленин провозглашает Советскую власть» (первоначальный вариант 1947 г., со Сталиным)
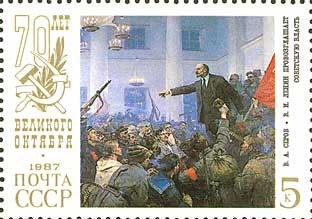
Марка СССР, 1987 г. «Ленин провозглашает Советскую власть» («исправленный» вариант 1962 г., без Сталина)

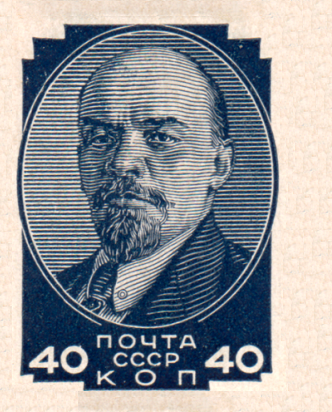
Портрет В. И. Ленина, темно-синяя. Печать типографская на простой бумаге без водяного знака, без зубцов. В марочных листах по 100 (10×10) марок. В почтовое обращение официально не поступали.

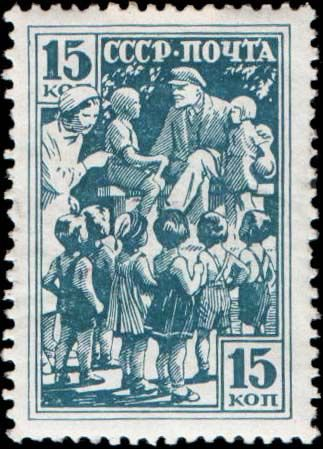
Почтовая марка СССР, 1938 год. Серия «Дети Советской страны»: У скульптуры «Ленин и дети»

В 1936 году был выпущен четвёртый выпуск стандартных марок. Одна из почтовых марок была с изображением Владимира Ленина Ленина. В почтовое обращение официально не поступала. Марка создана в июле 1936 года (фото Петра Оцупа, гравёр Альфред Эберлинг) номиналом 40 копеек.

Не прошла мимо тема любви Ленина к детям. В 1938 году была выпущена серия почтовых марок «Дети Советской страны». На одной из почтовых марок изображены дети у скульптуры «Ленин и дети».

Серия «5-летие создания центрального музея В. И. Ленина»
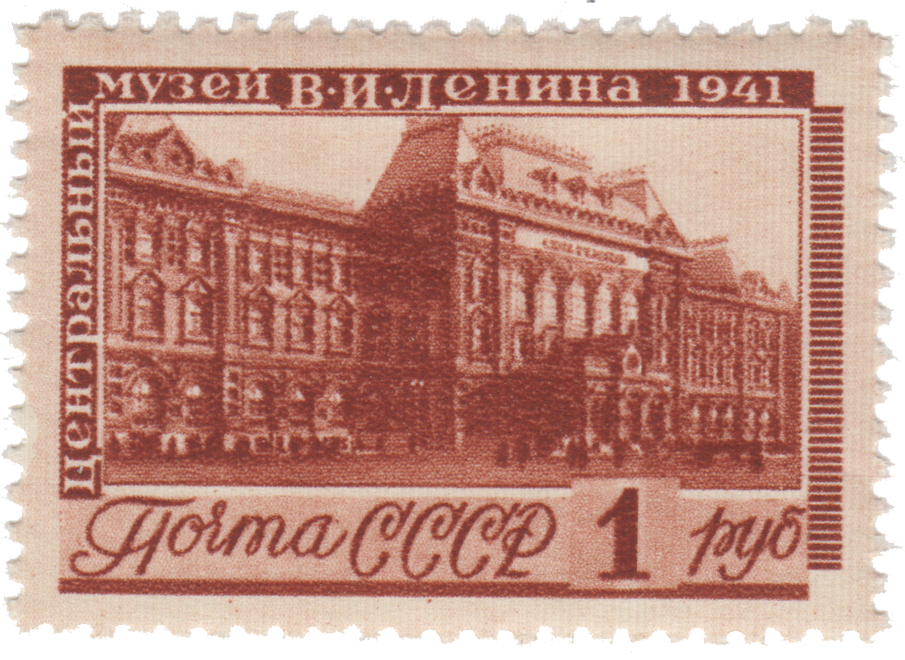
Центральный музей В. И. Ленина (светло-коричневая)
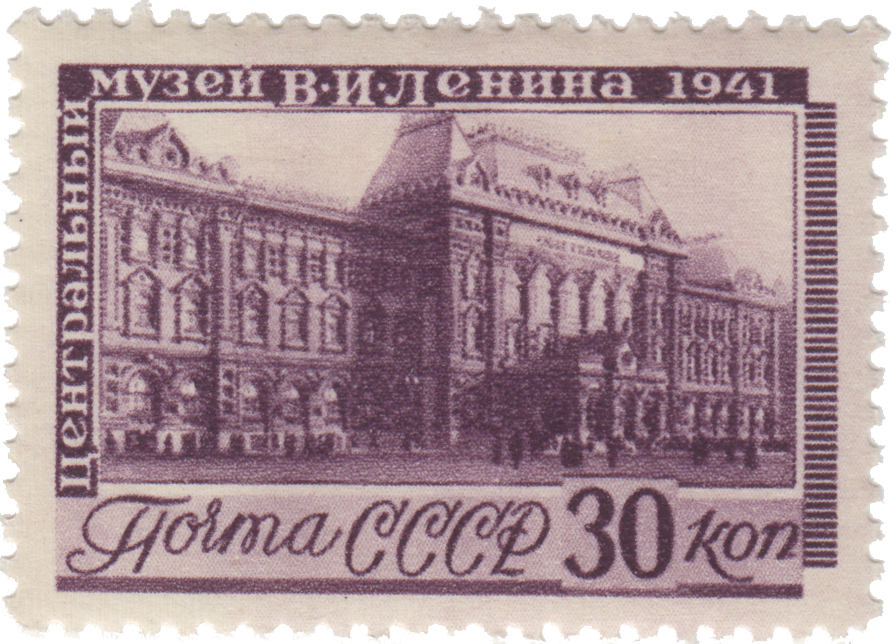
Центральный музей В. И. Ленина (фиолетовая)
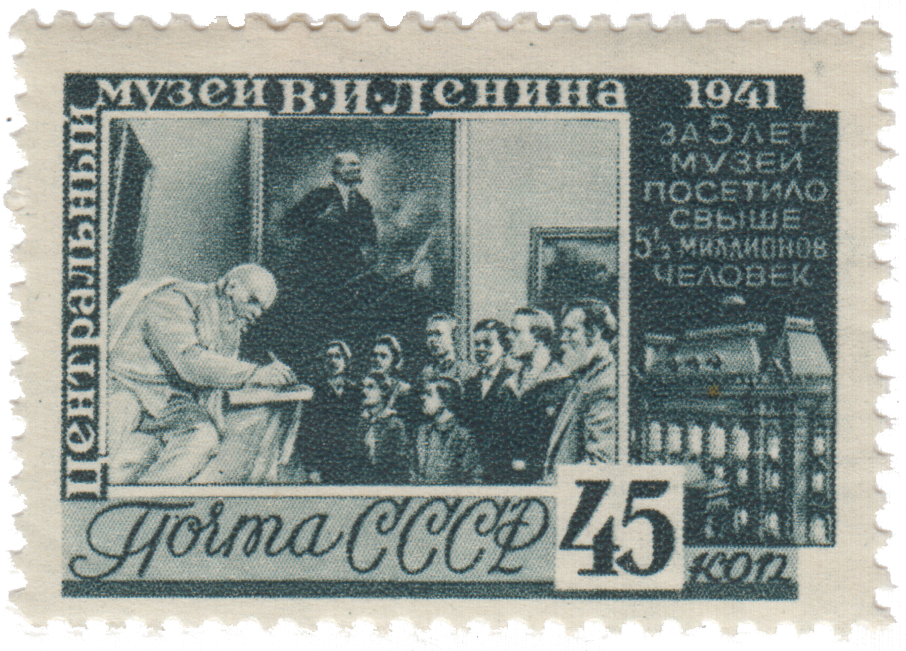
«Ленин в Разливе» (тёмно-зелёная)
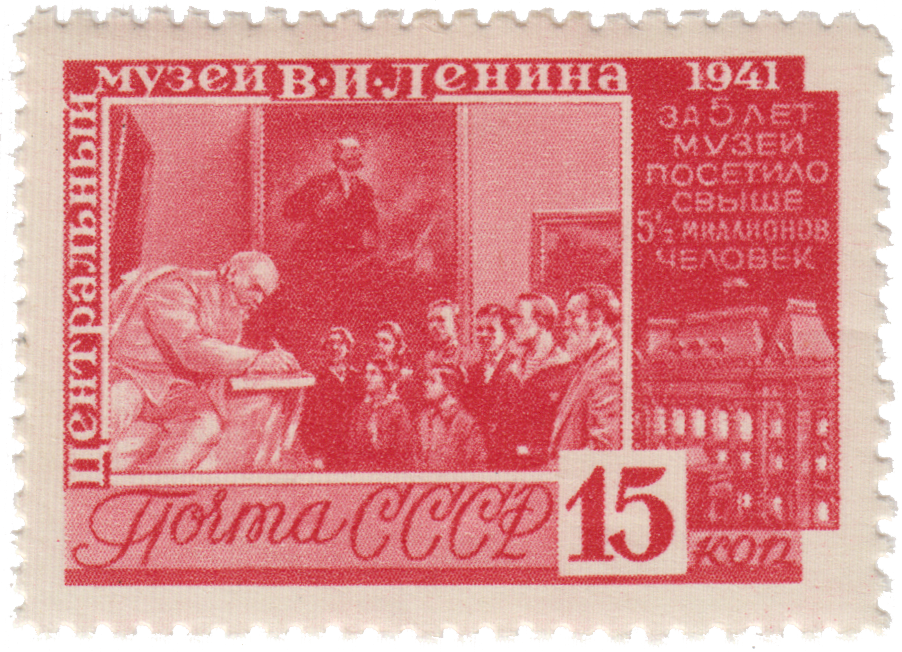
«Ленин в Разливе» (карминная)

#### Российская Федерация

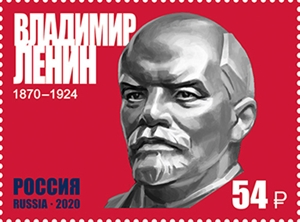
Почтовая марка России 2020 года, посвящённая 150-летию со дня рождения В. И. Ленина

После распада СССР и образования СНГ выпуск памятных марок, посвящённых ленинской тематике, прекратился. Исключение здесь составили двадцать пять почтовых выпусков Российской Федерации, два — Республики Беларусь и один — Киргизской Республики. Кроме того, непризнанные республики Донбасса и ПМР также выпустили по одному ленинскому выпуску.
В 1993 году в обращение поступила марка России, посвящённая 175-летию Гознака с изображением советских денежных купюр 1947 и 1991 годов с портретом В. И. Ленина (Mi #333).
В 2004 году вышла военно-патриотическая серия «Служу Отечеству!», на одной из марок которой была запечатлена картина С. Присекина «Маршал Жуков», с изображением прославленного полководца, принимающего Парад Победы вместе с К. К. Рокоссовским под знаменем с портретами Ленина и Сталина (Mi #1185). В том же году была выпущена памятная марка в честь 200-летия Казанского государственного университета имени В. И. Ульянова-Ленина (Mi #1210).
В 2009 году вышла серия почтовых марок, посвящённых ледокольному флоту России, на одной из которых был запечатлён атомный ледокол «Ленин» (ЦФА [АО «Марка»] № 1320).
21 марта 2015 года почта России выпустила марку, посвящённую Отдельной дивизии оперативного назначения имени Ф. Э. Дзержинского внутренних войск МВД России, с изображением Ордена Ленина, которым была награждена эта дивизия.
2 марта 2017 года в обращение поступил почтовый блок, посвящённый 100-летию Революции 1917 года, на полях которого были изображены ленинские декреты о мире и о земле, а на одной из марок — выстрел «Авроры». В этом же году, 1 июня была выпущена марка, посвящённая газете «Известия» с изображением Ордена Ленина на передовице выпуска газеты советского периода.
25 октября 2018 года в обращение поступила марка, посвящённая 100-летию Комсомола с изображением комсомольского значка (образца 1958—1991 годов) с портретом Ленина.
5 и 8 ноября 2019 года были выпущены памятные марки в честь Военного университета Министерства обороны Российской Федерации и Военной академии связи имени С. М. Будённого также с изображением Орденов Ленина, которыми были награждены эти военно-учебные заведения.
22 апреля 2020 года почтовое ведомство России выпустило памятную марку, посвящённую 150-летию со дня рождения В. И. Ленина, причём это был первый юбилейный ленинский выпуск (после 1990 года) на почтовых марках Российской Федерации. 20 августа 2020 года в серии «История отечественного танкостроения» вышла марка с изображением одного из первых отечественных танков — «Борец за свободу товарищ Ленин» с указанием его названия.
29 мая 2021 года вышла серия, посвящённая парадным автомобилям Кремля, один из которых ЗИС-110 Б (1949—1957 гг. выпуска) был изображён на фоне парадного знамени с портретами В. И. Ленина и И. В. Сталина.
19 мая 2022 года в обращение поступила почтовая марка, посвящённая 100-летию Всесоюзной пионерской организации с изображением пионерского значка с портретом В. И. Ленина. 15 июня 2022 года была выпущена памятная марка к 125-летию со дня рождения одного из организаторов секретных служб ВС СССР П. Н. Белюсова с изображением ордена Ленина на его парадном мундире.
25 октября 2022 года была выпущена серия марок, посвящённых талантливым советским-полководцам-кавалерам ордена Победы — Л. А. Говорову, И. С. Коневу, К. А. Мерецкову,И. Х. Баграмяну с изображением орденов Ленина на их парадных мундирах.
30 ноября 2022 года в обращение поступил памятный почтовый блок, посвящённый 125-летию со дня рождения выдающегося русского советского художника-гравера Ивана Ивановича Дубасова (являющегося, помимо прочего, автором-дизайнером первой «ленинской» марки) с изображением барельефа В. И. Ленина (1934 год) его авторства на полях блока.
21 марта 2023 года была выпущена марка, посвященная 100-летию со дня рождения начальника 8-го управления Генерального штаба ВС СССР в 1972—1988 гг. генерал-лейтенанта Н. В. Сторча с изображением юбилейной медали «В ознаменование 100-летия со дня рождения Владимира Ильича Ленина» на его парадном мундире.
26 сентября 2023 года была выпущена серия из двух марок, посвященных советским-полководцам — М. В. Захарову и Р. Я. Малиновскому с изображением орденов Ленина на их парадных мундирах.
10 января 2024 года вышла памятная марка, посвященная 100-летию газеты «Красная звезда» — официального печатного органа Министерства обороны Российской Федерации также с изображением ордена Ленина среди прочих орденов, которыми была награждена газета.
17 июня 2024 года в обращение поступил почтовый блок в честь Отдельной дивизии оперативного назначения имени Ф. Э. Дзержинского войск национальной гвардии Российской Федерации с изображением (на полях блока) Ордена Ленина, которым она была награждена.
2 июля 2024 года в обращение поступил  малый лист в честь военных композиторов с изображением фрагмента  Парада Победы на Красной площади 1945 года под портретами В.И. Ленина и И.В. Сталина.
12 декабря 2024 года вышла в свет почтовая марка памяти Героя Советского Союза Н.М. Козлова с изображением Ордена Ленина на его парадном мундире.
29 марта 2025 года была выпущена памятная марка, посвящённая 125-летию Военной академии материально-технического обеспечения имени А. В. Хрулёва с изображением Ордена Ленина, которым она была награждена, среди прочих памятных наград академии.
22 мая 2025 года вышла в свет памятная марка, посвящённая 100 - летию газеты "Комсомольская правда" с изображением Ордена Ленина (среди других наград), которым эта газета была награждена.

#### Республика Беларусь
Портрет Ленина можно разглядеть на белорусской марке 2005 года к 60-летию Победы в Великой Отечественной войне, на которой показан парад партизан в освобождённом Минске в 1944 году на фоне портретов Ленина и Сталина (Mi #583).
25 октября 2018 года белорусская почта выпустила марку, посвящённую 100-летию ВЛКСМ с репродукцией картины В. С. Протасени «Портрет студентки» с изображением на правой стороне марки членского значка ВЛКСМ (образца 1958—1991 годов) с портретом Ленина.

#### Республика Кыргызстан

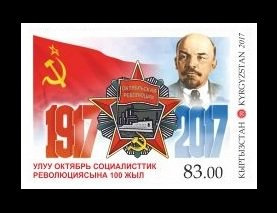
Почтовая марка Киргизии 2017 года в честь 100-летия Октябрьской революции

В ноябре 2017 года почта Киргизии выпустила памятную марку, посвящённую 100-летию Октябрьской революции с портретом В. И. Ленина и изображением Ордена Октябрьской Революции.

#### Частично признанные республики Донбасса и Приднестровье
В ноябре 2017 года почта непризнанных республик — ДНР и ЛНР выпустила по одному почтовому блоку, посвящённому 100-летию Октябрьской революции соответственно с изображениями памятника Ленину в Донецке и Ленина на фоне красного знамени и крейсера «Аврора».
В 2020 году почта ДНР выпустила юбилейный блок из нескольких марок, посвящённый 150-летию со дня рождения В. И. Ленина, на одной из которых он был запечатлён вместе с И. В. Сталиным.
В 2017 году Почта Приднестровья выпустила сцепку из 4-х марок, посвящённых 100-летию Октября, на одной из которых была запечатлена картина с В. И. Лениным — вождём Октябрьского вооружённого восстания в Петрограде.

#### Зарубежные страны
Марки в честь В. И. Ленина издавались во всех частях света, исключая Австралию, Океанию и Антарктику. До конца 1969 года марки на ленинскую тему появлялись в 15 странах, при этом было выпущено 499 марок и 25 блоков. «Урожайным» в этом смысле стал юбилейный 1970 год: 126 марок и девять блоков в 37 странах мира. Ленинские выпуски продолжали выходить за рубежом и в дальнейшем.

##### Социалистические и развивающиеся страны

Марка ЧССР (1952): 35 лет Октябрьской революции. Ленин и Сталин беседуют с солдатами Красной Армии(Sc #558)

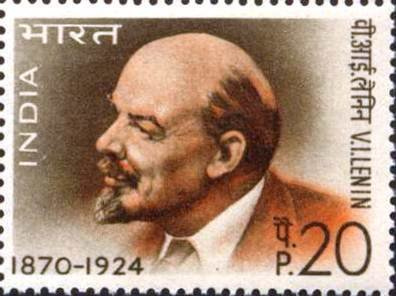
100 лет со дня рождения Владимира Ильича Ленина, Почта Индии, 1970

Первой зарубежной ленинской маркой стала марка «народно-демократической» Румынии 1945 года выпуска (Mi #863). В январе 1990 года Чехословакия (уже вступившая на путь перехода от «развитого социализма» к «рыночной демократии») издала последнюю марку с портретом Ленина среди подобных выпусков европейских соцстран.
Европейские государства, прошедшие этап социалистического развития, включая Албанию, Болгарию, Венгрию, ГДР, Польшу, Румынию, Чехословакию, Югославию, посвятили 20 % своих почтовых выпусков Ленину, Октябрьской революции и другим темам, связанным с Россией и СССР и составляющим специальную область коллекционирования — «Россику». В странах других частей света таковых было 14,3 % в Азии, 6,2 % в Африке и 4,6 % в Америке.
Первая ленинская марка в Азии была издана 7 ноября 1949 года в Квантуне Почтово-телеграфным управлением Порт-Артура и Дальнего (КНР). Она была посвящена 32-й годовщине Октябрьской революции. На серо-зелёной марке номиналом в 10 юаней изображены портреты Сталина и Ленина (Sc #2L68). Из азиатских государств ленинские марки выпускали также Вьетнам, КНДР, Монголия, Индия, Камбоджа, Лаос, Афганистан, ЙАР, Южный Йемен, Ливан, Сирия, Цейлон и Фуджейра (ОАЭ).
В Африке в честь Ленина и Октябрьской революции выходило 111 марок в 25 странах. Первая марка издана в 15 августа 1966 года в Конго по случаю трёхлетней годовщины конголезской революции. На марке в 50 франков (Sc #C41) изображались Ленин и штурм Зимнего дворца; эта же марка вместе с двумя другими была повторена в почтовом блоке (Sc #C41a). Ленинские сюжеты присутствуют ещё на четырёх марках этой страны — в 1970 (Sc #C96, C97), 1974 (Sc #C191) и 1988 (Sc #801) годах. Юбилейный 1970 год стал поводом для выпуска ленинских марок в других странах, например, в Бурунди, где вышла красочная серия с репродукциями картин о Ленине (Sc #350—354). В 1977 году к юбилею Октябрьской революции в этой стране была издана серия из 16 марок (Sc #534—537), на каждой из которых в дополнение к основным сюжетам была помещена одна из марок СССР, в том числе с портретом Ленина.
Неоднократно выпускались марки с изображением Ленина на Кубе. Первые из них появились 7 ноября 1964 года в серии к 40-летию со дня смерти Ленина (Sc #885—887).

Примеры Ленинианы на почтовых марках социалистических стран
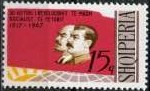
Албания (1967): 50-я годовщина Октябрьской революции. Ленин и Сталин (Mi #1209; Sc #1070)
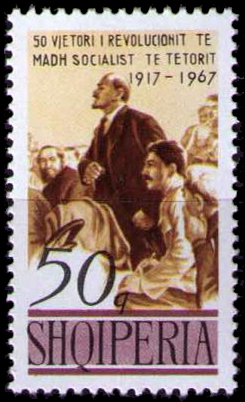
То же, по рисунку Е. А. Кибрика «Есть такая партия!» (1948) (Mi #1211; Sc #1072)
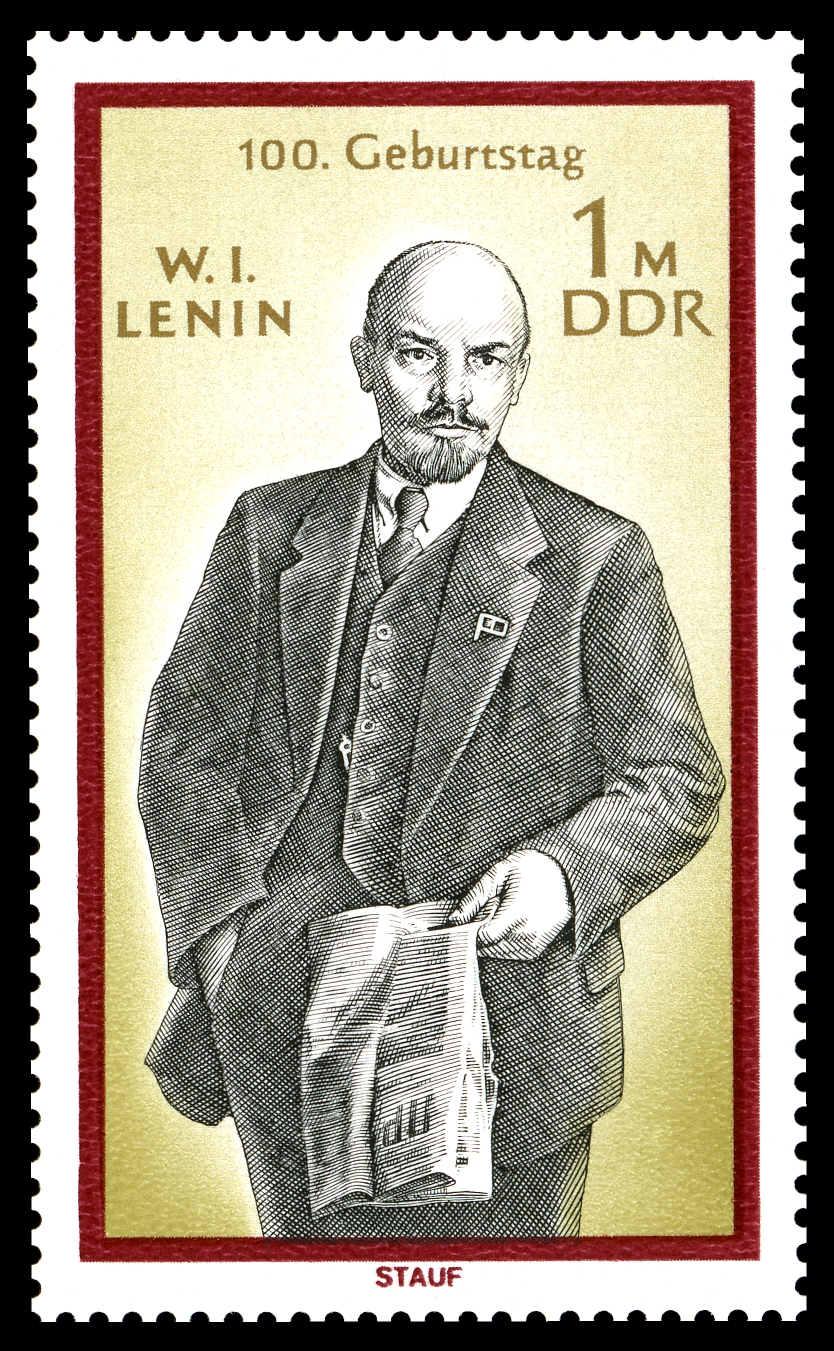
То же (Mi #1562)
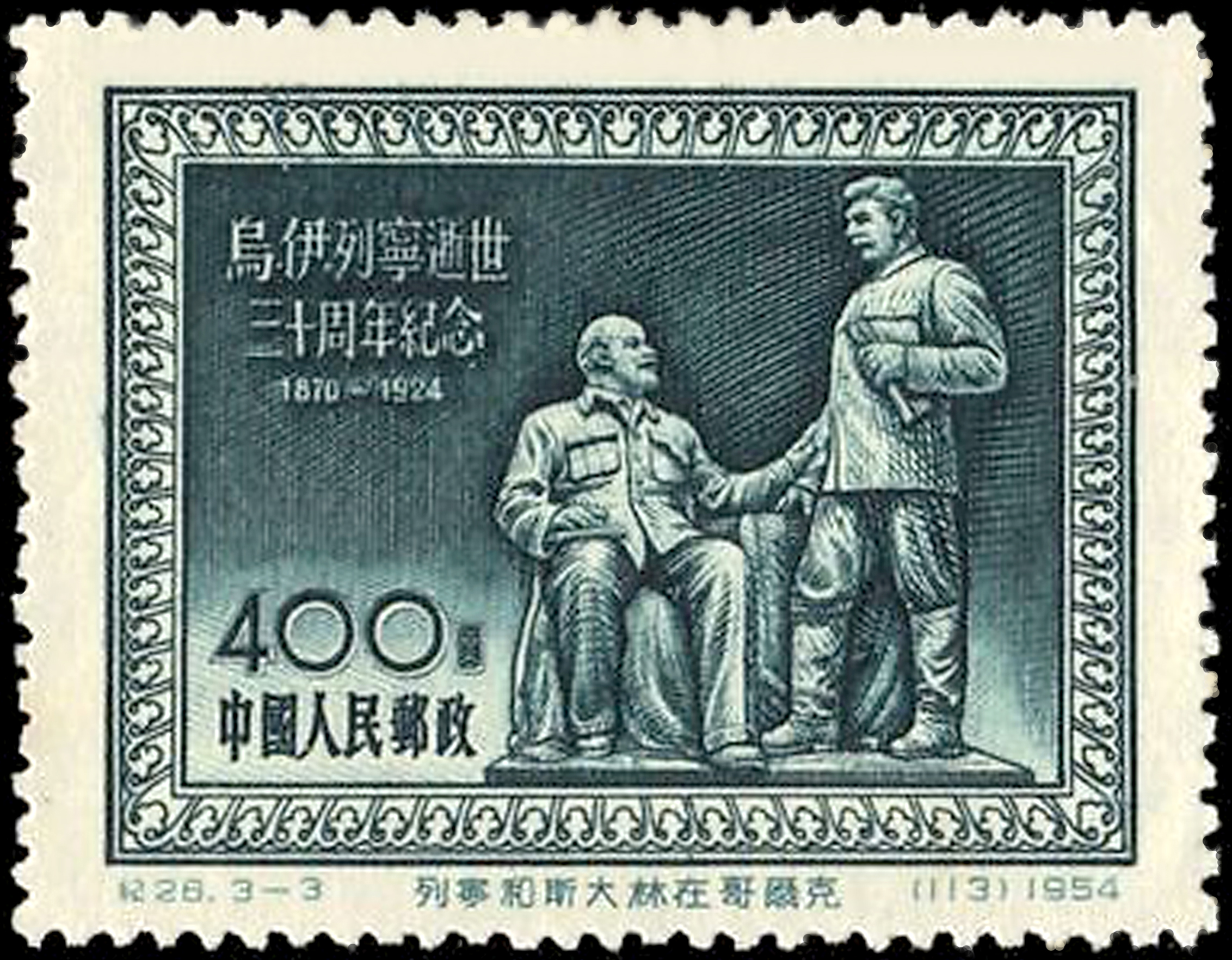
Китай (1954): 30-я годовщина смерти Ленина (Sc #222). Памятник Ленину и Сталину в Горках
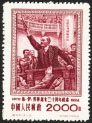
То же (Sc #224)

Среди многих ленинских марок ГДР две почтовые миниатюры были посвящены монументу В. И. Ленина в Эйслебене (Mi #772,1560)[≡][≡].
Ленин и революция были темой девяти марок Никарагуа в период социалистической ориентации этой страны, и по одному почтовому блоку с ленинским сюжетом издали Гайана в 1999 году (Sc #3459) и Сент-Винсент и Гренадины в 2000 году (Sc #2764) в выпусках к итогам XX века.
Одними из последних выпусков филателистической Ленинианы в мире стали также следующие почтовые эмиссии:
Вьетнам
- 1995 — 125-летие со дня рождения Ленина (Mi #2684).
- 2000 — Изображение В. И. Ленина на полях почтового блока, посвящённого итогам ХХ столетия.
- 2017 — 100-летие Октябрьской революции в России.
- 2020 — 150-летие со дня рождения В. И. Ленина.

КНДР
- 2003 — Орден Ленина на марке из серии, посвящённой 91-й годовщине со дня рождения Ким Ир Сена и его иностранным наградам (Mi #4645).
- 2011 — В серии блоков КНДР, посвящённой визиту Ким Чен Ира в Россию, на полях одного из них имеется изображение барельефа-памятника Ленину в Улан-Удэ (Mi #5805).
- 2015 — Медаль «В ознаменование 100-летия со дня рождения Владимира Ильича Ленина», которой также был награждён Ким Ир Сен, на марке из серии, посвящённой 103-й годовщине со дня рождения северокорейского лидера.
- 2024 - портреты К. Маркса и В. И. Ленина на здании Высшей партийной школы идей Чучхе в Пхеньяне

Куба
- 1997 — 80-летие Октябрьской революции в России (Mi #4071).
- 1999 — 75-летие со дня смерти Ленина (Sc #3987).
- 2000 — 130-летие со дня рождения Ленина (Sc #4068)[36].
- 2009 — две марки из малого листа, посвящённого 50-летию победы Кубинской революции, на которых показано выступление Фиделя Кастро на съезде Коммунистической партии Кубы под портретами К. Маркса, Ф. Энгельса, В. И. Ленина.
- 2017 — 100-летие Октябрьской революции в России.

Монголия
- 2001 — Марка из малого листа «Итоги XX века», изображающая В. И. Ленина (Mi #3278).
- 2019 — Изображение В. И. Ленина на полях почтового блока, посвящённого 95-летию почтовых марок МНР.

##### Капиталистические страны
Образ Ленина встречается только на трёх марках капиталистических стран. Первым капиталистическим государством, выпустившим марку с портретом Ленина, стала Финляндия. В 1970 году там вышли марка с барельефным портретом В. И. Ленина (Mi #670; Sc #493) и КПД, посвящённые международному симпозиуму ЮНЕСКО в честь 100-летия Ленина, который состоялся в Тампере с 6 по 10 апреля. Кроме того, Ленин присутствует на марке Бельгии (Sc #1779g) и на поле блока Ирландии (Sc #1217) в выпусках «Итоги XX века» (1999).
Выход в декабре 1999 года в Бельгии марки с портретом Ленина, вызвал политический скандал. Первой его подняла националистическая партия «Фламандский блок», которая сразу же потребовала изъять ленинскую марку. Некоторое время спустя первый заместитель премьер-министра и министр иностранных дел Бельгии Луи Мишель обратился к министру телекоммуникаций и государственных служб Рику Дамсу с тем же предложением. Он обосновал его тем, что факт появления марки «вызвал очень негативную реакцию части населения страны». Наряду с бельгийскими правыми возмутились и представители старой российской эмиграции. Союз русских дворян организовал по этому поводу демонстрацию в Брюсселе. Печать марок была приостановлена, а дело вынесено на обсуждение бельгийского правительства. Эмиссия миниатюры не была аннулирована. Марка Бельгии с портретом Ленина представлена в каталогах в качестве официального коммеморативного выпуска (Mi #2915).

### Художественные маркированные конверты
Министерство связи СССР издавало художественные маркированные конверты, начиная с 1953 года. Значительное место среди них занимают конверты ленинской тематики. Первый иллюстрированный маркированный конверт Ленинианы был издан 16 апреля 1954 года (№ 20) и был посвящён Государственному ордена Ленина Академическому театру оперы и балета в Киеве.
Большинство конвертов иллюстрированы рисунками художника П. В. Васильева. Выпускались конверты с фотографиями Ленина. Так, на конверте № 5451 показана фотография Ленина, сделанная М. Наппельбаумом 31 января 1918 года в Смольном. Выпускались конверты с изображением памятников В. И. Ленину. Первым конвертом такого рода стал конверт № 340, выпущенный в ознаменование 250-летия Ленинграда с фотографией памятника Ленину у Финляндского вокзала. За ним последовала цельная вещь (№ 497) с изображением памятника Ленину в Ульяновске скульптора М. Г. Манизера. Другую группу составляют конверты, посвящённые местам, где жил, работал или побывал Ленин.
Интересны серии конвертов СССР «По ленинским местам» (№ 1120—1126, 1133, 1142, 1401—1404, 1546, 03073—VIII, 6204, 6220, 6221, 6244, 6286, 6310, 6311, 6491—6494, 6531, 6581, 6602, 6698, 6699, 6713, 6716, 6766, 6776—6780). Музеям Ленина в разных городах посвящён ряд конвертов, первым из которых был № 308 с изображением Центрального музея В. И. Ленина в Москве. К Лениниане также относится группа цельных вещей, которые посвящены организациям, учреждениям, предприятиям, награждённым орденом Ленина. Первый конверт филателистической Ленинианы был именно из этой группы (№ 20; с надписью «Киев. Государственный ордена Ленина Академический театр оперы и балета»). Многочисленна группа цельных вещей с изображением улиц, площадей, учебных заведений, библиотек, заводов, электростанций, судов и других объектов, которые носят или носили имя Ленина.

Примеры художественных маркированных конвертов, выпущенных в СССР
Подольск. Дом-музей В. И. Ленина] (1969, № 6491, из серии «По ленинским местам»)
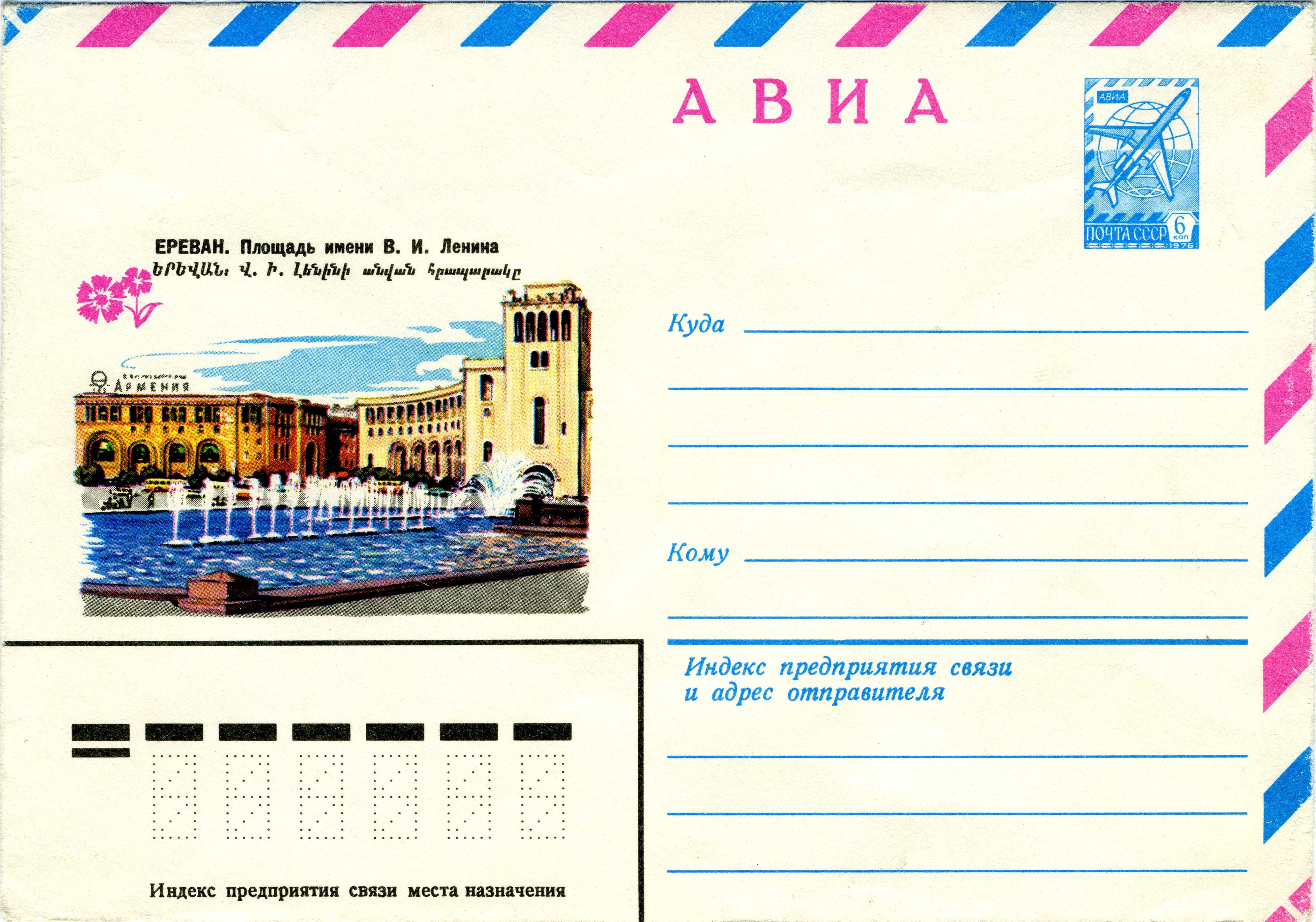
Ереван. Площадь имени В. И. Ленина (1979, авиапочтовый конверт)

### Почтовые карточки

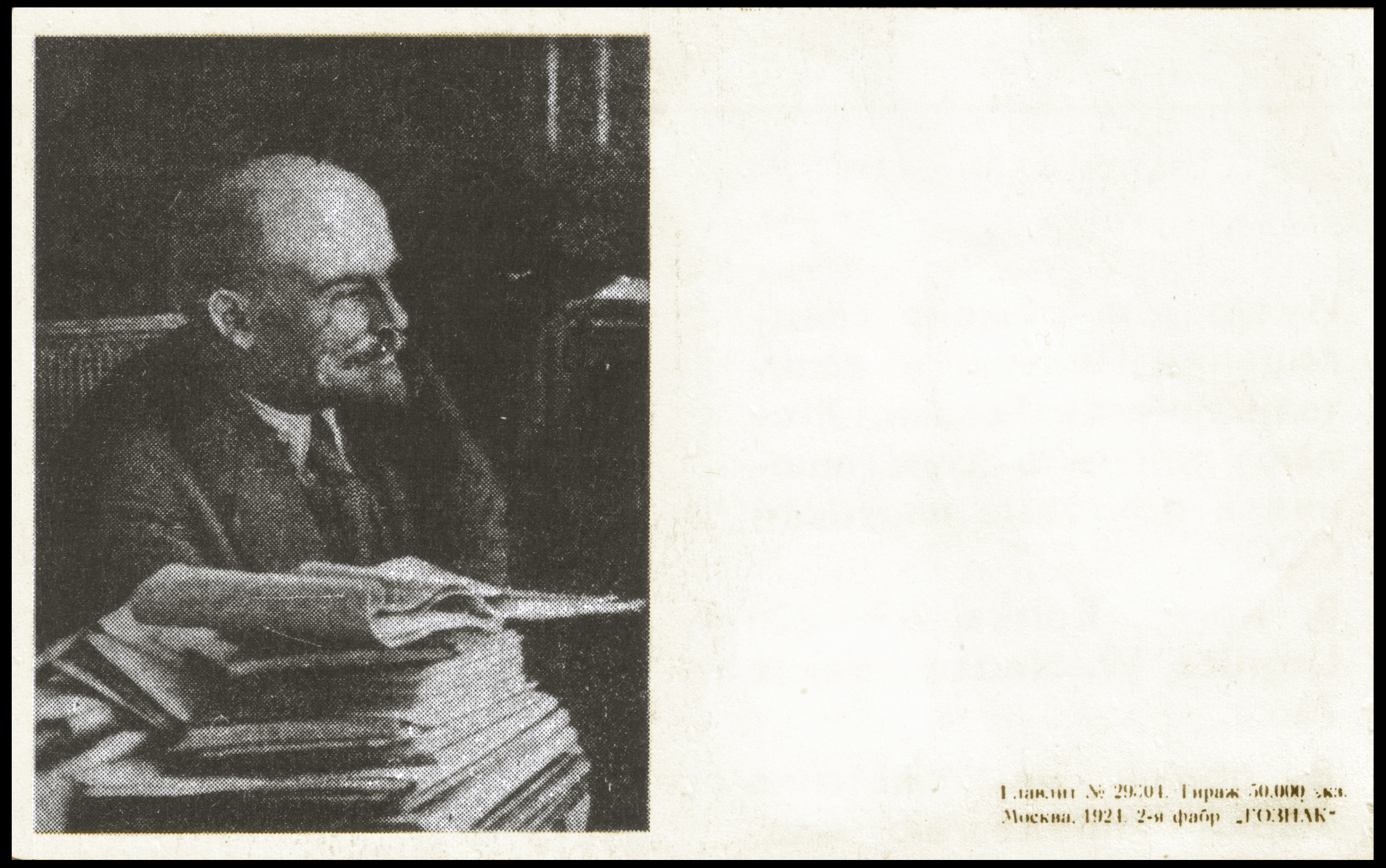
Первая маркированная почтовая карточка с портретом Ленина (СССР, 1924)

Открытки с первыми фотопортретами В. И. Ленина и репродукциями живописных работ известных советских художников были изданы в 1918—1920 годах. 16 октября 1918 года было сделано несколько фотоснимков В. И. Ленина во время прогулки по двору Кремля, впервые по выздоровлении после ранения. Позднее, в конце 1918 или в начале 1919 года, контрагентство прессы ВЦИК в Москве использовало один из этих фотоснимков для издания способом фоторепродукции почтовой открытки, как подтверждения того, что В. И. Ленин выздоровел и продолжает руководить страной и партией. Эти же фотоснимки были использованы для издания открыток в 1920-х годах Ленинградским рабочим обществом смычки города с деревней, Всероссийским комитетом помощи инвалидам войны при ВЦИК и организацией Международной помощи рабочим.
Первая маркированная почтовая карточка с портретом Ленина появилась в СССР в 1924 году, открыв тем самым ленинскую тему в цельных вещах.
В 1929 и 1930 годах в обращение поступили две серии художественных маркированных почтовых карточек с репродукциями картин, хранившихся в Центральном музее Революции СССР в Москве. В обеих сериях были изданы почтовые карточки с репродукцией картины А. Р. Эберлинга «Владимир Ильич Ленин». Кроме того, во второй серии была издана почтовая карточка с репродукцией картины художника Б. Н. Яковлева «Стена коммунаров в Москве», на которой дано изображение Мавзолея В. И. Ленина.

Примеры авиапочтовых односторонних почтовых карточек с оригинальной маркой, выпущенных в СССР
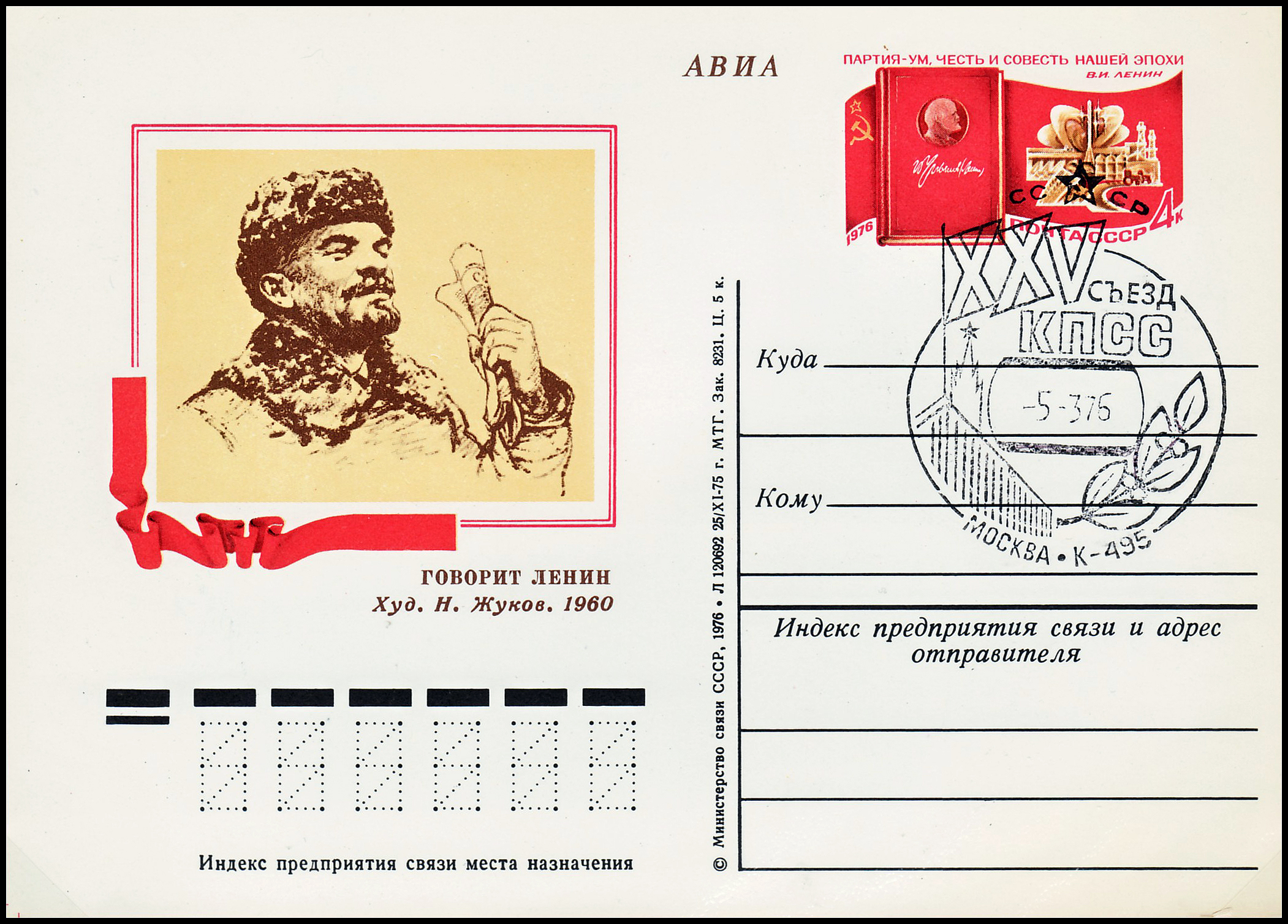
106-я годовщина со дня рождения Ленина / XXV съезд КПСС (1976, художник рисунка Н. Жуков)
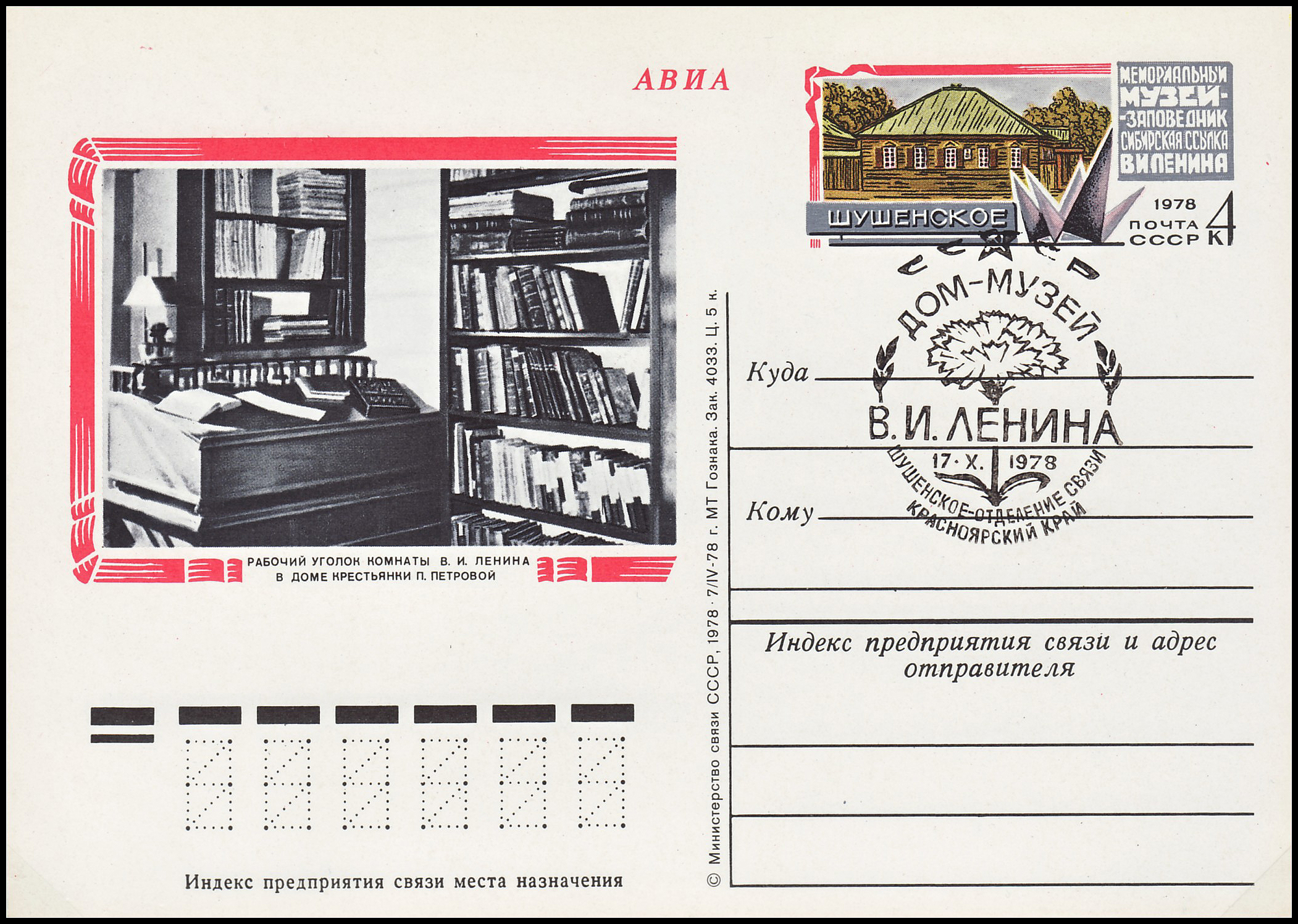
Мемориальный музей-заповедник «Сибирская ссылка В. И. Ленина». Шушенское (1978, художник Ю. Левиновский)

### Картмаксимумы
Почтовые марки Ленинианы вместе с почтовыми карточками, изображения на которых соответствуют рисункам марок, служат основой для создания ленинских картмаксимумов филателистическими агентствами и коллекционерами.
Ленинские картмаксимумы были выпущены в СССР, Польше, ГДР, Китае, Монголии, Демократической Республикой Конго, на Кубе и в других странах.

Примеры советских картмаксимумов по теме Лениниана
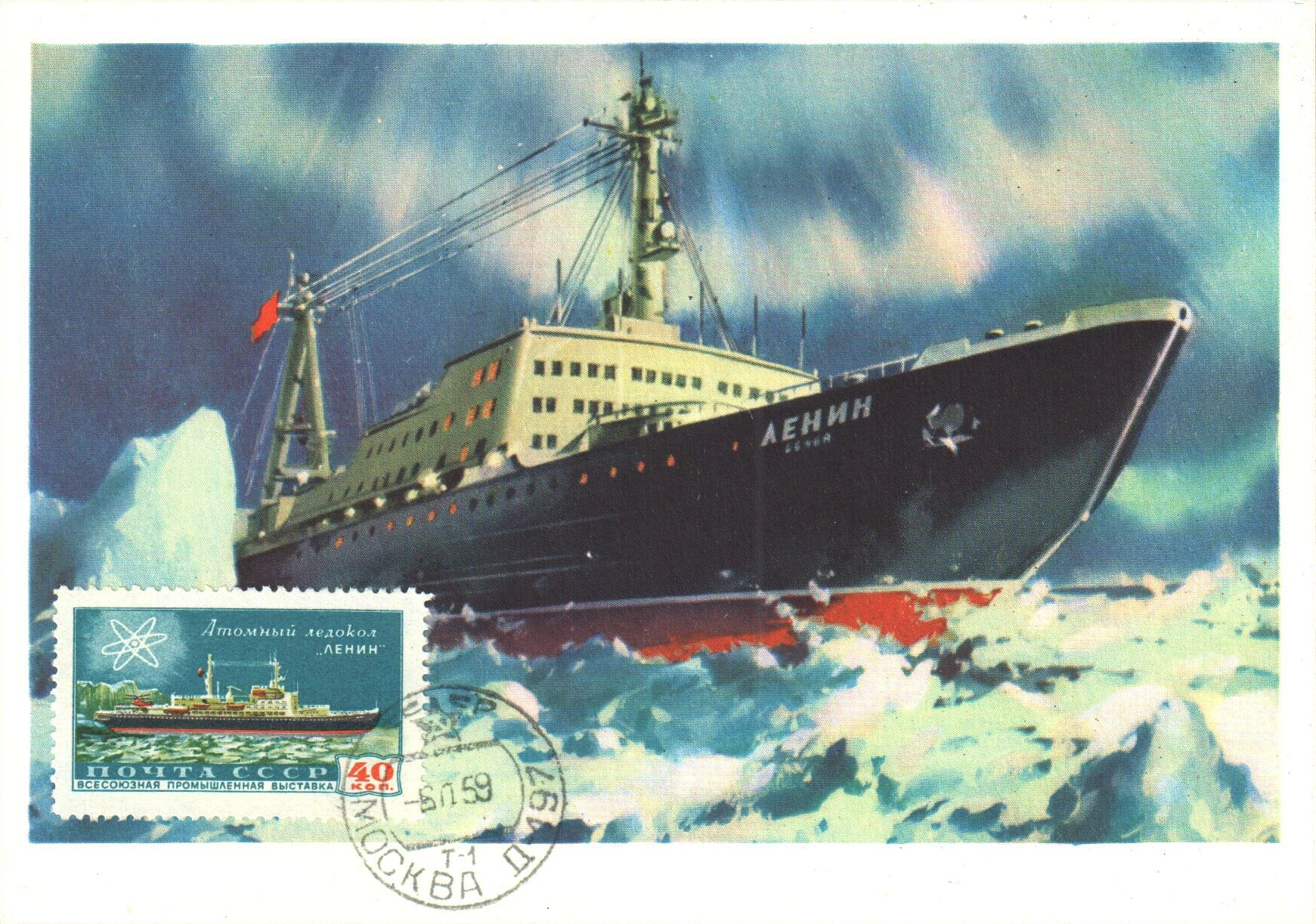
Картмаксимум с маркой «Атомный ледокол „Ленин“» (1958, художник Е. Буланова) (ЦФА [АО «Марка»] № 2271)
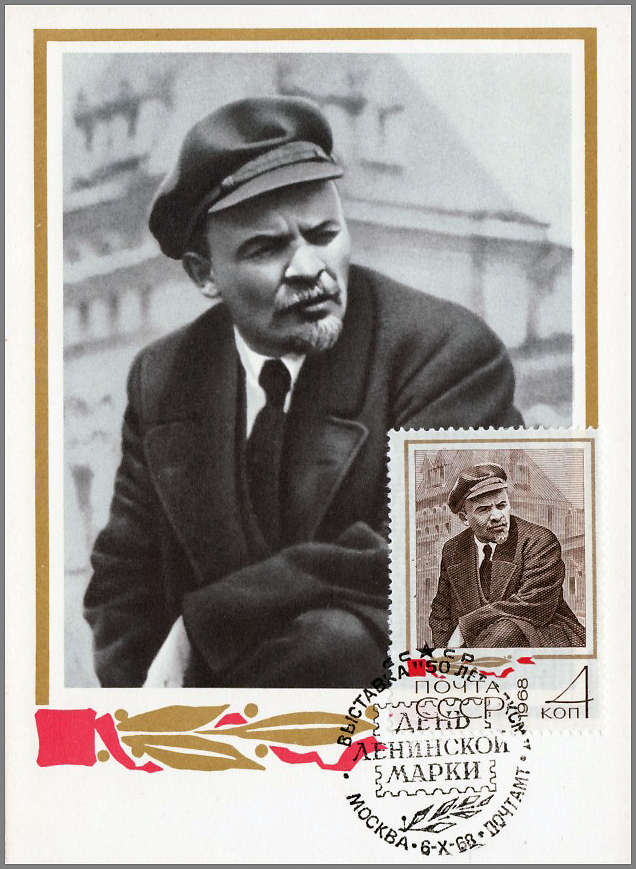
Картмаксимум к Дню ленинской марки: Ленин на параде Всевобуча на Красной площади, 25 мая 1919 года (автор фото А. И. Савельев). Почтовая миниатюра (ЦФА [АО «Марка»] № 3396) из серии «98-летие со дня рождения Владимира Ильича Ленина. Ленин в фотодокументах» (художник Б. Тирдатов). Спецгашение: «Выставка „50 лет ВЛКСМ“. День ленинской марки», 6 октября 1968, Москва, почтамт[^][^][^][^]

Использование картмаксимумов в тематической коллекции может существенно дополнить или углубить тему. Некоторые тематические коллекции формируются целиком из картмаксимумов. Так, в середине 1970-х годов советский филателист В. Садовников разработал экспозицию картмаксимумов «Лениниана», участвовал с ней в выставках максимафилии «Евромакс-74» и «Картмаксимум-75» и был удостоен высоких призов. Данная коллекция занимала шесть выставочных стендов:
1. Детство, юность, студенческие годы, начало революционной деятельности (включая выставочные листы «Детство и юность», «Володя Ульянов — гимназист», «Формирование взглядов» и т. д.).
2. Вождь революционного пролетариата и организатор марксистской партии нового типа.
3. Идейный вдохновитель и организатор Великой Октябрьской революции.
4. Основатель первого в мире социалистического государства.
5. Руководитель обороны Страны Советов и организатор социалистического строительства.
6. Торжество великих ленинских идей.

На каждом выставочном листе размещались по два картмаксимума, раскрывавшие заголовок листа.

### Спецгашения и франкотипы
Существует большое количество памятных, специальных гашений и гашений первого дня, организованных почтовыми ведомствами в честь исторических годовщин и событий, которые связаны с вехами жизненного пути В. И. Ленина и его ближайших соратников, а также с другими подтемами Ленинианы.

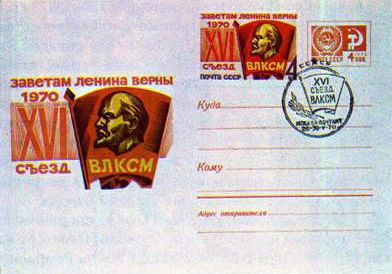
Заветам Ленина верны. XVI съезд ВЛКСМ: спецгашение на ХМК с маркой СССР (1970, художник А. Калашников) (ЦФА [АО «Марка»] № 3897)
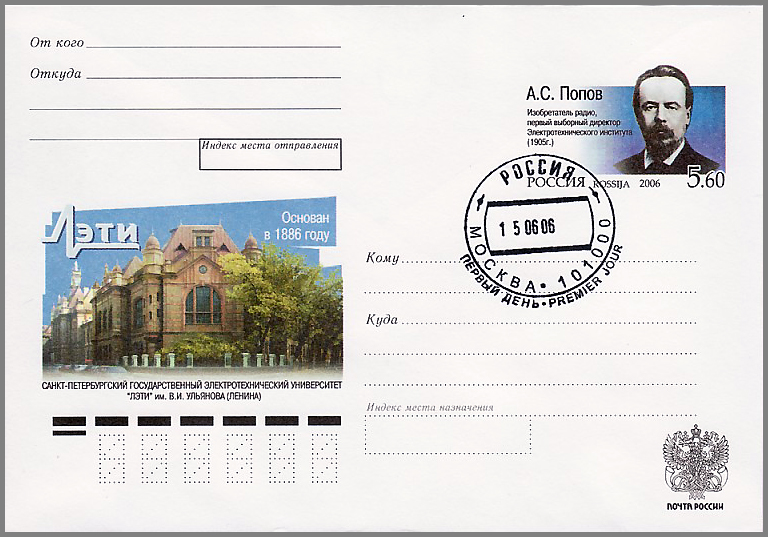
Гашение первого дня на ХМК России с оригинальной маркой (№ 157): 120 лет Санкт-Петербургскому государственному электротехническому университету «ЛЭТИ» им. В. И. Ульянова (Ленина)

Помимо почтовых штемпелей специального гашения, Лениниана может быть представлена также франкотипами. В Великобритании в 1970 году в почтовых отделениях N6 и W8 в Лондоне применялись машинные штемпели с текстом англ. «1970 — LENIN Centenary Year». На международной выставке «Почта-70», проходившей в Москве с 25 октября по 4 ноября 1970 года в павильоне Великобритании при демонстрации автоматических франкировочных машин «Неопост» применялись два франкотипа с текстом на русском языке «1970 г. — столетняя годовщина рождения Ленина». Особую группу франкотипов представляют оттиски машинных штемпелей, надписи на которых содержат упоминание имени Ленина. Особенно многочисленны они были на территории СССР.
1 июня 2012 года ФГУП ИТЦ «Марка» выпустила конверт с оригинальной почтовой маркой, посвящённый 125-летию со дня рождения С. А. Ковпака с изображением медали «Партизану Отечественной войны» I степени с портретами В. И. Ленина и И. В. Сталина.

### Конверты первого дня
В СССР конверты первого дня появились в 1968 году, и с этого времени ими стала регулярно пополняться филателистическая Лениниана.

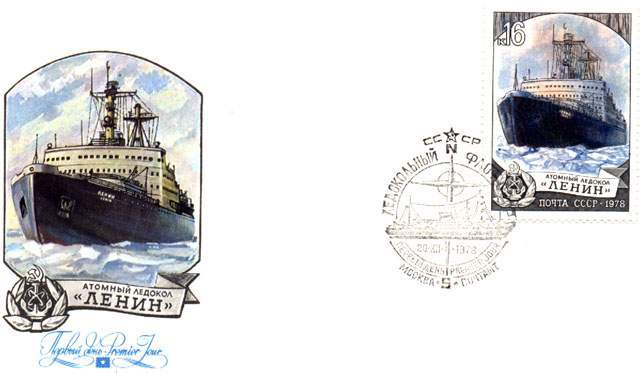
Конверт первого дня с маркой «Ледокол „Ленин“» (1978, художник А. Аксамит,
гравёр Т. Никитина)

### Целые вещи
Среди целых вещей особую историческую ценность представляют прошедшие почту конверты и открытки с автографами В. И. Ленина. В советское время они хранились в Центральном партийном архиве в Москве. Целые вещи с ленинскими автографами неизменно привлекали внимание филателистов, особенно тех, кто создавал тематическую коллекцию, посвящённую жизни и деятельности Ленина.
Конвертов и открыток, отправленных Лениным почтой, сохранилось немного. Часть из них он направил в комиссию по марочным пожертвованиям при ЦК Помгол в рамках кампании по оказанию помощи населению Поволжья, пострадавшему в результате засухи. Некоторые ленинские конверты и открытки были сохранены и переданы в Центральный партийный архив их получателями.

Примеры целых вещей СССР со специальными гашениями
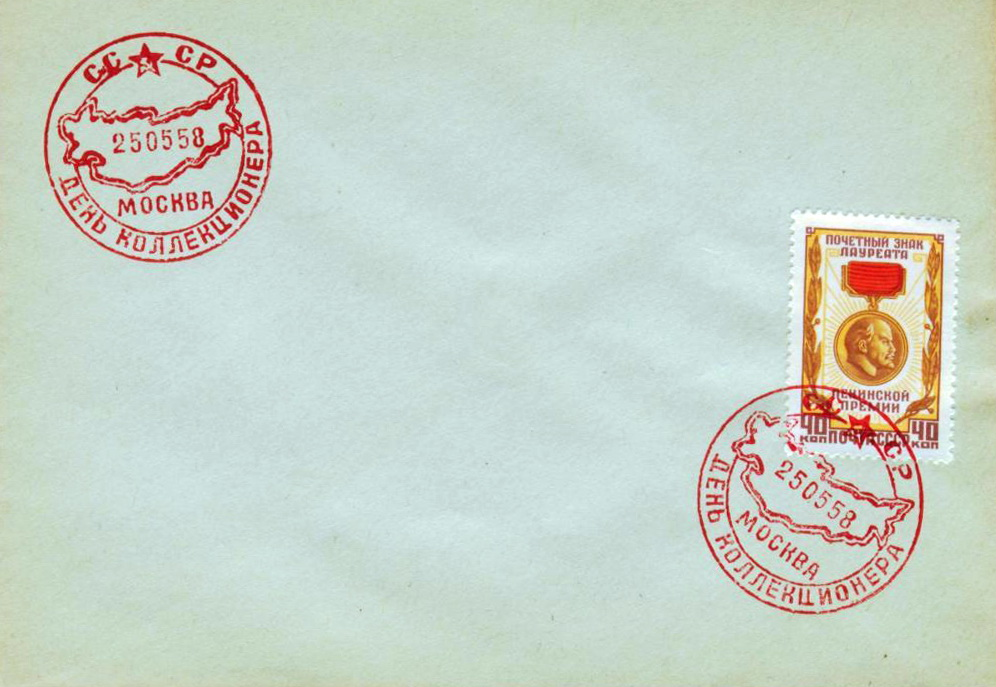
Конверт ко «Дню коллекционера», с маркой СССР «Почётный знак лауреата Ленинской премии» (1958, художник А. Завьялов) (ЦФА [АО «Марка»] № 2149)
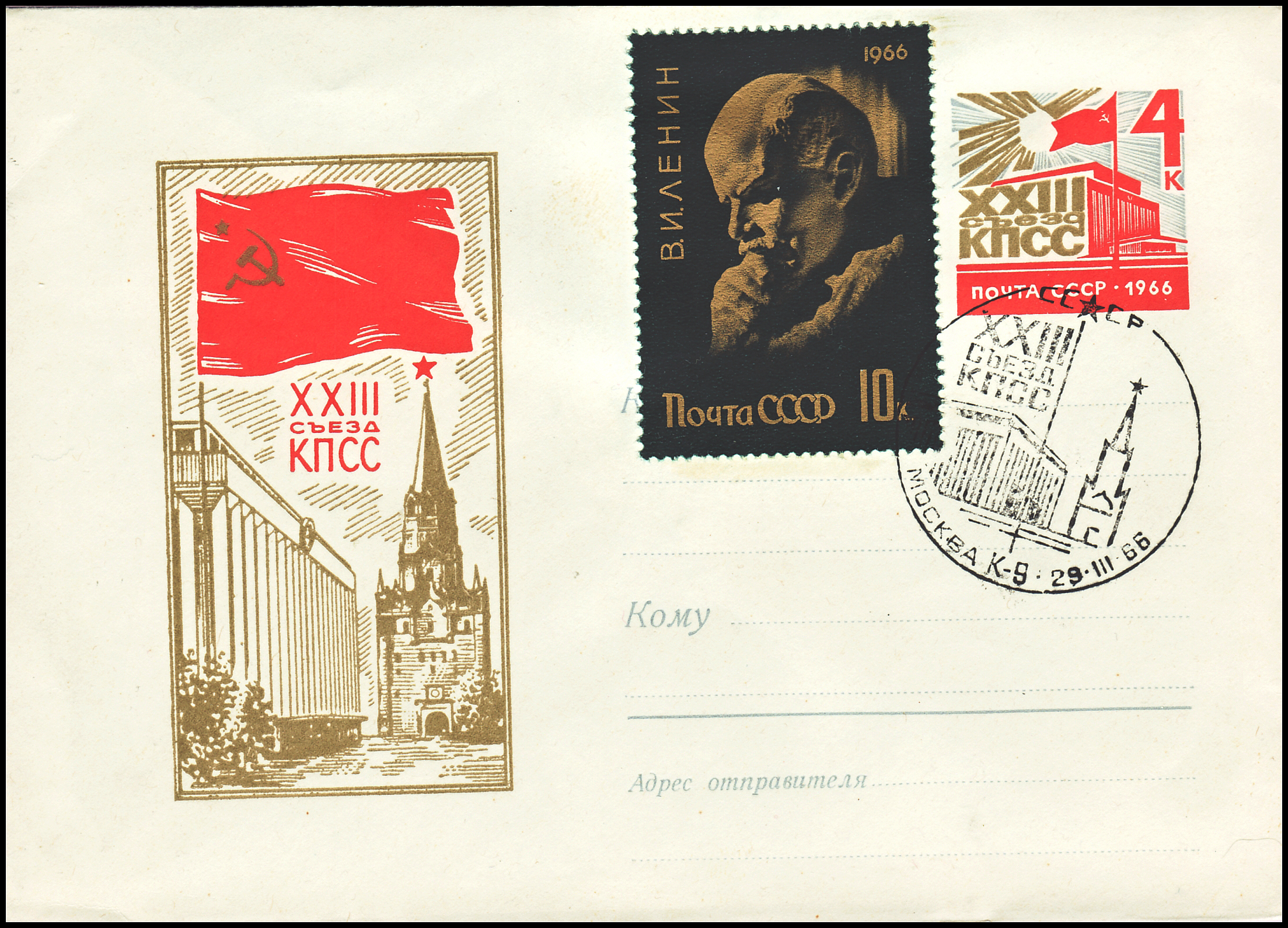
ХМК в честь XXIII съезда КПСС с оригинальной маркой (художник А. Калашников), повторяющей рисунок соответствующей марки (ЦФА [АО «Марка»] № 3329), и с маркой (ЦФА [АО «Марка»] № 3335), выпущенной к 96-й годовщине со дня рождения Ленина (1966)

### Календарные штемпели

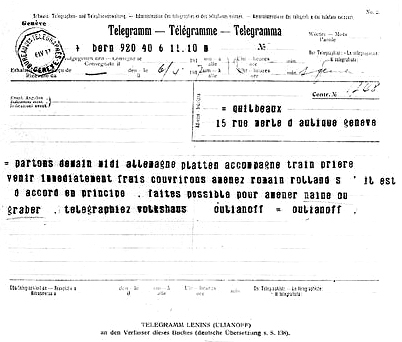
Календарный штемпель на телеграмме, отправленной Лениным Анри Гильбо из Берна в Стокгольм 5 апреля 1917 года, накануне выезда из Швейцарии в Россию

В тематической коллекции Ленинианы находят применение обычные календарные штемпели населённых пунктов:
1. в которых жил, работал или побывал В. И. Ленин, или
2. которые носят или носили его имя.

Штемпели первой группы гашений могут присутствовать на письмах, которые прошли почту в городах, где жил и работал В. И. Ленин в период с 1870 по 1924 год. Одним из многих примеров таких гашений может служить хорошо сохранившийся конверт старого письма, марка которого погашена календарным почтовым штемпелем Симбирска (ныне Ульяновска) с указанием года — «1873».
Разработкой коллекции «В. И. Ленин. Страницы великой жизни», включавшей, помимо другого филателистического материала, подобные штемпели, занимался с 1967 года московский филателист Л. Китаин. В поиске подходящих гашений наиболее трудным для него оказался советский период жизни и деятельности В. И. Ленина. Особую коллекционную ценность при этом представляли нефранкированные открытки, прошедшие почту в 1919 и 1920 годах[≡].

### Непочтовый материал и фантастические выпуски

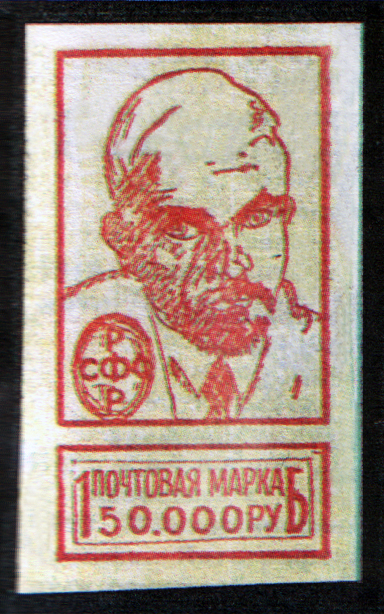
«Марка» с портретом В. И. Ленина, выпуск Марко Фонтано (1922)

В капиталистических странах, помимо выхода трёх почтовых марок в Финляндии (1970), Ирландии и Бельгии (1999), имеются также случаи появления фантастических и непочтовых марок с портретами вождя Октябрьской революции.

Марки, изданные Шрёдер, Йорг (ФРГ, 1970): с ошибочной и исправленной датой (на марке, прошедшей почту)

В 1922 году в Италии так называемое «Товарищество итальянской филателии в Венеции» распространяло «почтовые марки», выпущенные якобы от имени правительства РСФСР. Среди них наибольшей популярностью пользовалась марка номиналом в 150 тысяч рублей, на которой был изображён Владимир Ленин. На самом деле эти фантастические марки были изготовлены и проданы со спекулятивной целью неким итальянским предпринимателем Марко Фонтано.
С 1933 года в Испании существовала Ассоциация друзей Советского Союза — массовая организация, выпускавшая свои агитационные и благотворительные марки. В 1937 году этой организацией была выпущена юбилейная серия, посвящённая 20-й годовщине Октябрьской революции 1917 года. Серия состояла из двух марок: с портретом В. И. Ленина, достоинством в 10 сентимо и с портретом И. В. Сталина — 20 сентимо.
В 1970 году западногерманский писатель и издатель Йорг Шрёдер решил по-своему отметить столетний юбилей вождя социализма. В типографии Коммунистической партии Германии во Франкфурте Шрёдером были отпечатаны фантастические марки номиналом в 20 пфеннигов с портретом Ленина. Марка была выполнена на высоком полиграфическом уровне — очень близком к подлинным маркам ФРГ того времени. Однако первоначально марку изготовили с ошибочной датой рождения Ленина — «11.4.1870», поэтому отпечатали ещё один тираж с исправленной датой. 15 апреля издатель разослал эти марки на письмах депутатам бундестага. Стоимость простого письма в ФРГ составляла в то время 30 пфеннигов, так что рядом со своей маркой он клеил подлинную почтовую марку номиналом в 10 пфеннигов. Интересно то, что только один из депутатов обратил внимание на марку. Оригинальная выходка обошлась Шрёдеру судебным разбирательством и штрафом в 12 тысяч немецких марок.

Марка украинской диаспоры в США (1970)

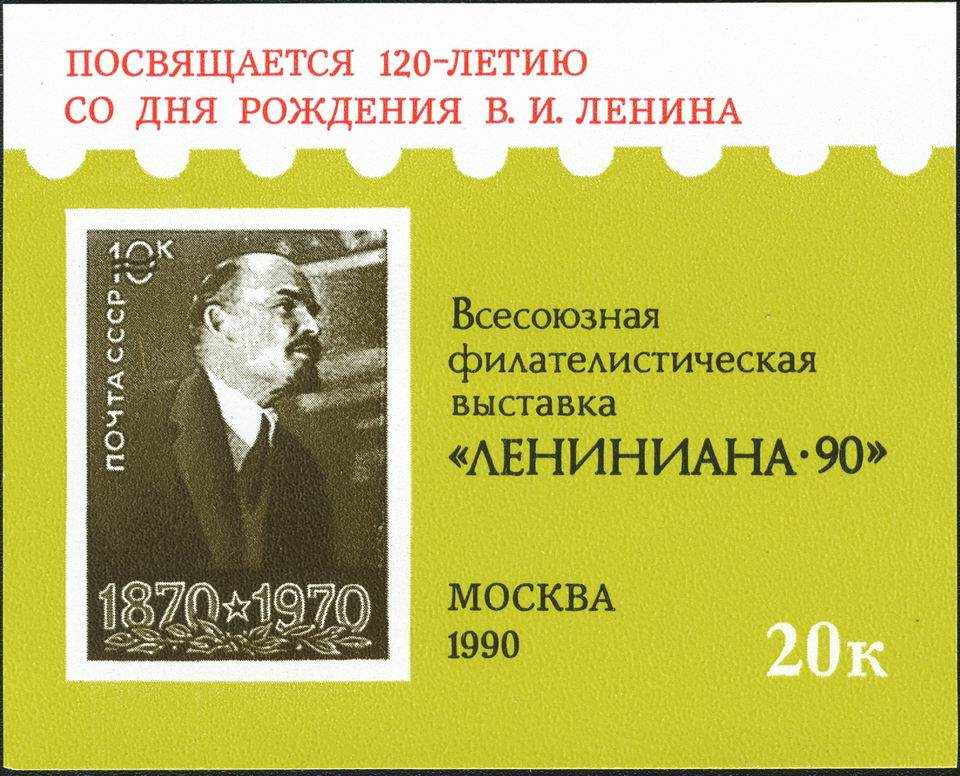
Сувенирный листок СССР, посвящённый Всесоюзной филателистической выставке в честь 120-летия со дня рождения Ленина (1990), с изображением марки художников И. Мартынова и Н. Черкасова из юбилейной ленинской серии 1970 года

В том же 1970 году к 50-летию Французской коммунистической партии (ФКП) была выпущена непочтовая благотворительная марка достоинством в 1 франк. Так как юбилей партии совпал со 100-летием со дня рождения В. И. Ленина, на марке поместили его портрет (с фотографии Наппельбаума 1918 года). Марка являлась входным билетом в Музей-квартиру В. И. Ленина в Париже. Доходы от продажи поступали в партийную кассу ФКП.
Столетию со дня рождения В. И. Ленина была посвящена непочтовая марка (виньетка), выпущенная украинской диаспорой в США. Надпись на английском языке на марке гласила: «Lenin. Father of the murderess of nations — USSR. 70 000 000 victims at 100th anniversary of his birth» («Ленин, отец убийцы наций — СССР. 70 000 000 жертв к 100-летию его рождения»).
Ещё одним фантастическим ленинским выпуском стали в 1971 году артимарки группы новозеландских анархистов во главе с Брюсом Гренвиллом, выпущенные якобы от имени восставшей марксистской провинции Катаир в султанате Окуси-Амбено на острове Тимор, который на самом деле никогда не существовал.
К ленинским непочтовым выпускам следует отнести филателистические сувенирные листки, например, сувенирный листок СССР, подготовленный ко Всесоюзной филателистической выставке «Лениниана-90»[≡], которая была организована в честь 120-летия со дня рождения Ленина в 1990 году.
В 1960 году Винницкий краеведческий музей изготовил агитационную марку, на которой в виде кузнецов у наковальни были изображены В. И. Ленин и Я. М. Свердлов. Сюжет марки был дополнен самолетами, вылетавшими из-под молота вместо брызг раскалённого металла.
В 1970-х — 1980-х годах марки, посвящённые ленинской тематике, выпускались Всероссийским и Украинским обществами охраны памятников истории и культуры (ВООПИК и УООПИК). В частности, ВООПИК были выпущены марки с изображением памятника Ленину у Финляндского вокзала в Ленинграде, Ленина на фоне здания Моссовета; УООПИК — марка с изображением памятника Ленину в Киеве.

Советские марки членских взносов
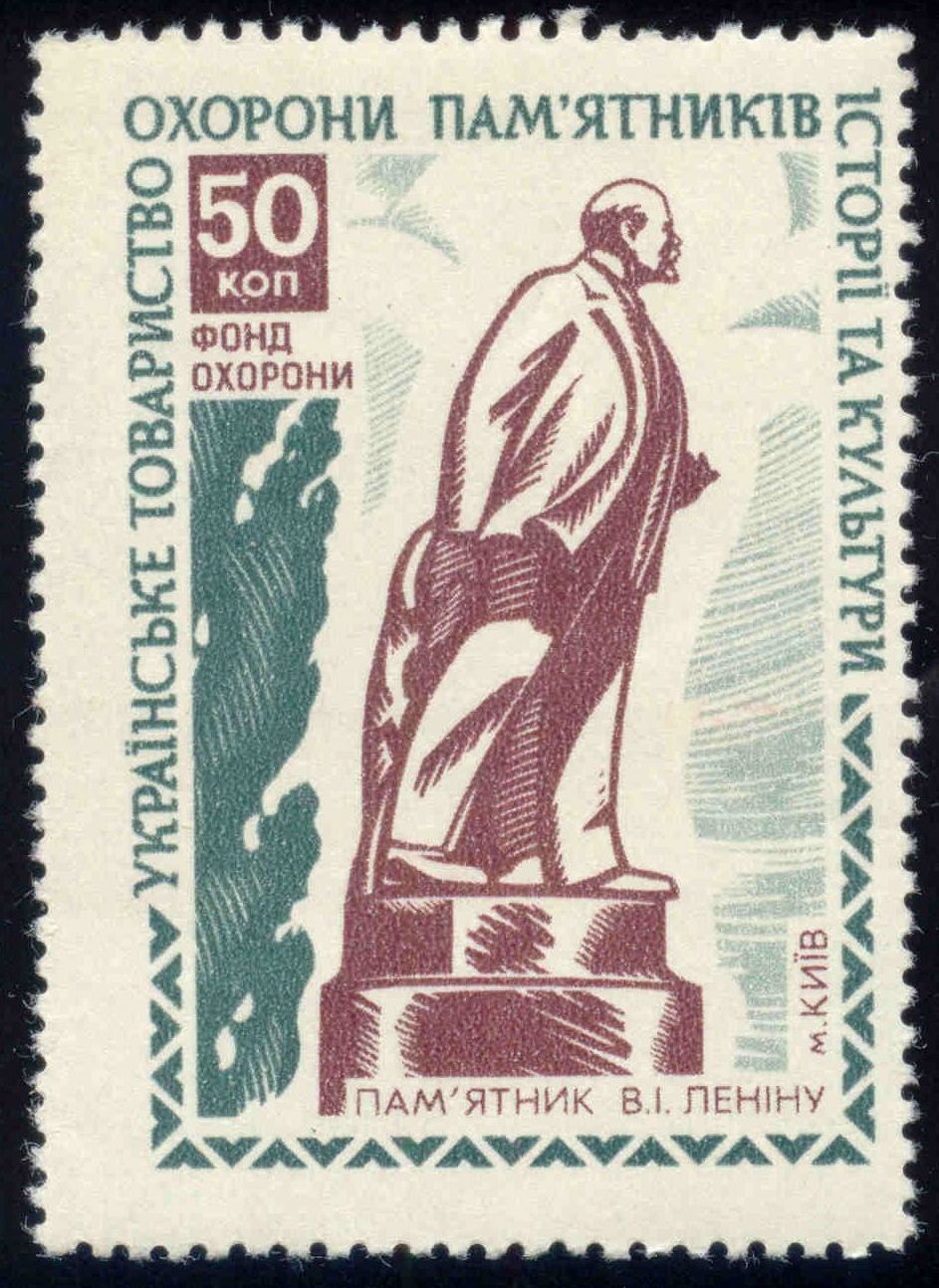
Украинское общество охраны памятников истории и культуры: памятник Ленину в Киеве
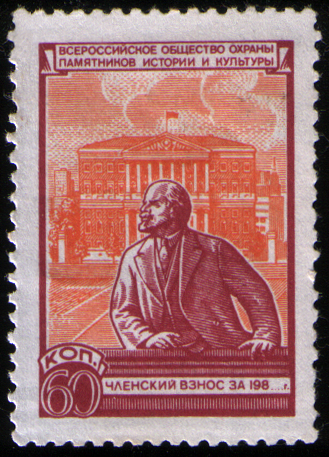
Всероссийское общество охраны памятников истории и культуры: Ленин на фоне здания Моссовета

Непочтовый материал (благотворительные марки, «чернодруки», сувенирные листки, выпуск которых связан с именем Ленина) в тематических коллекциях можно использовать в очень ограниченных количествах лишь в случае крайней необходимости (когда отсутствуют филателистические материалы по данной теме) и лишь с указанием на непочтовый характер выпуска.

Сувенирные листки юношеских филателистических выставок, проводившихся в Харькове
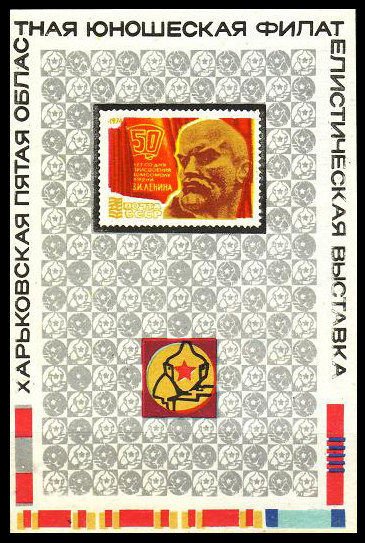
5-я областная выставка (1974). В оформлении использована марка СССР «50 лет со дня присвоения комсомолу имени Ленина» (1974, художник Ю. Левиновский)
 (ЦФА [АО «Марка»] № 4329)
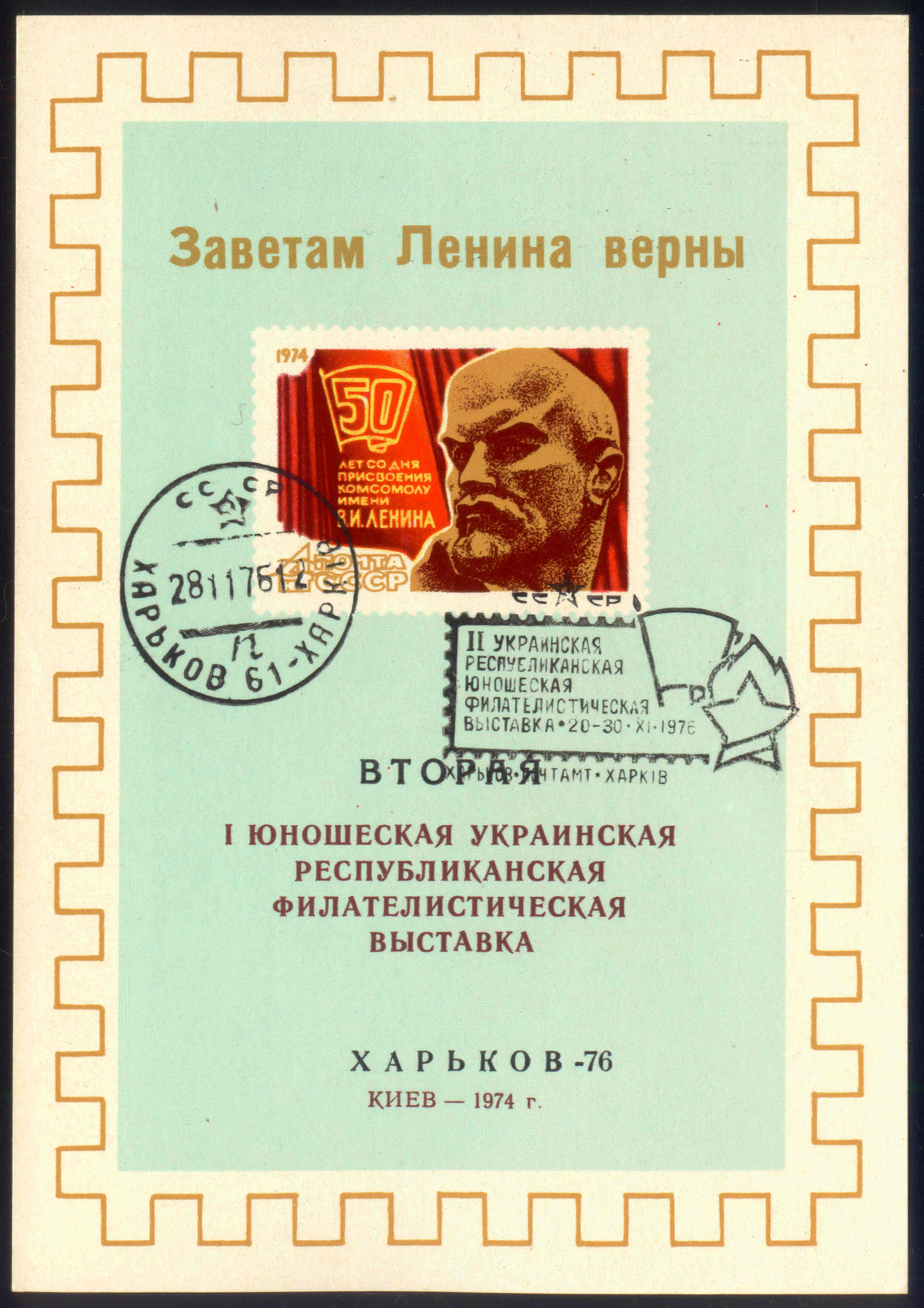
2-я Украинская республиканская выставка (1976). Надпечатка на листке 1-й выставки, проходившей в Киеве (1974); с использованием той же марки в оформлении

## Классификация по характеру изображений и текстов
Коллекционные материалы Ленинианы разделяют по следующим принципам:
- Филателистический материал, который непосредственно отражает факты и события из жизни и деятельности Ленина:

1. «Документальный» филателистический материал[≡][≡], на котором воспроизведены фотографии и кадры кинохроники с изображением Ленина.
2. Филателистический материал, на котором воспроизведены произведения живописи, графики и скульптуры с изображением Ленина.
3. Филателистический материал, посвящённый родным и близким, соратникам по партийной и государственной деятельности, историческим событиям и фактам, непосредственно относящимся к жизни и деятельности Ленина.
4. Филателистический материал, отражающий объекты, связанные с именем Ленина.
5. Филателистический материал, на котором приведены цитаты, принадлежащие Ленину[56].

- Филателистический материал, который повествует о воплощении идей Ленина в жизни народов мира:

1. Почтовые марки, художественные маркированные конверты, прошедшие почту письма, иллюстрированные почтовые карточки, элементом рисунка которых являются памятные изображения Ленина в виде барельефов, скульптур, значков, ордена, рисунков на знамени и т. п.
2. Все виды филателистических материалов, которые наряду с изображениями любого рода содержат надписи с упоминанием имени Ленина[2]. К примеру, конверт СССР № 739, изображающий здание Ташкентского Среднеазиатского государственного университета имени В. И. Ленина, марки СССР 1953 года (ЦФА [АО «Марка»] № 1721—1726) «Волго-Донской судоходный канал им. В. И. Ленина» и многие другие[57].

Серия марок СССР «Волго-Донской судоходный канал им. В. И. Ленина» (1953, художник Р. Житков)
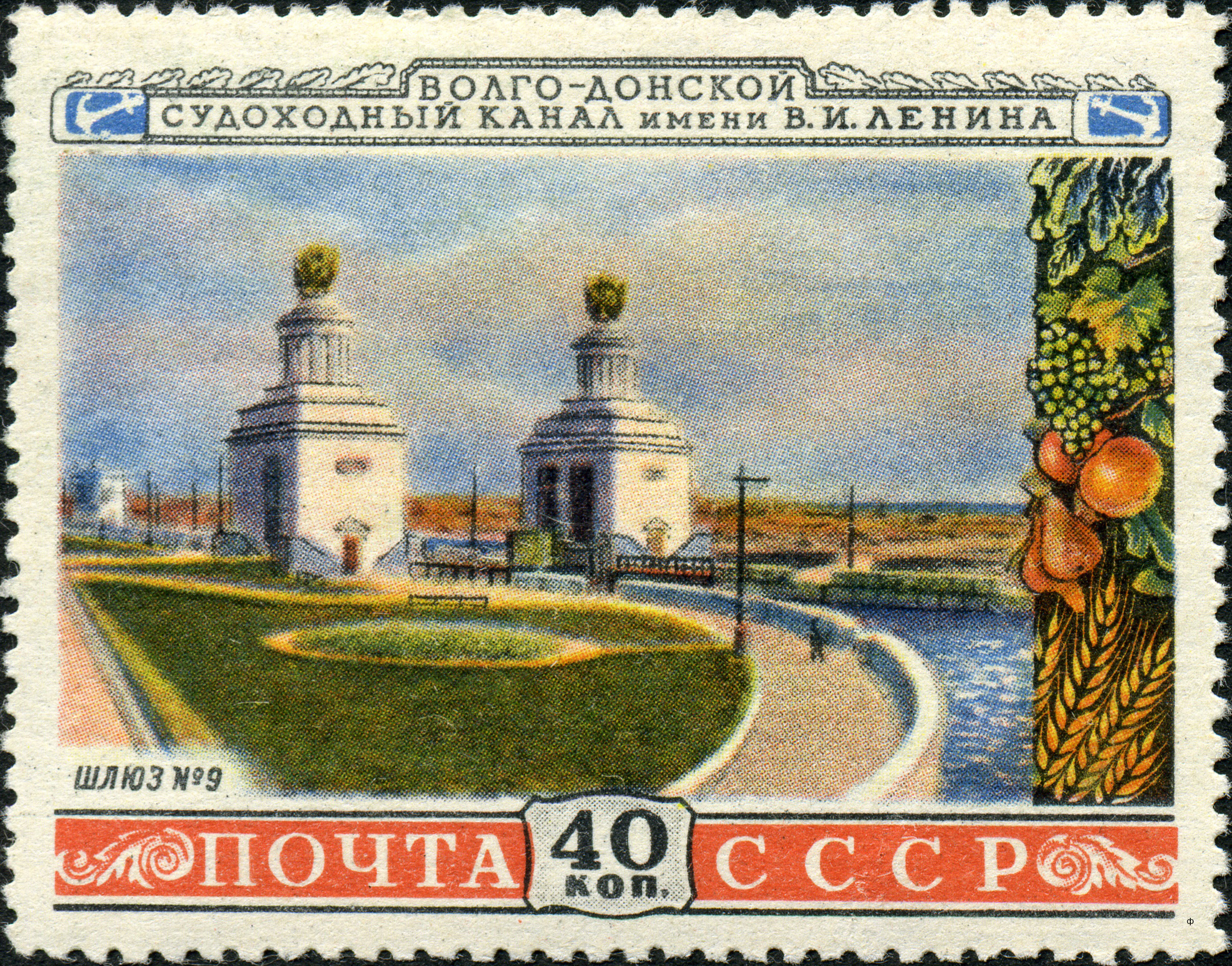
Шлюз № 9
 (ЦФА [АО «Марка»] № 1722)
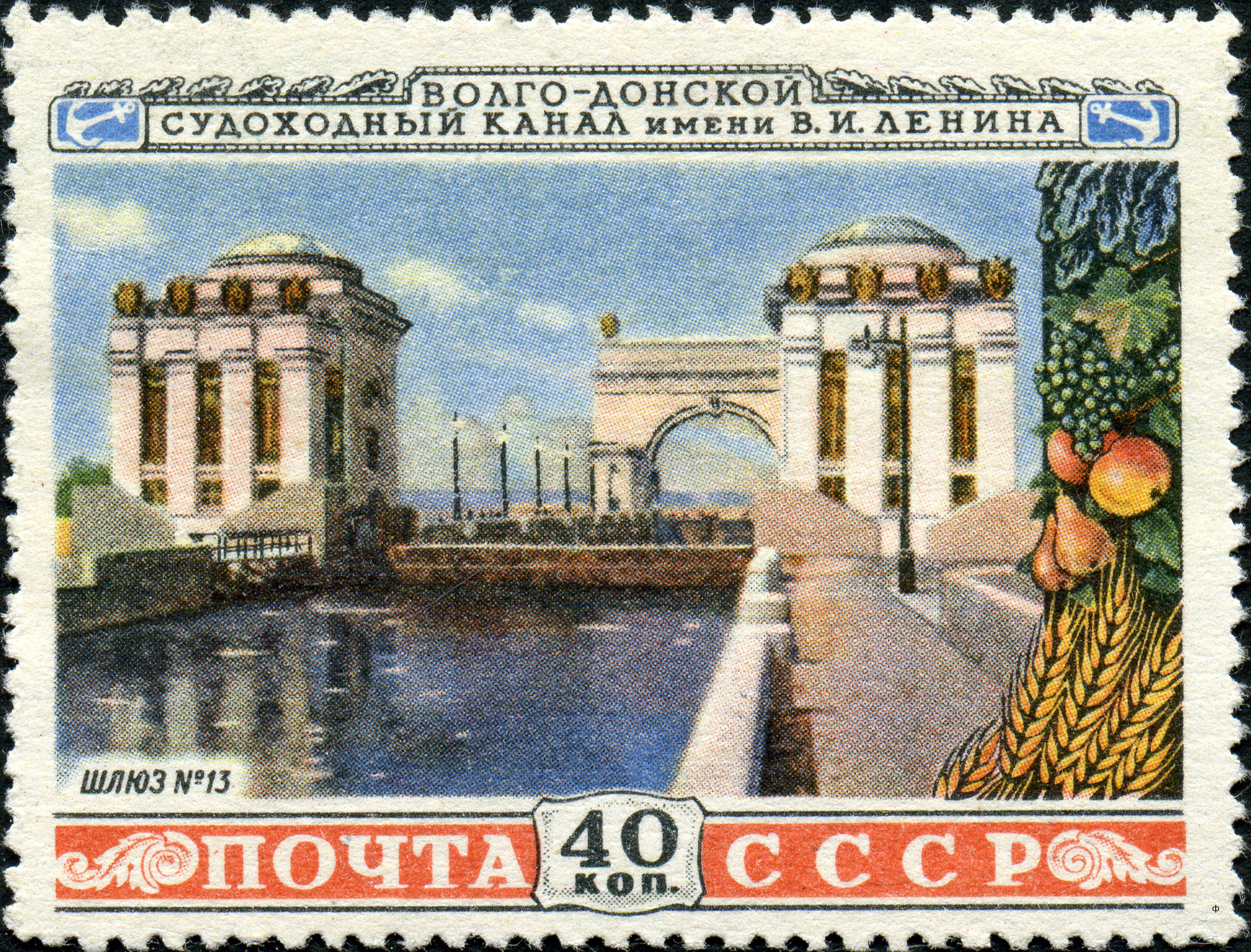
Шлюз № 13
 (ЦФА [АО «Марка»] № 1723)
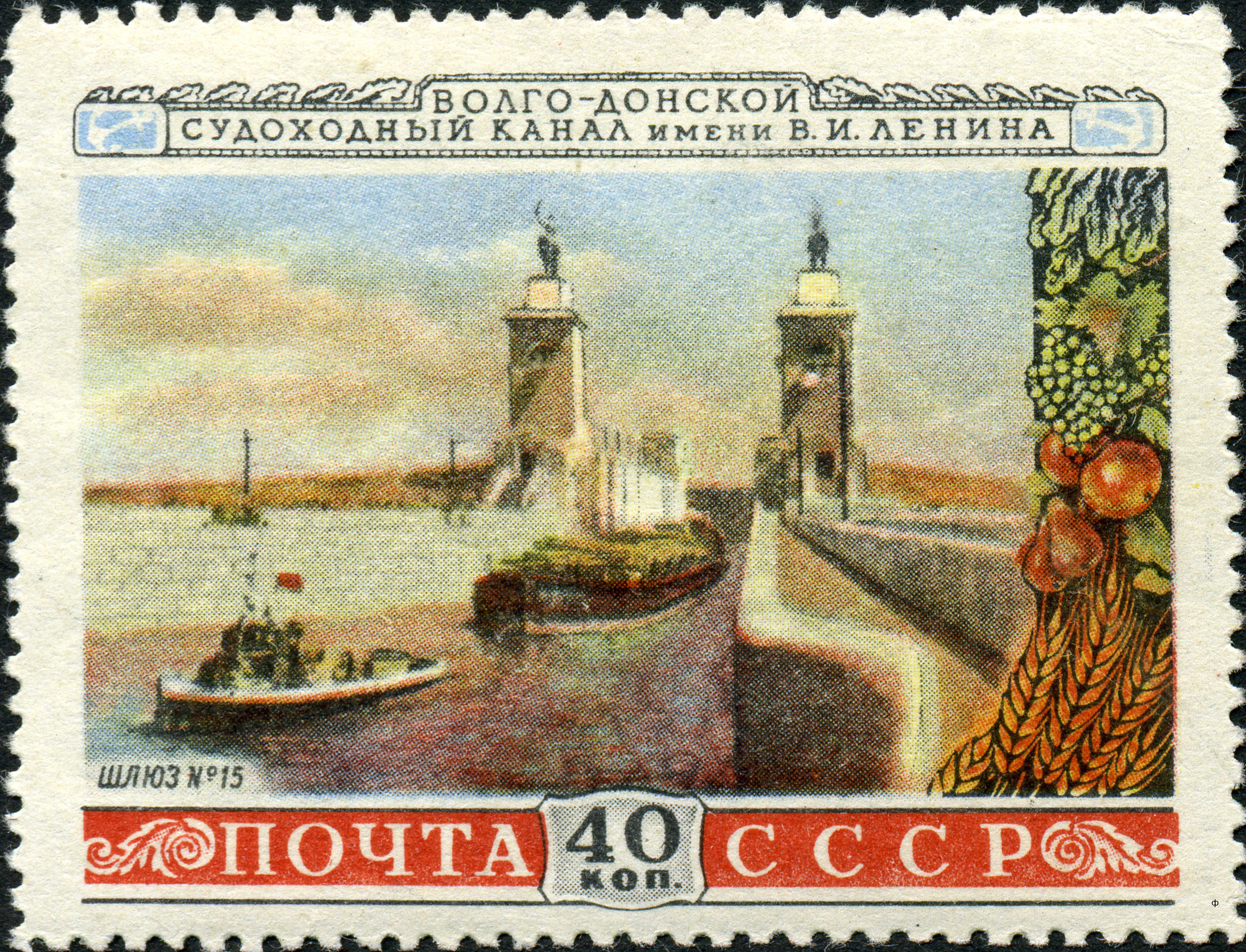
Шлюз № 15
 (ЦФА [АО «Марка»] № 1724)
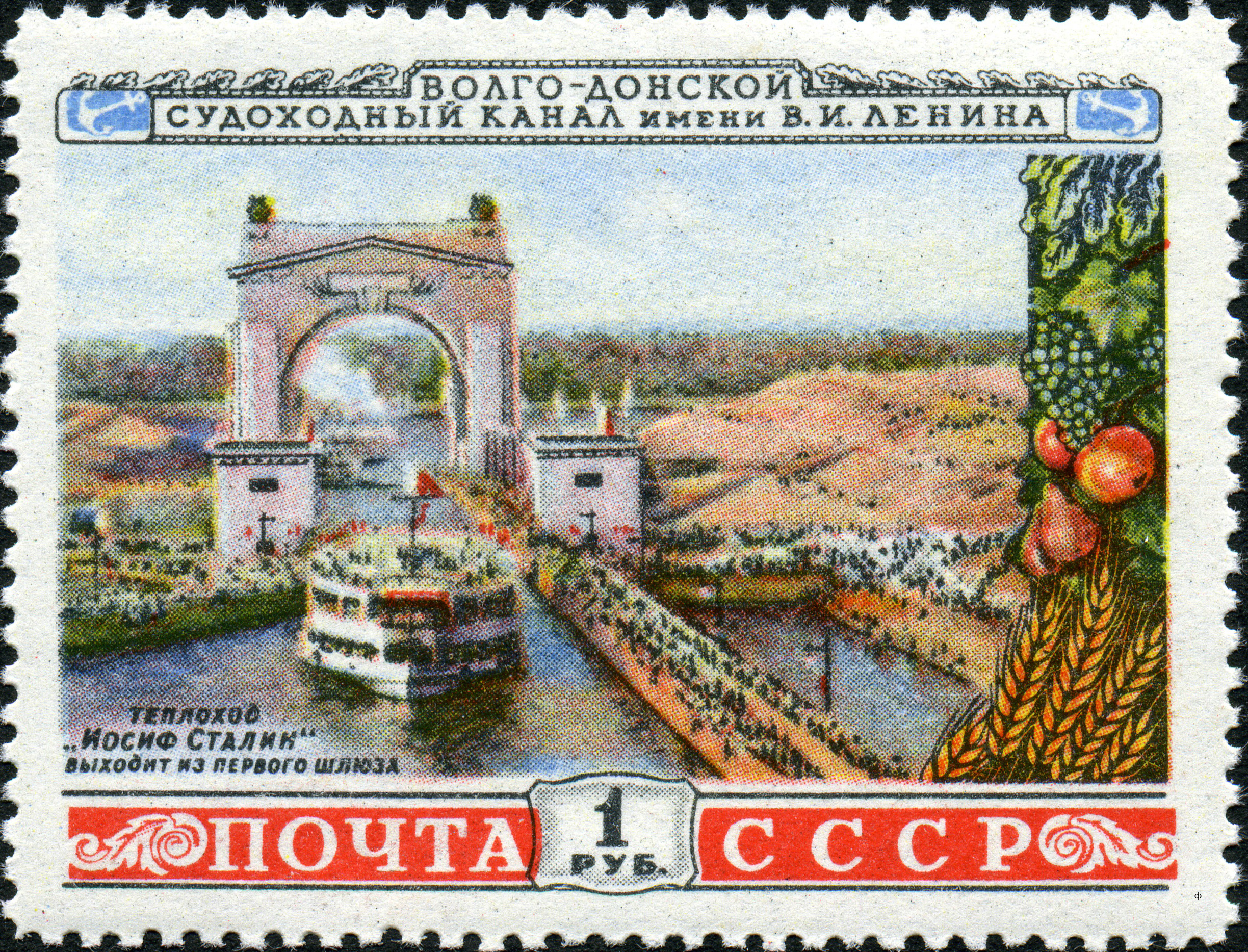
Теплоход «Иосиф Сталин» выходит из первого шлюза
 (ЦФА [АО «Марка»] № 1726)

1. Филателистические материалы, на которых нет ни изображений Ленина, ни надписей с упоминанием его имени, но которые могут быть отнесены к Лениниане на основании определённых признаков. Так, на марках СССР 1948 года (ЦФА [АО «Марка»] № 1339—1344), посвящённых 225-летию города Свердловска (ныне Екатеринбург), виден памятник Я. М. Свердлову на фоне гостиницы «Исеть». Связь с В. И. Лениным неочевидна, но эти марки с полным правом относятся к Лениниане, поскольку на них изображена центральная улица города, носящая имя Ленина[58].

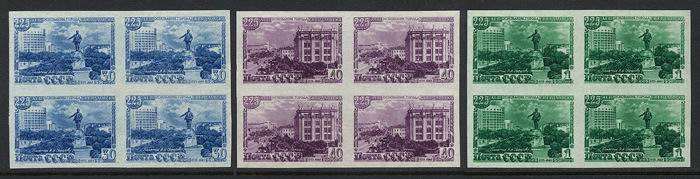
Квартблоки беззубцовых марок из серии «К 225-летию Свердловска» (1948, художник В. Андреев)
}: 30 копеек и 1 рубль — «Памятник Свердлову» (на улице Ленина),
40 копеек — «Улица Ленина»

### «Документальные» выпуски
Рисунки многих марок и других филателистических материалов основаны на уникальных фотодокументах и кадрах кинохроники[≡][≡], запечатлевших облик Ленина. При работе над выпущенными в 1920-х — 1940-х годах почтовыми марками СССР художники, как правило, опирались на фотографии, хранившиеся в Институте марксизма-ленинизма при ЦК КПСС. К примеру, в рисунке марок, вышедших в 1927 году (ЦФА [АО «Марка»] № 246 и 250)[≡], художник В. Куприянов использовал первую фотографию юного Володи Ульянова, выполненную в 1874 году в фотоателье Е. Л. Закржевской. Вторая фотография семейного фотоархива Ульяновых, сделанная в 1879 году (имя фотографа не известно), воспроизведена на марке СССР 1962 года (ЦФА [АО «Марка»] № 2677), а её фрагмент — на марке 1960 года (ЦФА [АО «Марка»] № 2409). Считающаяся лучшей фотография Ленина, сделанная фотографом П. Оцупом в октябре 1918 года, воспроизведена на многих марках СССР, на марках Болгарии, Вьетнама, КНДР, Румынии и др.

Примеры «документальных» выпусков марок СССР с фотопортретами Ленина
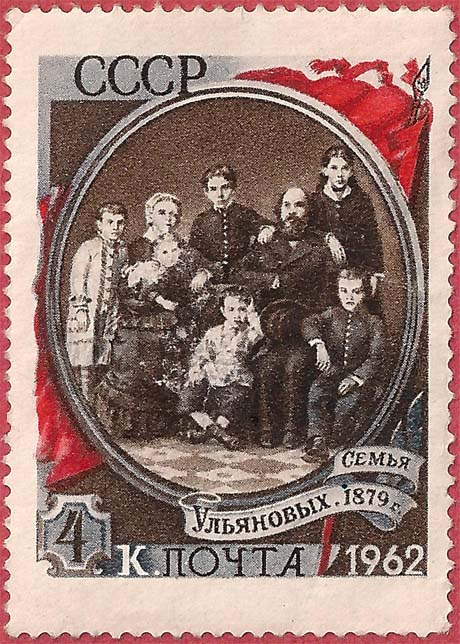
Семья Ульяновых (1962, художник В. Завьялов, по фото 1879 года)
 (ЦФА [АО «Марка»] № 2677)
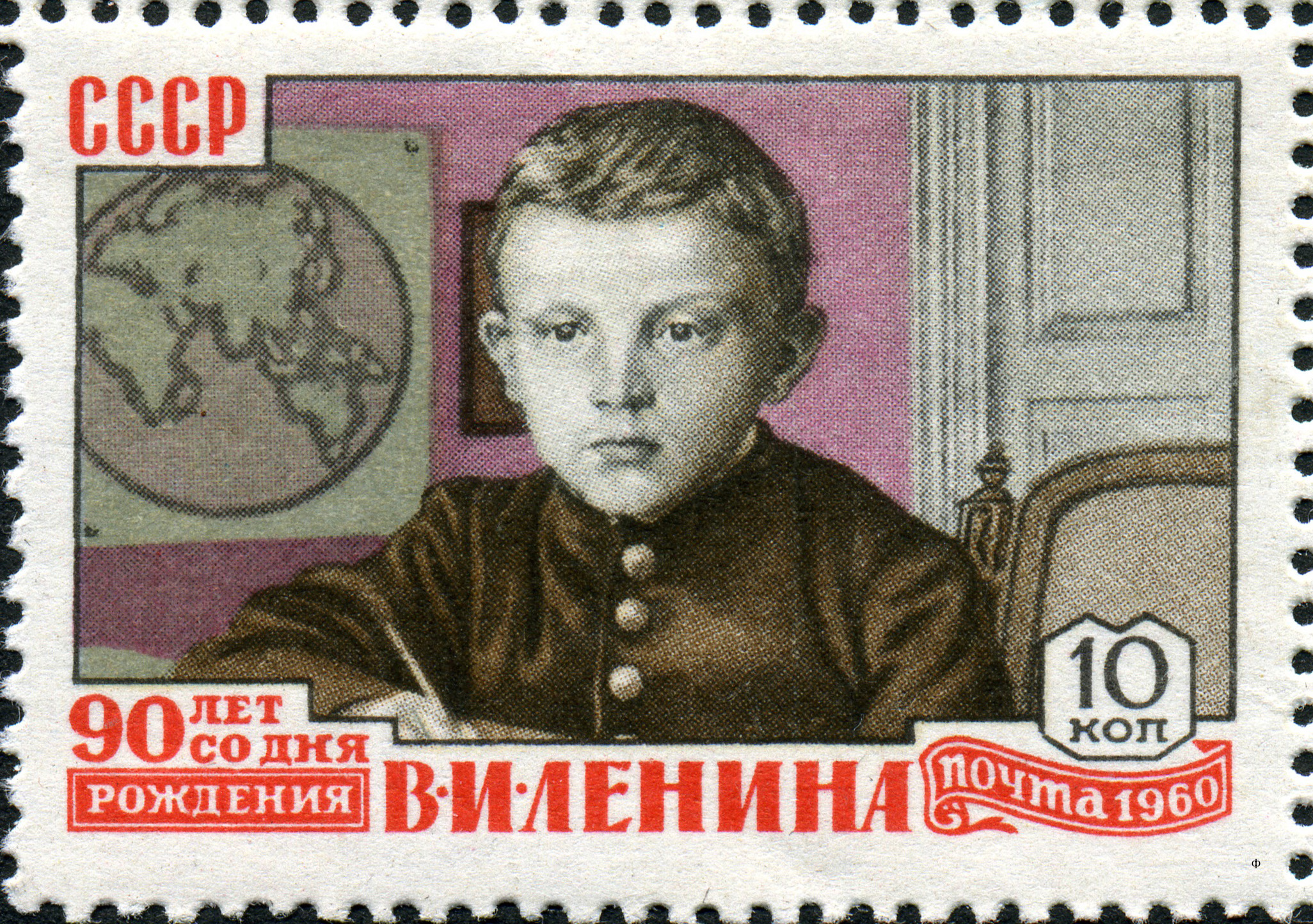
В. И. Ульянов-гимназист (1960, художник В. Завьялов, по фото 1879 года) (ЦФА [АО «Марка»] № 2677)
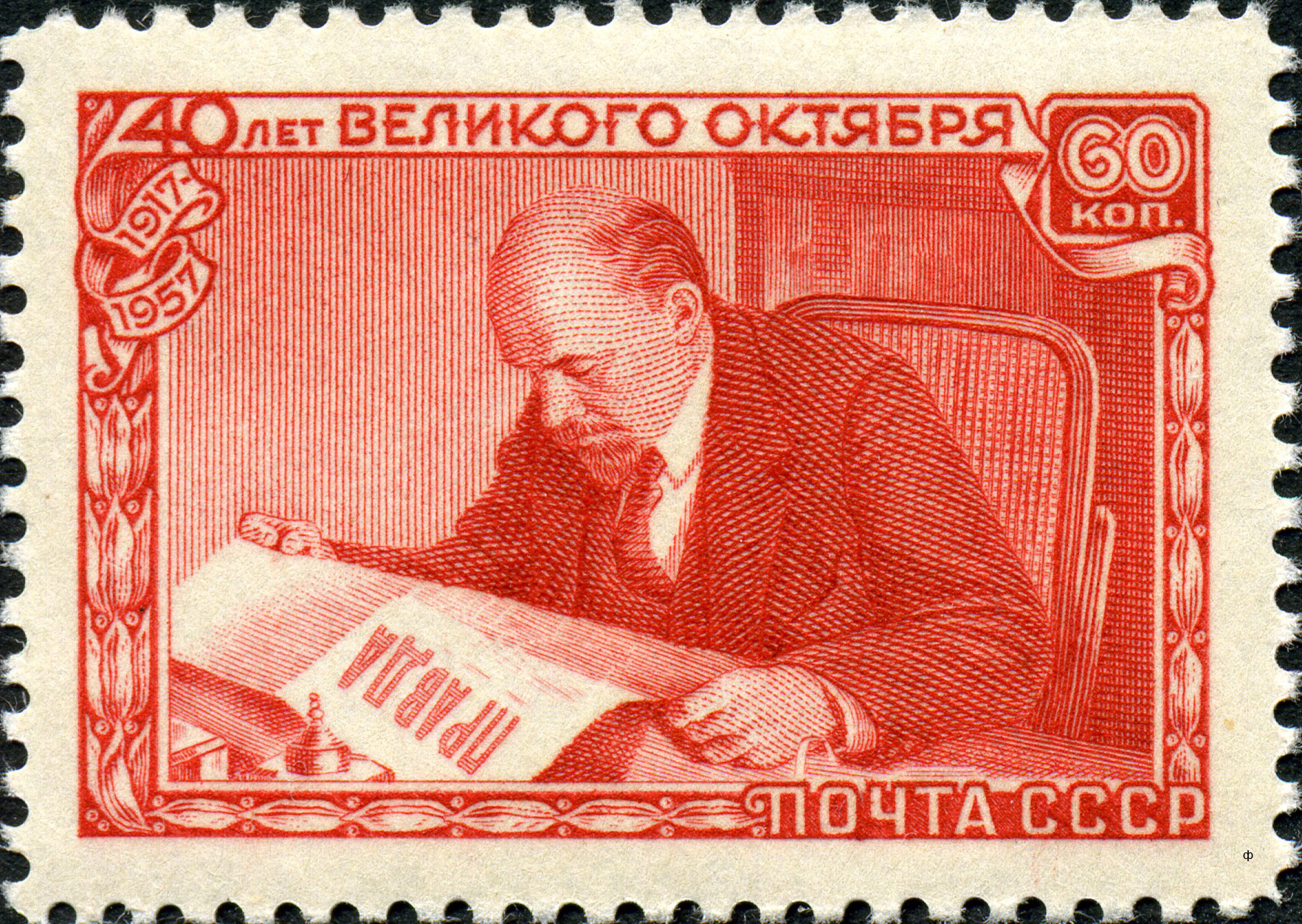
В. И. Ленин за чтением «Правды» (1957, художник И. Дубасов, гравёр С. Аферов, по фото П. А. Оцупа, 1918) (ЦФА [АО «Марка»] № 2064)
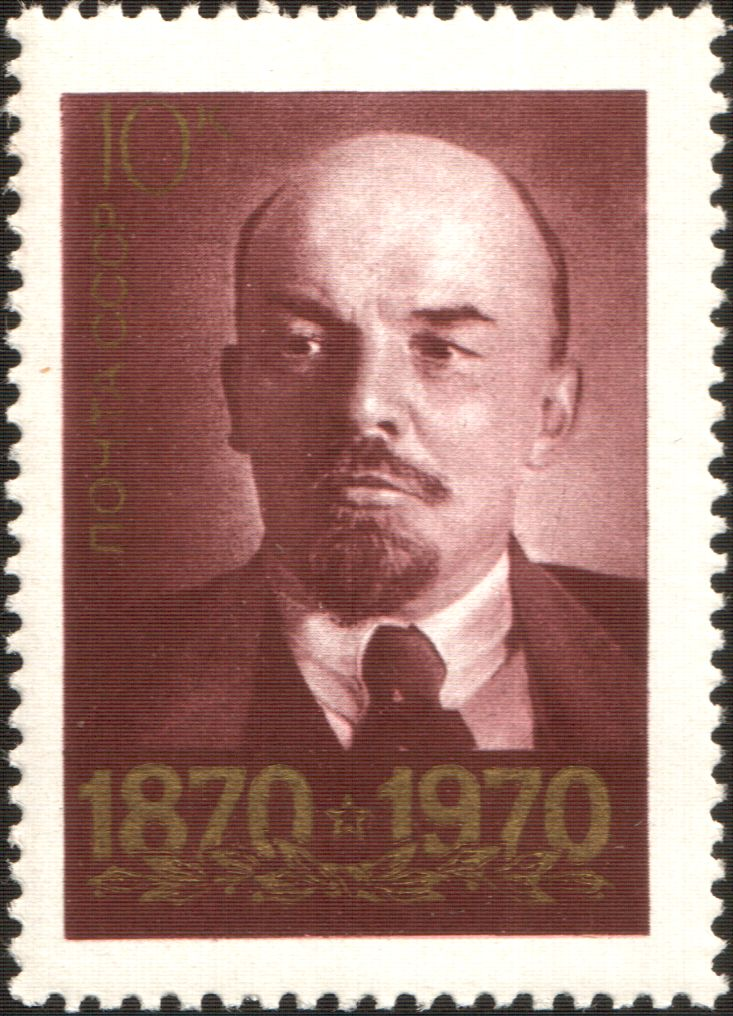
Глава Советского социалистического государства (1970, художники И. Мартынов и Н. Черкасов, по фото П. А. Оцупа, 1918)
 (ЦФА [АО «Марка»] № 3885)
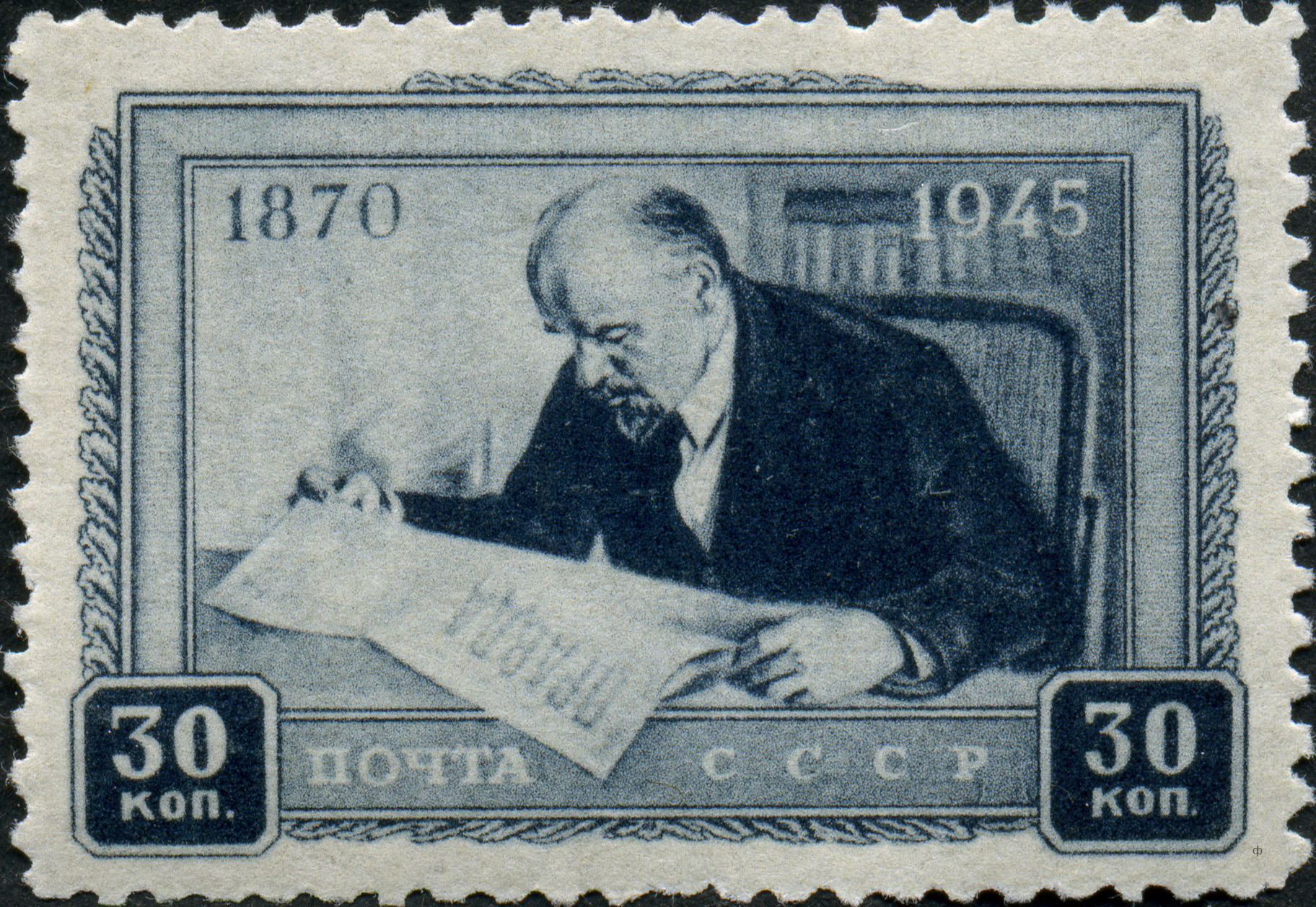
Серия «75-летие со дня рождения В. И. Ленина»: В. И. Ленин за чтением «Правды». 1945 год.
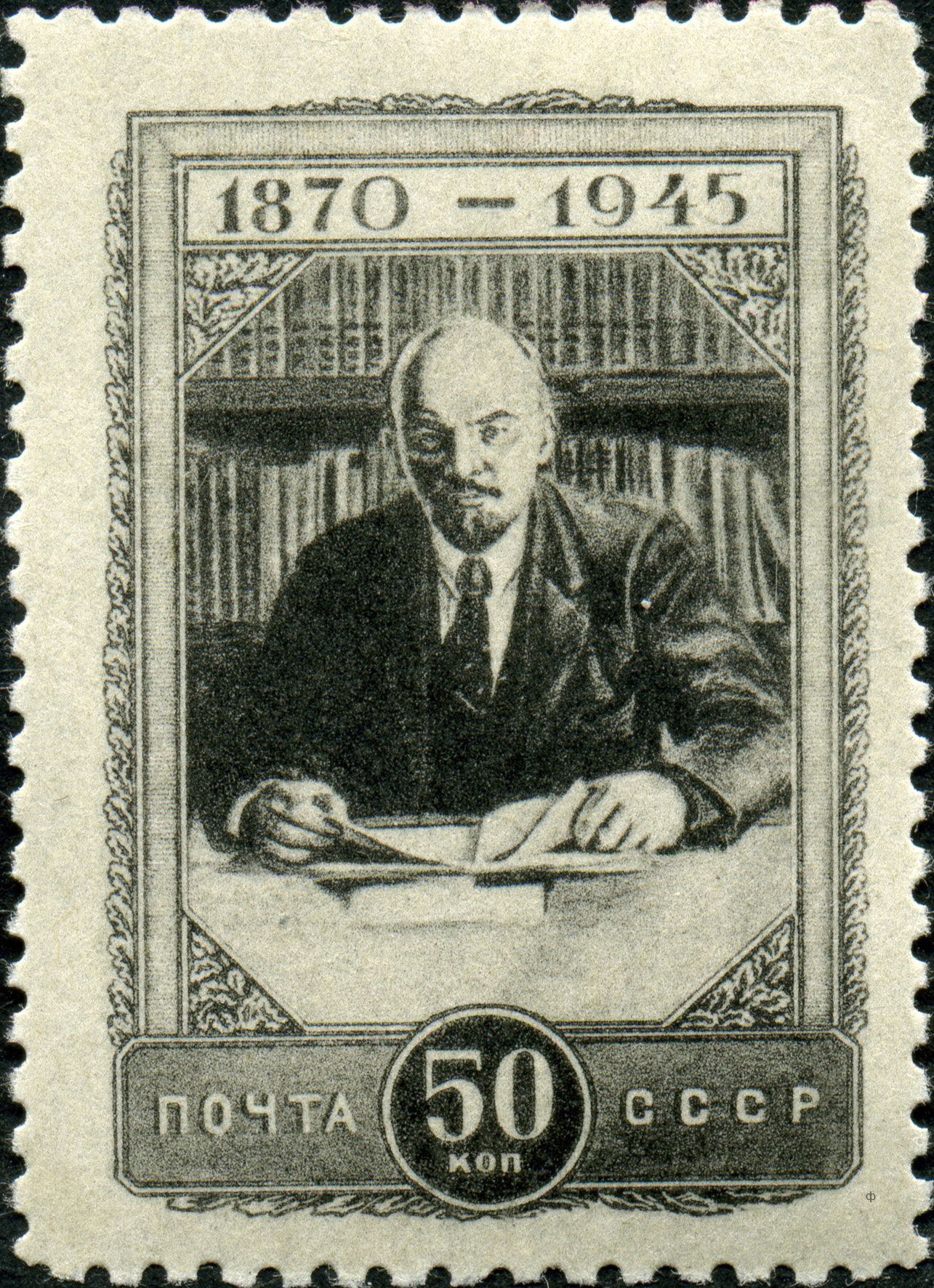
Серия «75-летие со дня рождения В. И. Ленина»: В. И. Ленин за рабочим столом. 1945 год.
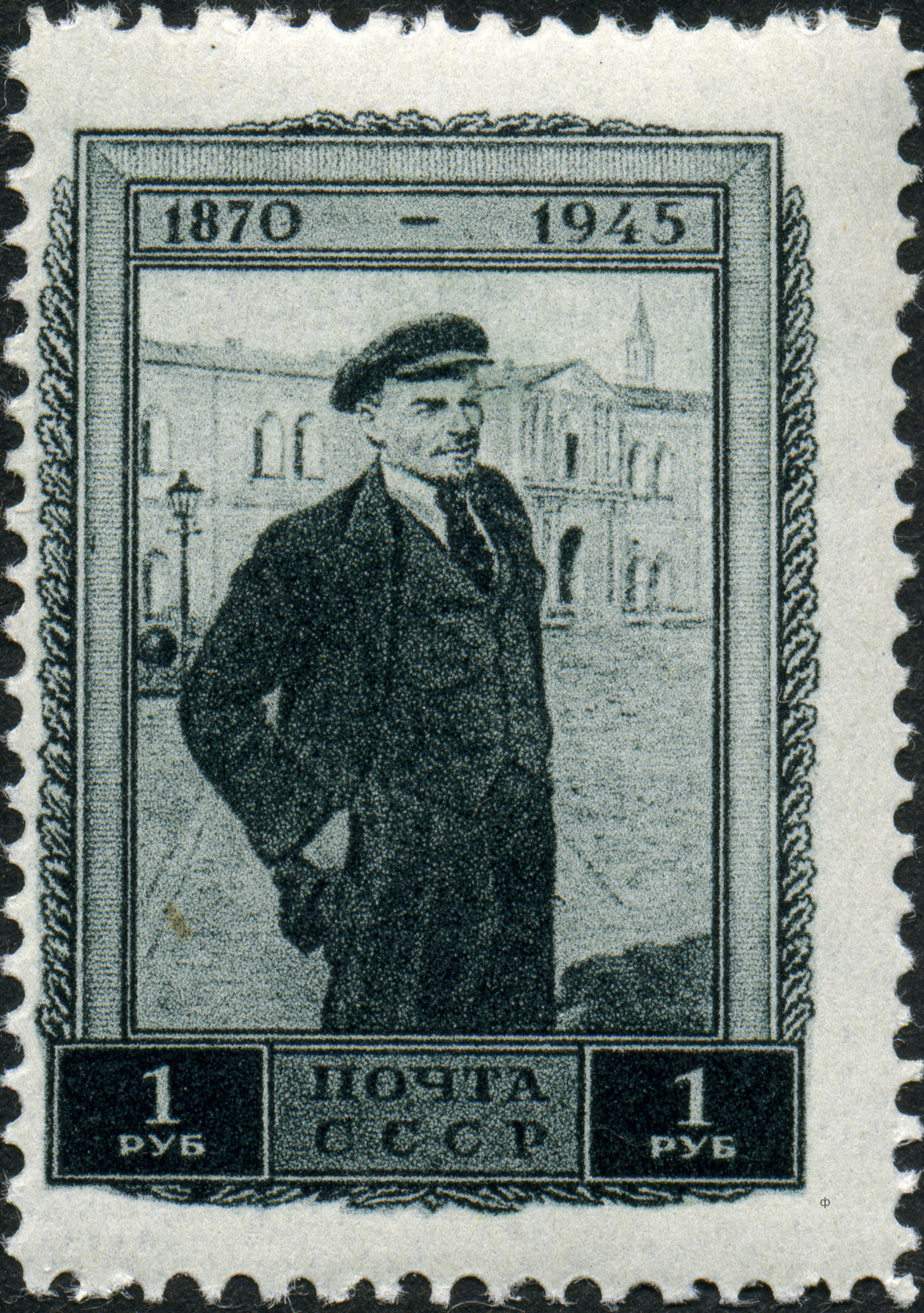
Серия «75-летие со дня рождения В. И. Ленина»: В. И. Ленин на прогулке в Кремле
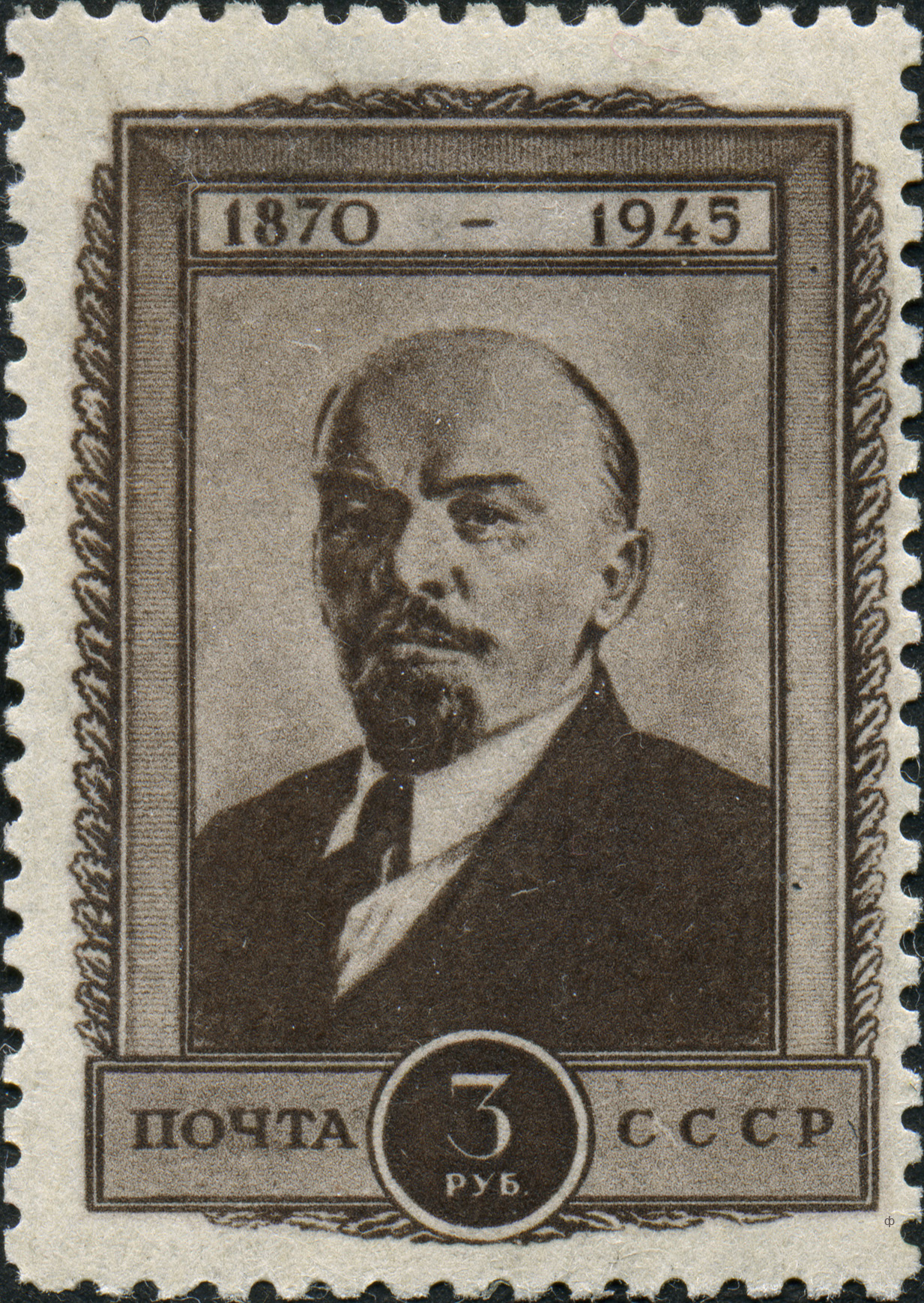
Серия «75-летие со дня рождения В. И. Ленина»: Портрет В. И. Ленина
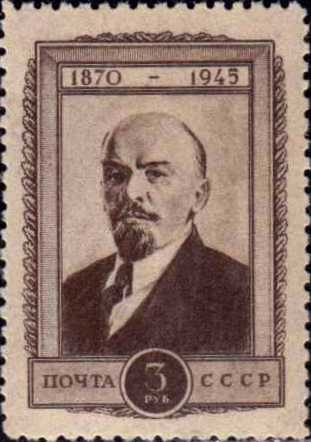
Серия «75-летие со дня рождения В. И. Ленина»: Портрет В. И. Ленина

### Произведения искусства о Ленине в филателии
В рисунках многих марок и другого филателистического материала представлены картины и скульптурные произведения, на которых запечатлён В. И. Ленин. Так, из 130 марок и блоков, выпущенных к 100-летию со дня рождения Ленина, на 65 были воспроизведены репродукции произведений искусства Ленинианы.
Среди этого многообразия выделяются произведения, которые были выполнены художниками-создателями марок специально для почтовых марок. При создании одной из марок ГДР (Sc #1189), выпущенных к 100-летию со дня рождения В. И. Ленина, немецкий художник Г. Фаульвассер, используя приём монтажа, соединил фотографии Ленина и Клары Цеткин в рисунке марки. Специально для почтовых марок Болгарии 1970 года (Mi #1988—1990; Sc #1848—1850) были сделаны рисунки болгарского художника А. Поплилова.

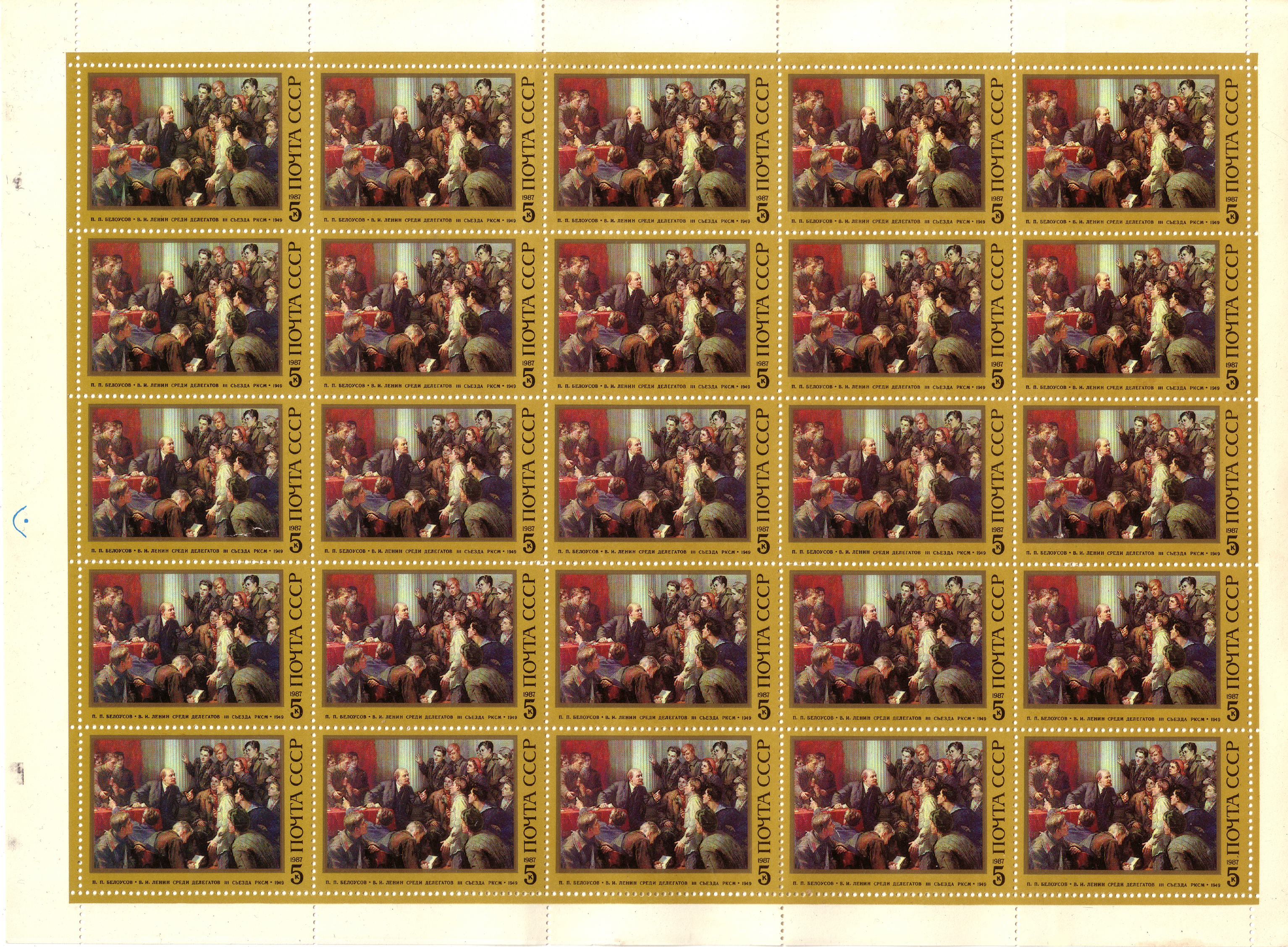
СССР, 1987: картина П. Белоусова (1949) «В. И. Ленин среди делегатов III съезда РКСМ в 1920 году». Марочный лист, художник И. Мартынов

### Родные, близкие, соратники Ленина
Филателистических материалов, посвящённых родным и близким, друзьям и соратникам В. И. Ленина, историческим событиям и фактам, непосредственно связанным с его жизнью и деятельностью, очень много. Включение их в коллекцию и умение правильно связать их с Лениным служит показателем общей эрудиции и уровня филателистических знаний коллекционера.

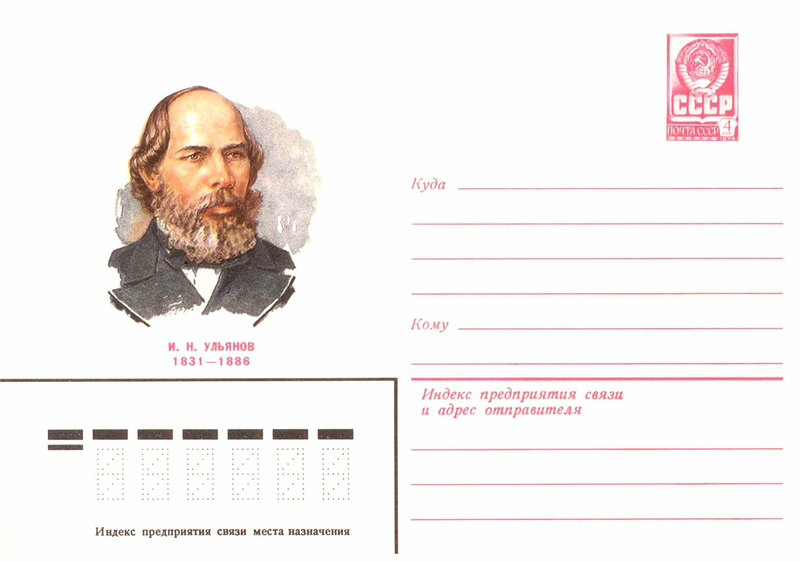
150-летие со дня рождения отца Ленина И. Н. Ульянова (ХМК СССР, 1981)
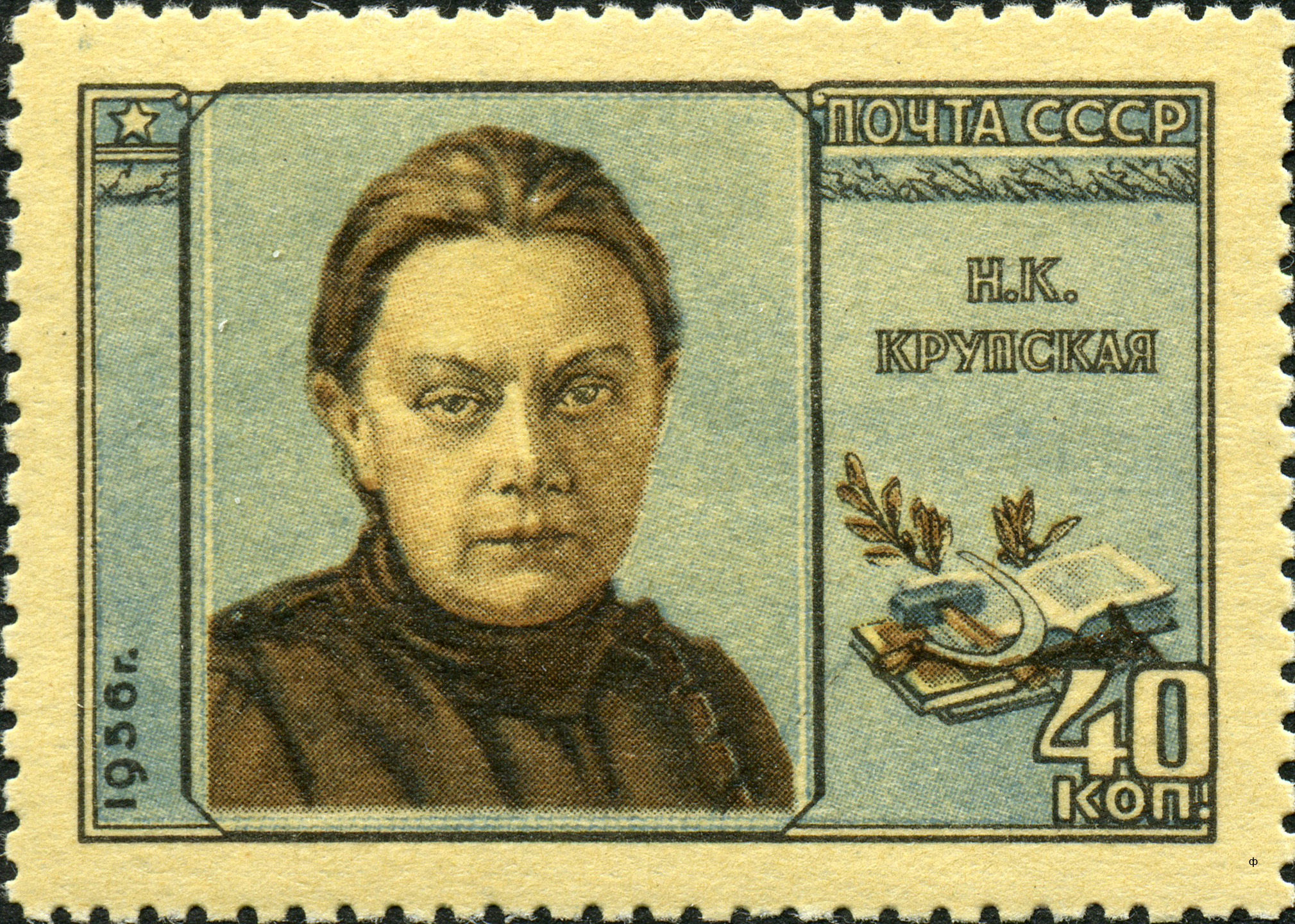
Памяти Н. К. Крупской, жены Ленина. Марка СССР, 1956, художник П. Чернышёв
 (ЦФА [АО «Марка»] № 1901)
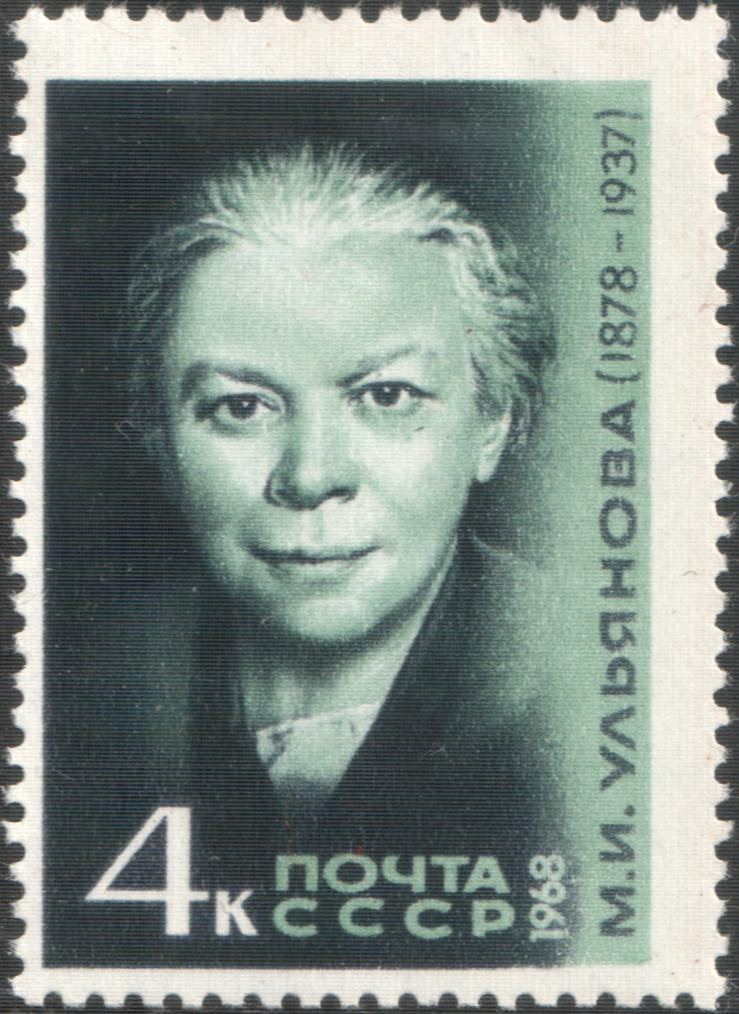
90-летие со дня рождения младшей сестры Ленина М. И. Ульяновой. Марка СССР, 1968, художник Ю. Лукьянов
 (ЦФА [АО «Марка»] № 3603)

### Ленинские цитаты в филателии
Нередко на почтовых марках, целых и цельных вещах в дополнение к изобразительному ряду приводятся высказывания В. И. Ленина. Так, в 1930-х годах в СССР были выпущены рекламно-агитационные маркированные почтовые карточки, сюжетами которых стали цитаты из произведений В. И. Ленина, и маркированные конверты, на оборотной стороне которых приведены слова В. И. Ленина. В 1970 году ленинские высказывания были помещены почти на всех миниатюрах из юбилейной десятимарочной серии, подготовленной художником В. Пименовым (ЦФА [АО «Марка»] № 3842—3851).

Ленинские изречения на марках СССР из серии «Революционная и государственная деятельность основателя Коммунистической партии и Советского государства Владимира Ильича Ленина (1870—1924); воплощение в жизнь ленинских идей. К 100-летию со дня рождения» (1970, художник В. Пименов)
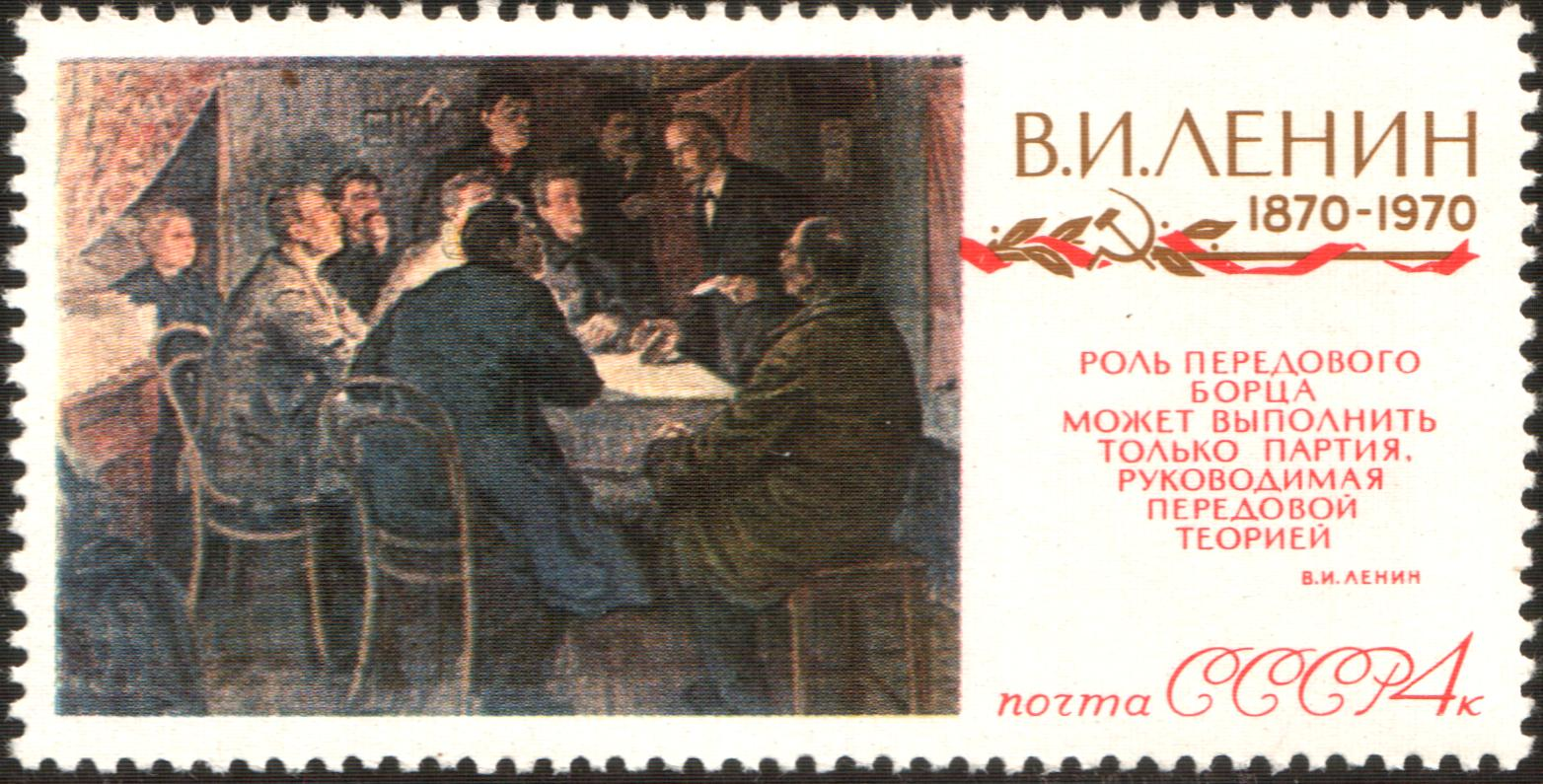
«В. И. Ленин руководит марксистским кружком в Петербурге. 1893—1895 гг.» (по картине А. Моравова, 1930) (ЦФА [АО «Марка»] № 3843): «Роль передового борца может выполнить только партия, руководимая передовой теорией»
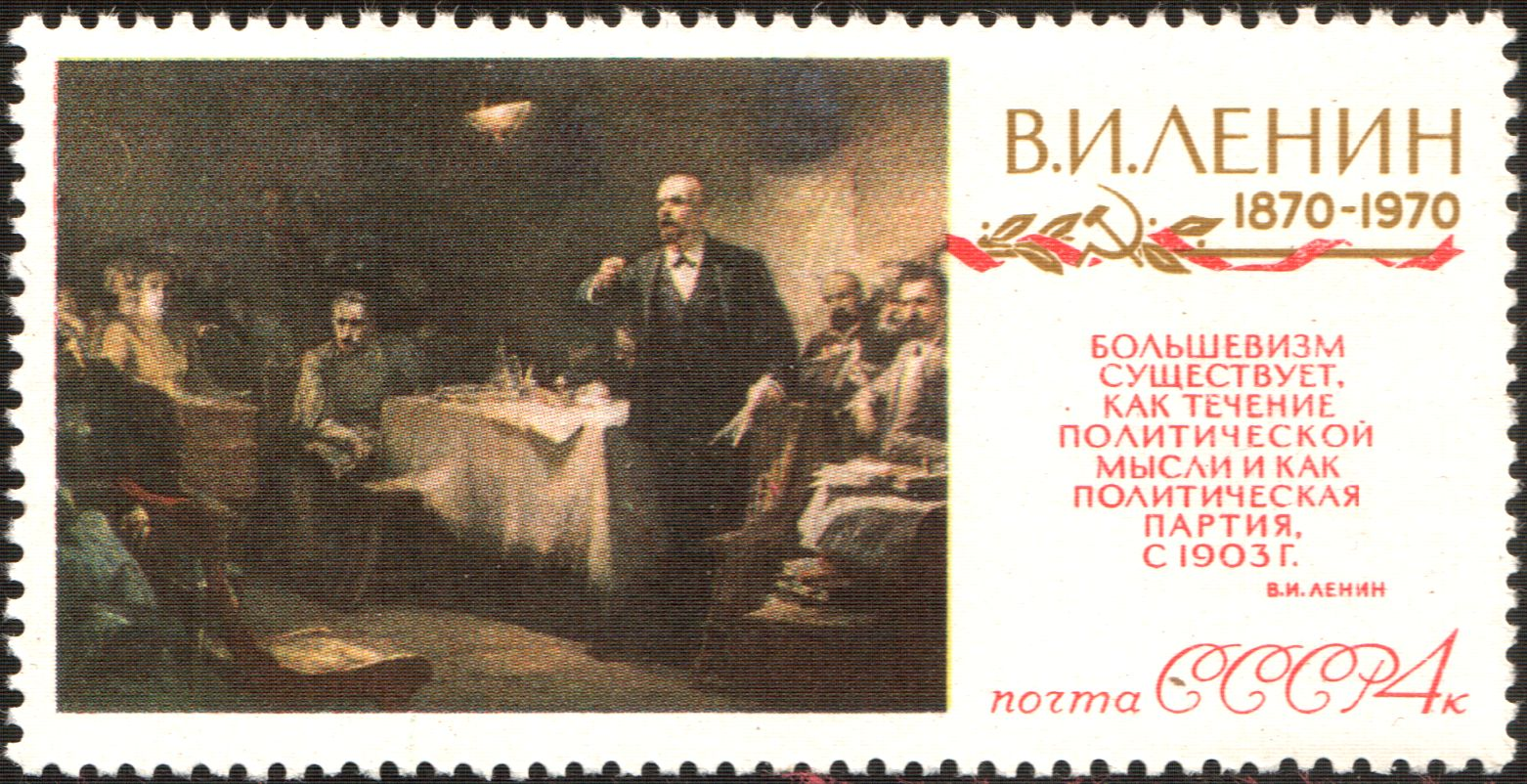
«II съезд РСДРП» (по картине Ю. Виноградова, 1952)
 (ЦФА [АО «Марка»] № 3845):
«Большевизм существует, как течение политической мысли и как политическая партия, с 1903 года»
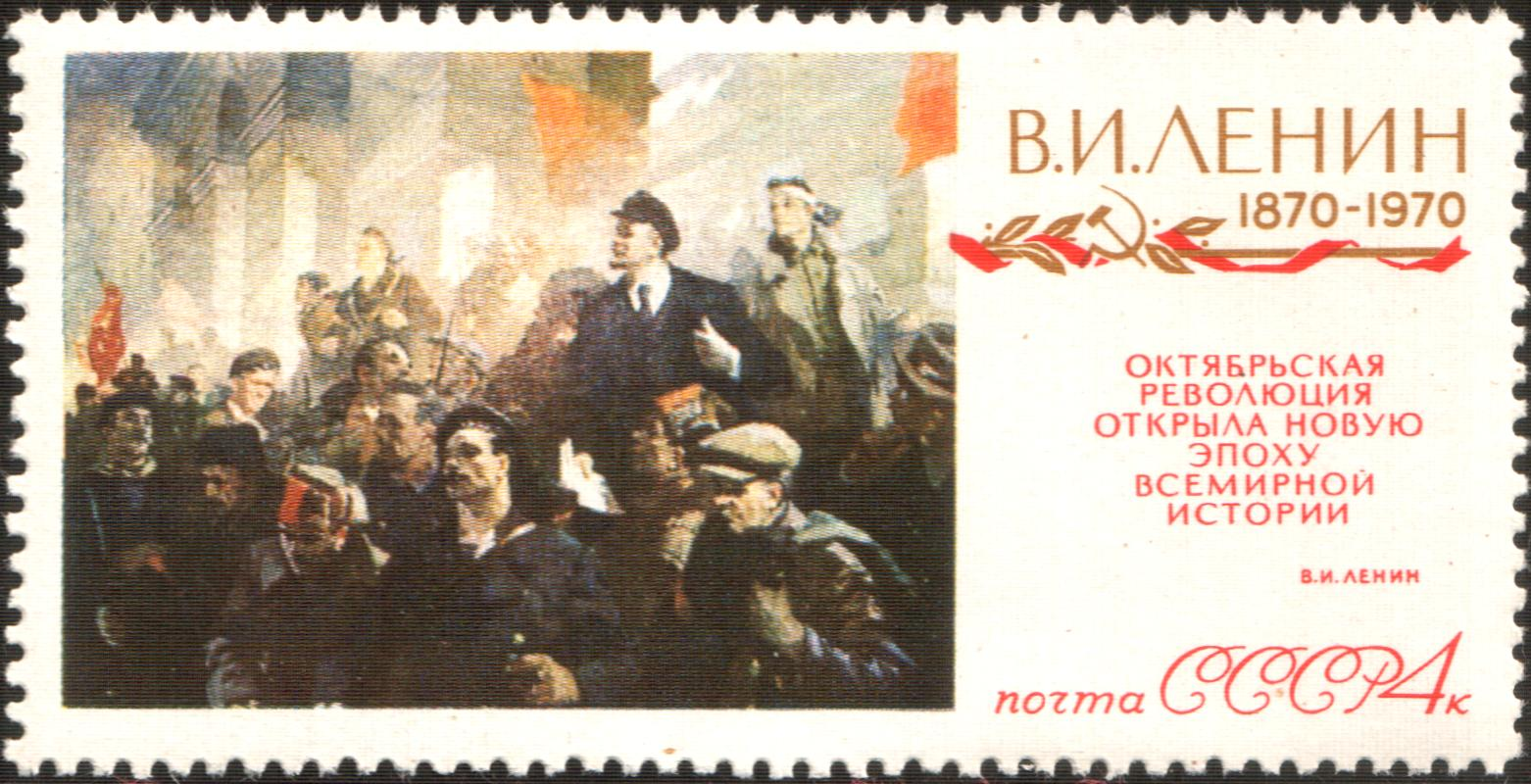
«Октябрь» («Первый день Советской власти»; по картине Н. Бабасюка, 1960) (ЦФА [АО «Марка»] № 3845): «Октябрьская революция открыла новую эпоху всемирной истории»
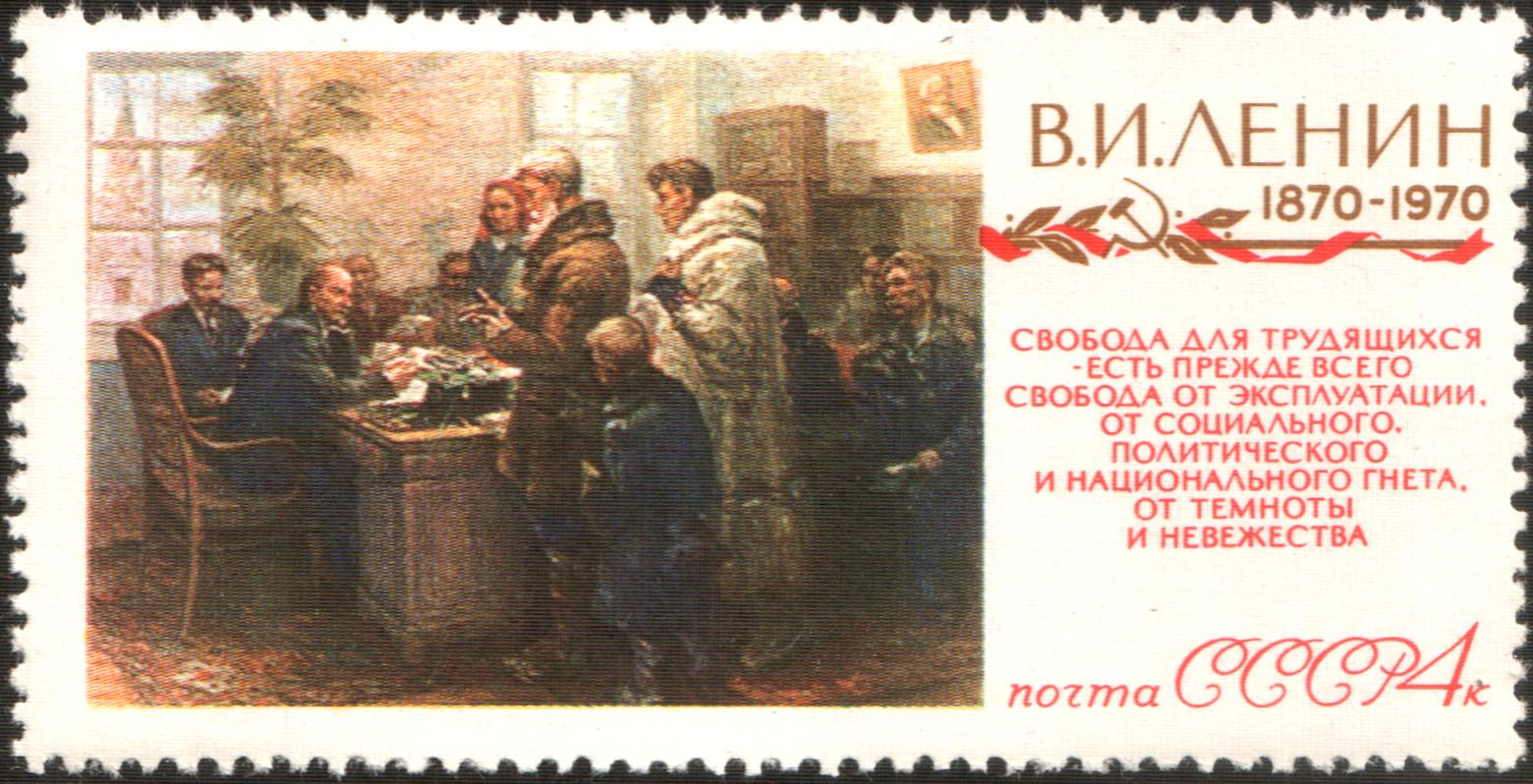
«Ходоки у В. И. Ленина» (по картине Ф. Модорова, 1947]) (ЦФА [АО «Марка»] № 3846): «Свобода для трудящихся — есть прежде всего свобода от эксплуатации, от социального, политического и национального гнёта, от темноты и невежества»
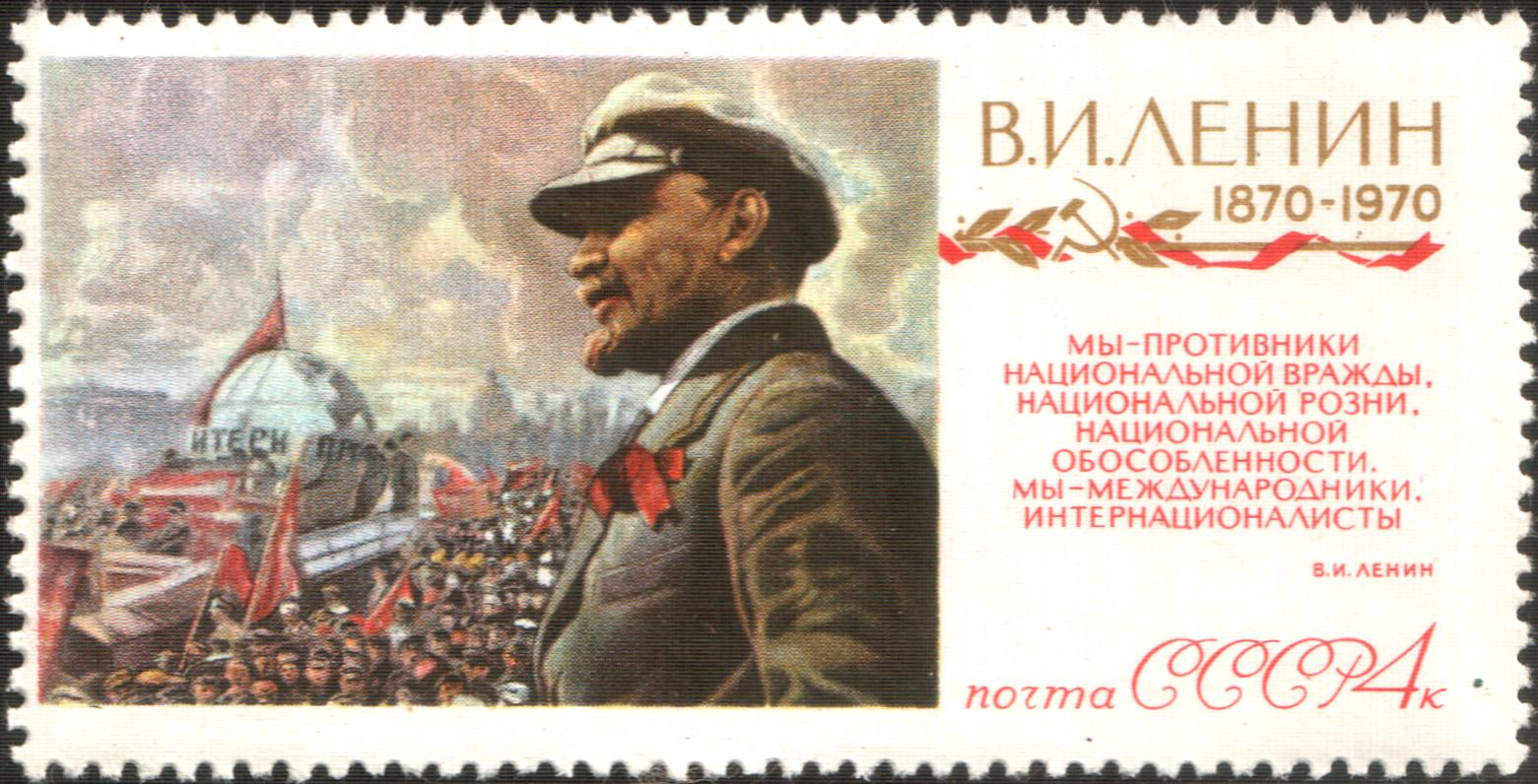
«В. И. Ленин на первомайской демонстрации» (по картине И. Бродского, 1927) (ЦФА [АО «Марка»] № 3848): «Мы — противники национальной вражды, национальной розни, национальной обособленности. Мы международники, интернационалисты»
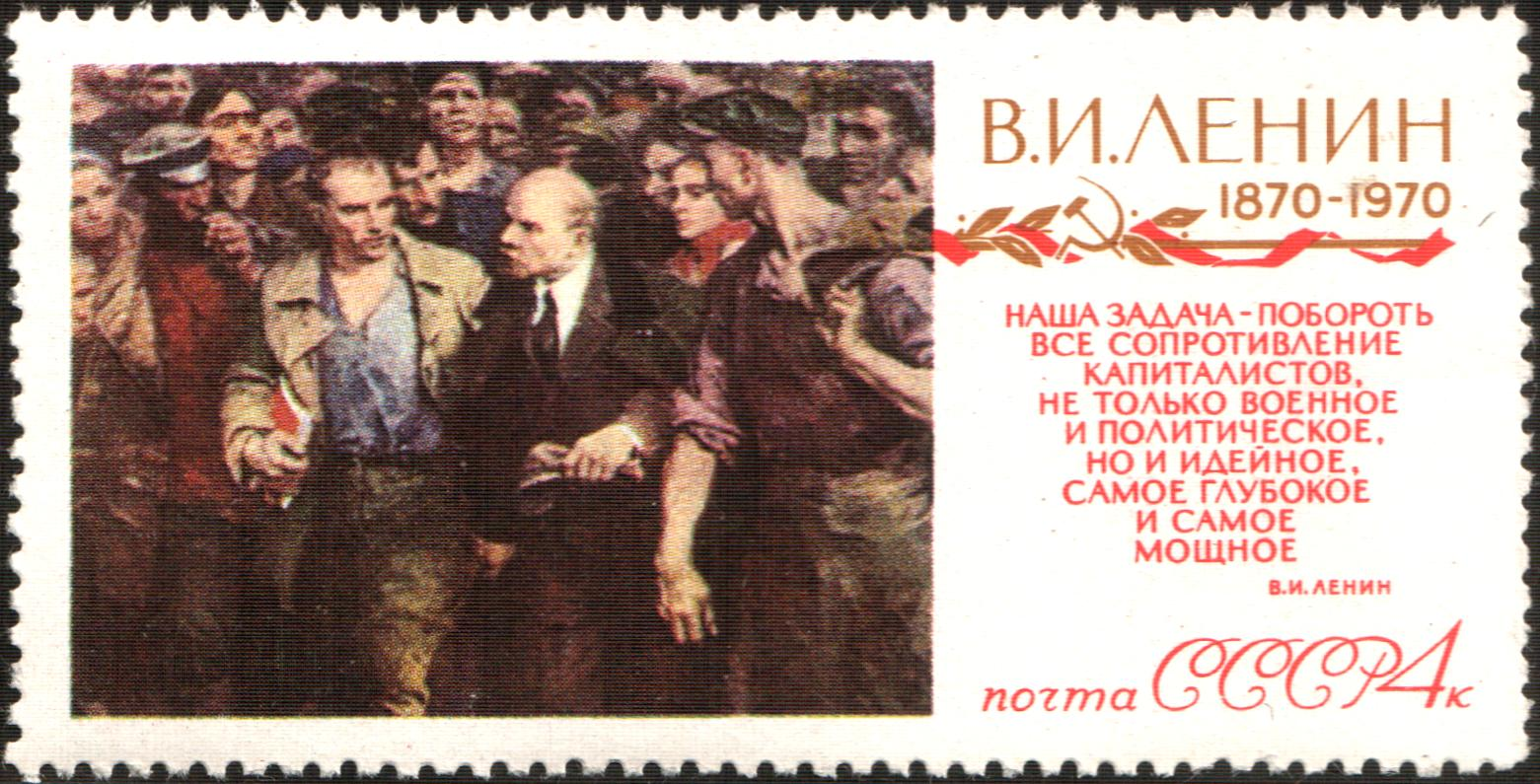
«С Лениным» (по картине В. Серова, 1961) (ЦФА [АО «Марка»] № 3849): «Наша задача — побороть всё сопротивление капиталистов, не только военное и политическое, но и идейное, самое глубокое и самое мощное»

Принадлежащие Ленину цитаты часто встречаются также на марках Кубы. К примеру, их можно увидеть на серии, выпущенной к 100-летию со дня рождения Ленина. На конверте, изданном в Гаване к 105-й годовщине со дня его рождения в 1975 году, приведена ленинская цитата из речи на II съезде РСДРП: «Наша задача — оберегать твёрдость, выдержанность, чистоту нашей партии».

### Воплощение идей Ленина и филателия
Эту подтему иллюстрируют почтовые марки, цельные вещи, спецгашения и конверты первого дня, выпущенные в СССР и других социалистических странах. На начало 1970 года в эту группу входили более 160 марок СССР и 70 марок соцстран.

Советские марки, раскрывающие тему воплощения ленинский идей
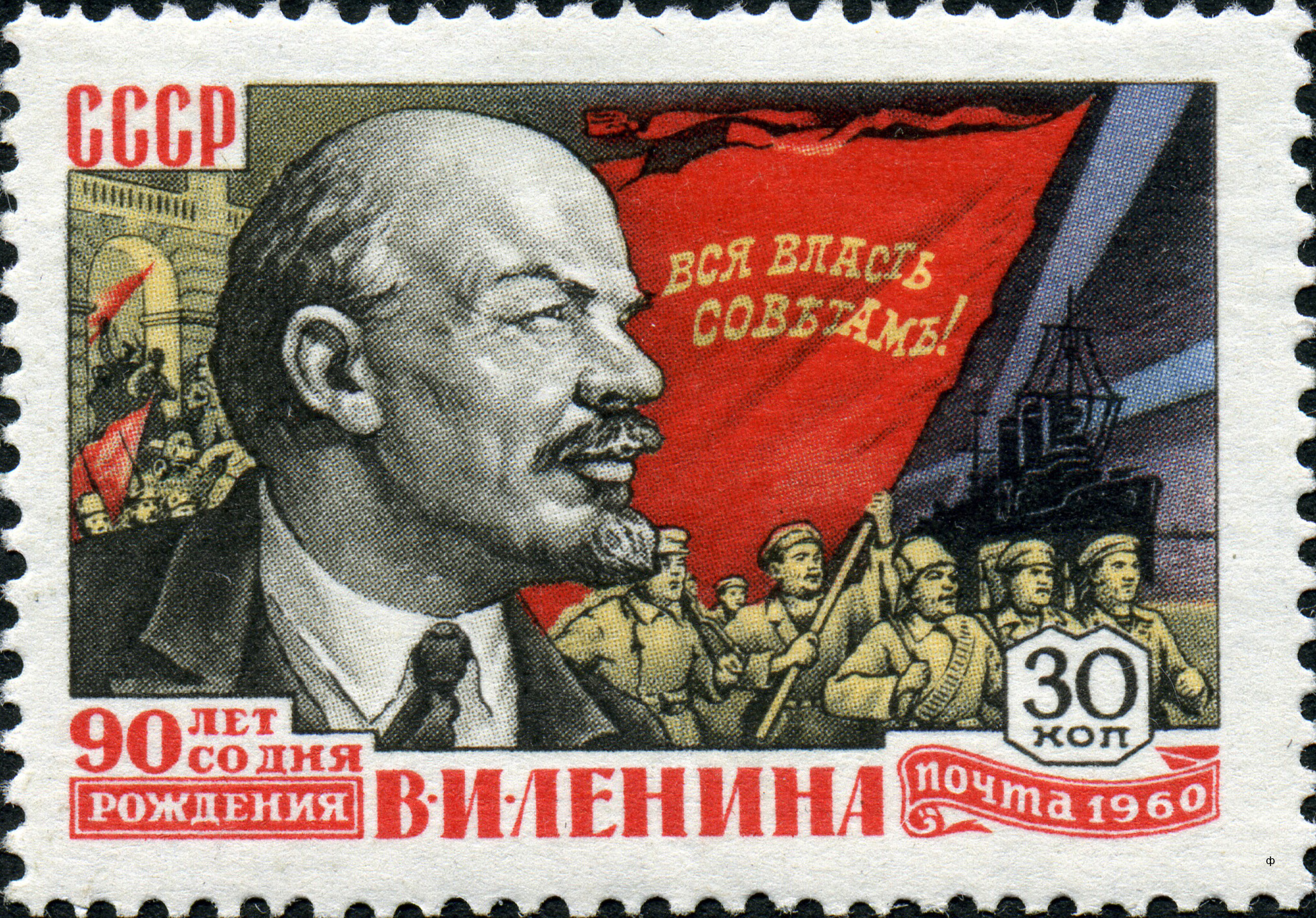
Из серии «90-летие со дня рождения В. И. Ленина» (1960). Портрет Ленина по фото П. Оцупа. В. И. Ленин на фоне знамени «Вся власть Советам!» (ЦФА [АО «Марка»] № 2411)
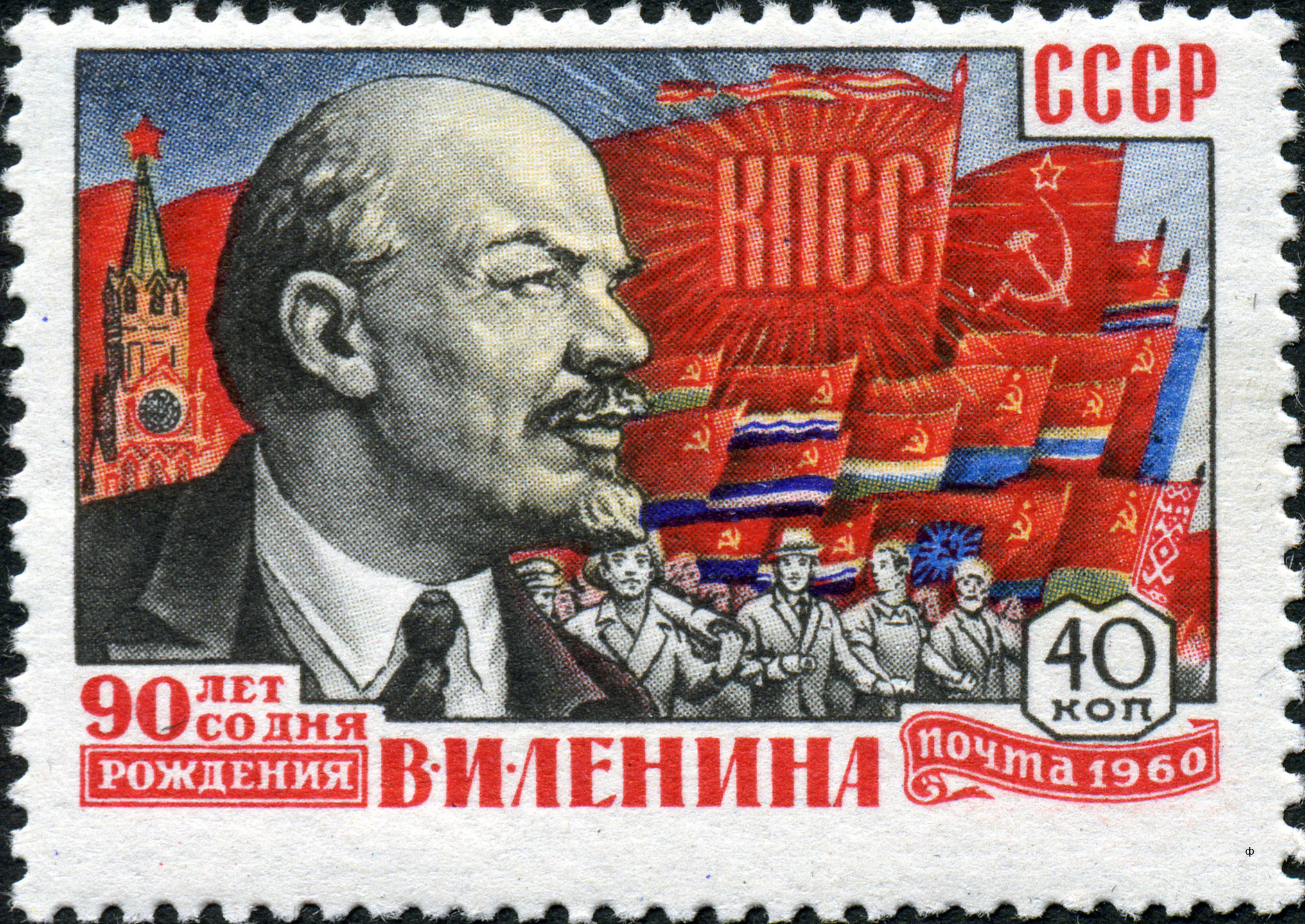
То же, на фоне знамени «КПСС»
 (ЦФА [АО «Марка»] № 2412)
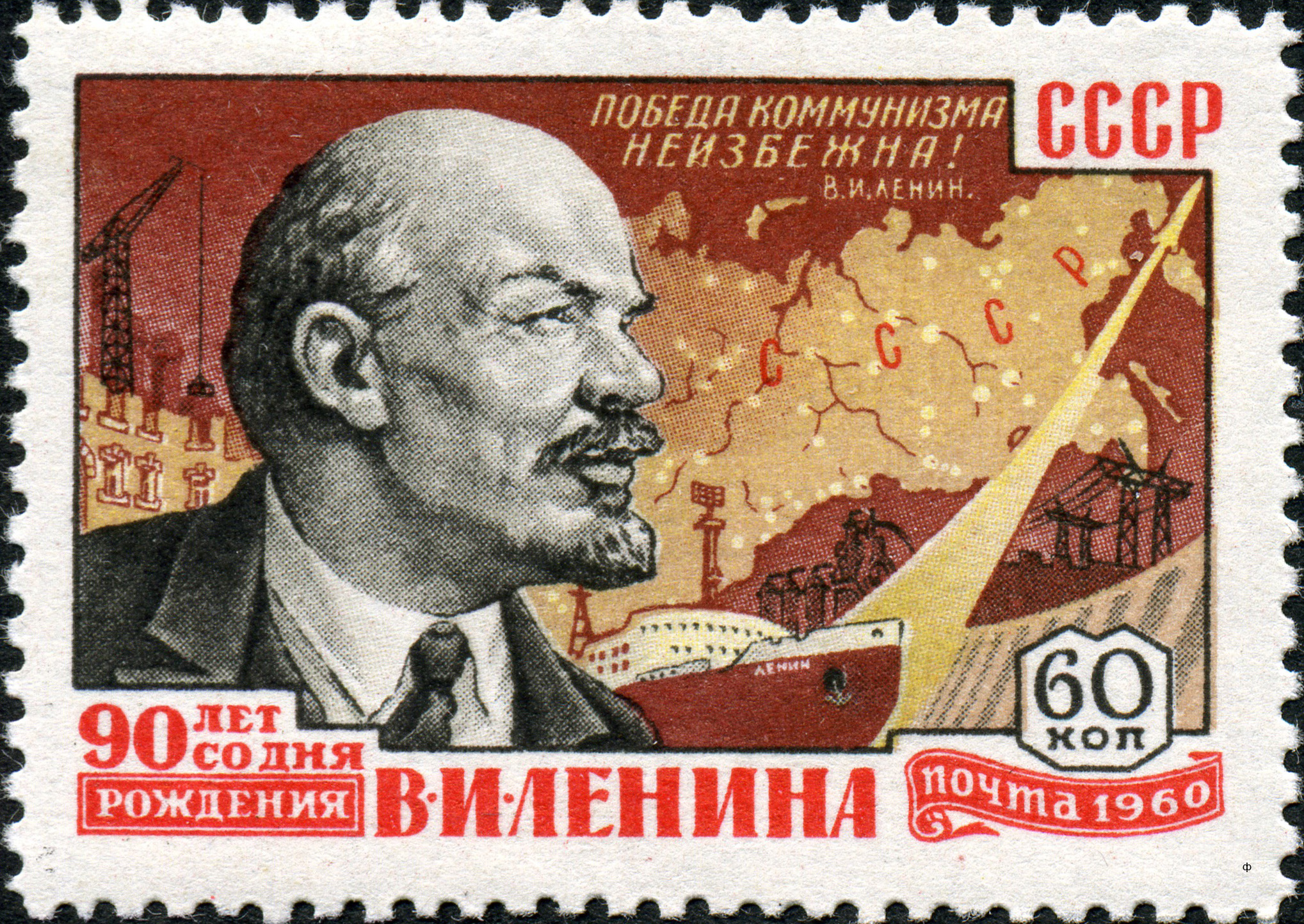
То же, на фоне карты ГОЭЛРО. Цитата Ленина: «Победа коммунизма неизбежна!»
 (ЦФА [АО «Марка»] № 2413)
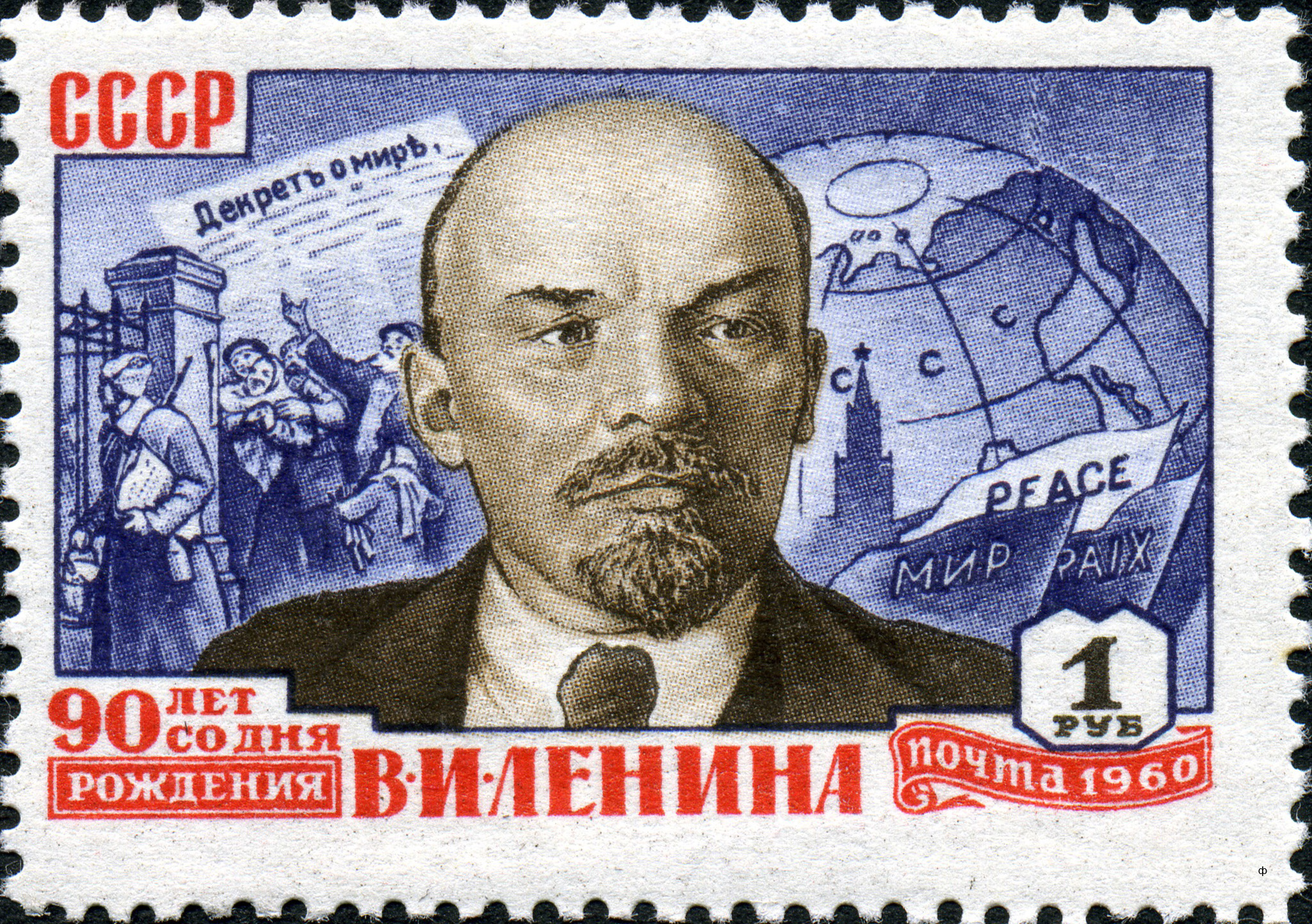
То же, на фоне картины А. Сегала «Первый декрет Советской власти» и земного шара
 (ЦФА [АО «Марка»] № 2414)
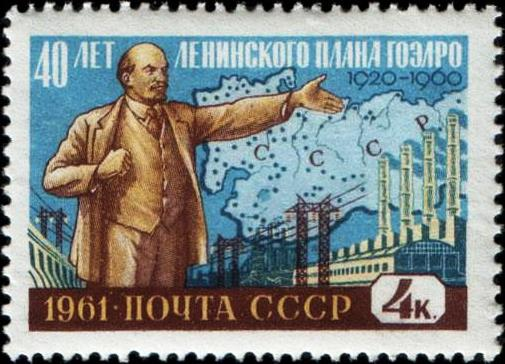
40-летие плана ГОЭЛРО (1961). Ленин и карта электрификации
 (ЦФА [АО «Марка»] № 2538)
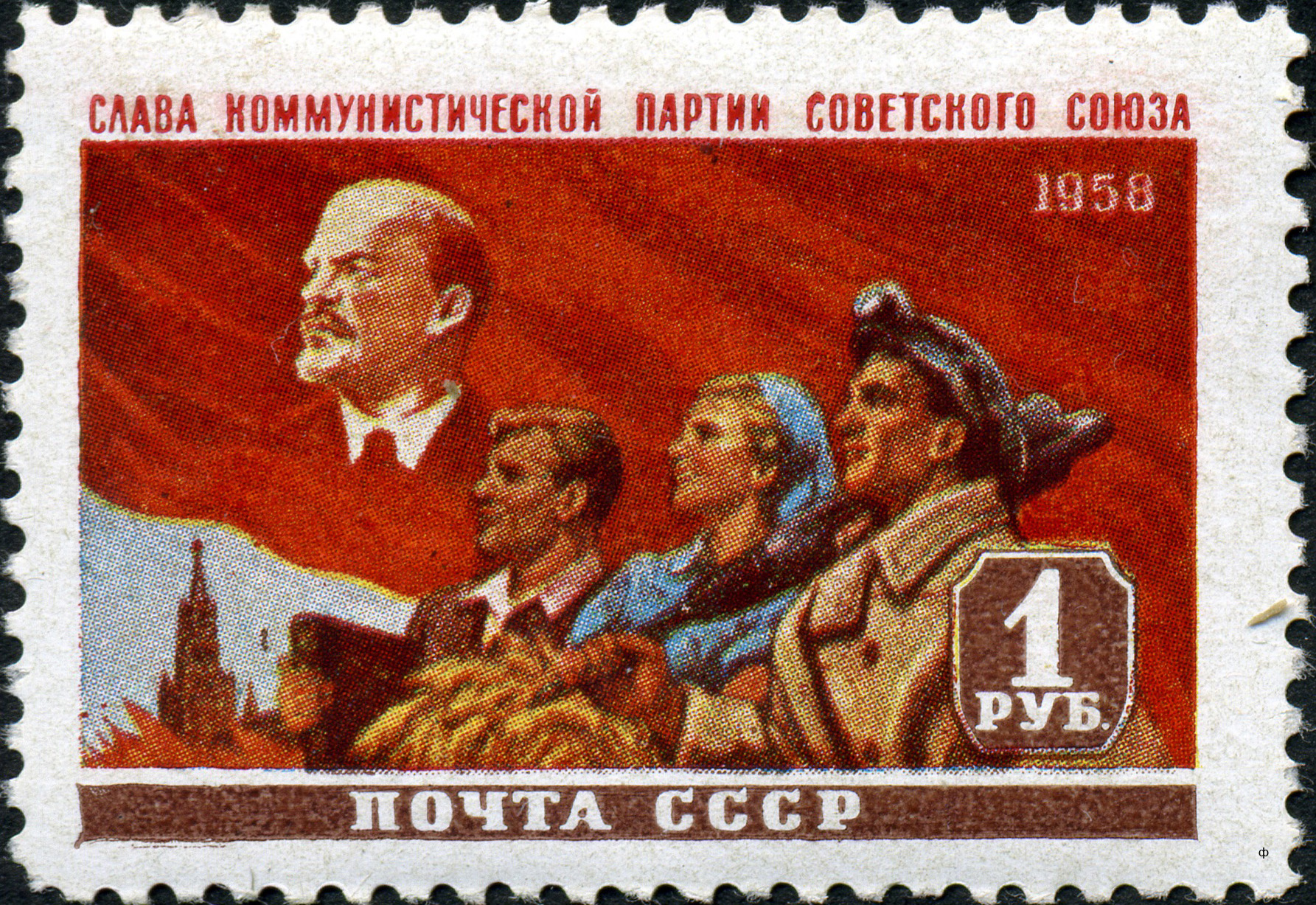
К 41-годовщине Октябрьской революции (1958). Трудящиеся (рабочий, колхозница и студент) на фоне красного знамени с портретом Ленина. Надпись: «Слава Коммунистической партии Советского Союза!» (ЦФА [АО «Марка»] № 2259)

## Советская тематическая классификация коллекций Ленинианы
Тематика коллекций Ленинианы очень широка и многообразна. В советское время основные направления коллекционирования филателистических материалов о В. И. Ленине представлялись в обобщённом виде — и с использованием идеологических и политических клише тех лет — следующим образом (они могли быть подразделами одной большой коллекции, вместе с тем каждое из них могло стать предметом самостоятельной коллекции):

### Жизнь и деятельность Владимира Ильича Ленина

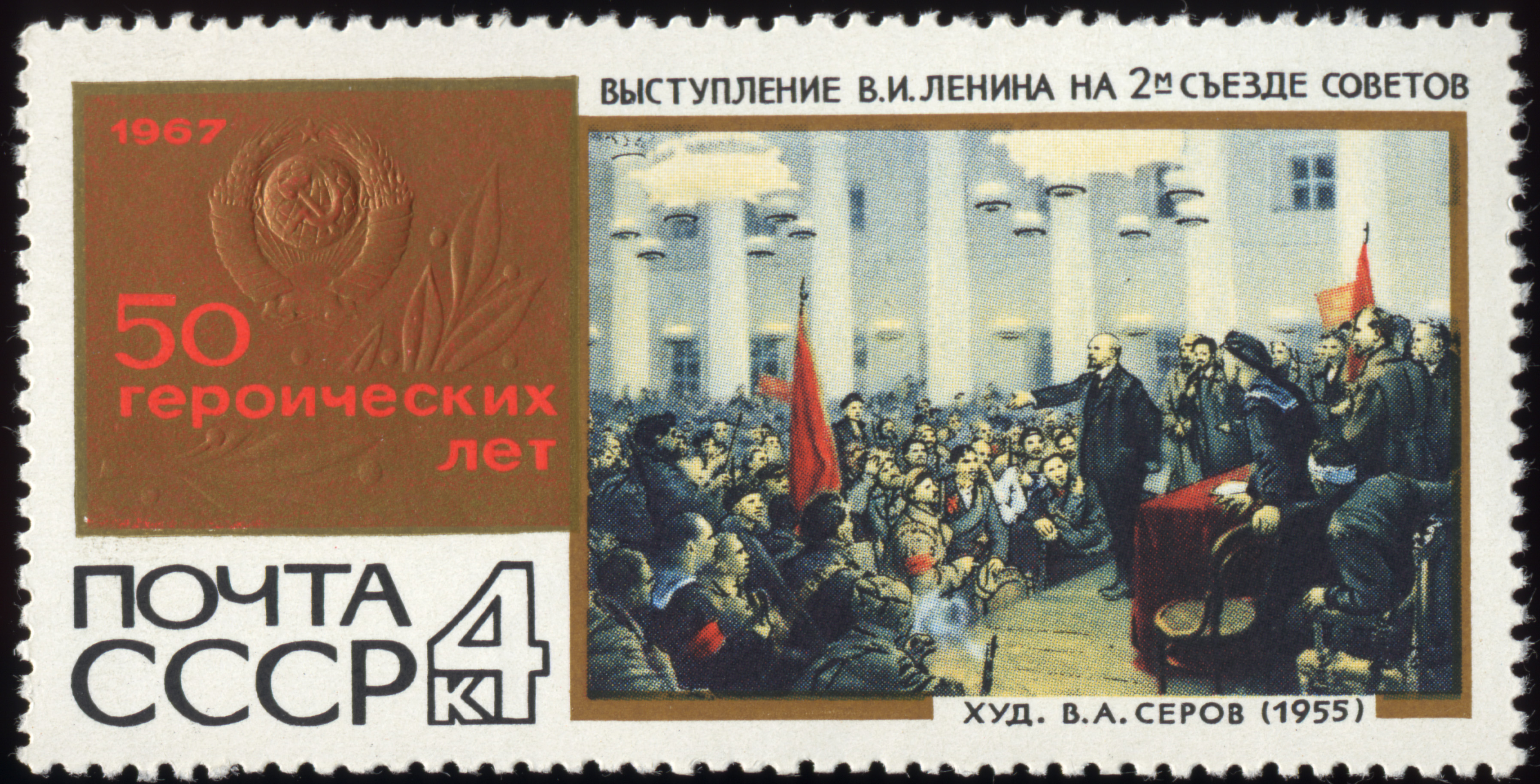
Вдохновитель и вождь Октября: картина В. А. Серова (1955) «Выступление В. И. Ленина на 2-м съезде Советов» (СССР, 1967, художник Н. Шевцов)

- Детские и юношеские годы. Начало революционной деятельности (1870—1893).
- Вождь революционного пролетариата России (1893—1897).
- В сибирской ссылке (1897—1900).
- За марксистскую партию нового типа! (1900—1904).
- На первый штурм царизма (1905—1907).
- Борьба за партию в годы реакции (1907—1910).
- Период нового революционного подъёма. Первая мировая война (1910—1917).
- Вдохновитель и вождь Великого Октября (апрель—октябрь 1917).
- Основатель первого в мире социалистического государства (октябрь 1917—1918).
- Во главе обороны Страны Советов (1918—1920).
- Вдохновитель и организатор социалистического строительства (1920—1923).
- Последний год жизни и деятельности В. И. Ленина (1923—1924).

### Торжество идей Ленина
Эту тему иллюстрируют филателистические материалы, посвящённые воплощению в жизнь (начиная с 1924 года) идей и заветов В. И. Ленина и отражающие такие понятия:
- Марксизм-ленинизм — революционное учение.
- Имя Ленина — символ и знамя эпохи.
- Социализм стал реальной действительностью во многих странах мира.
- Ленинизм — великое знамя борьбы народов за мир и дружбу, за свободу и национальную независимость, против цепей колониализма.
- Дело Ленина непобедимо!

Советские марки, иллюстрирующие величие идей марксизма-ленинизма
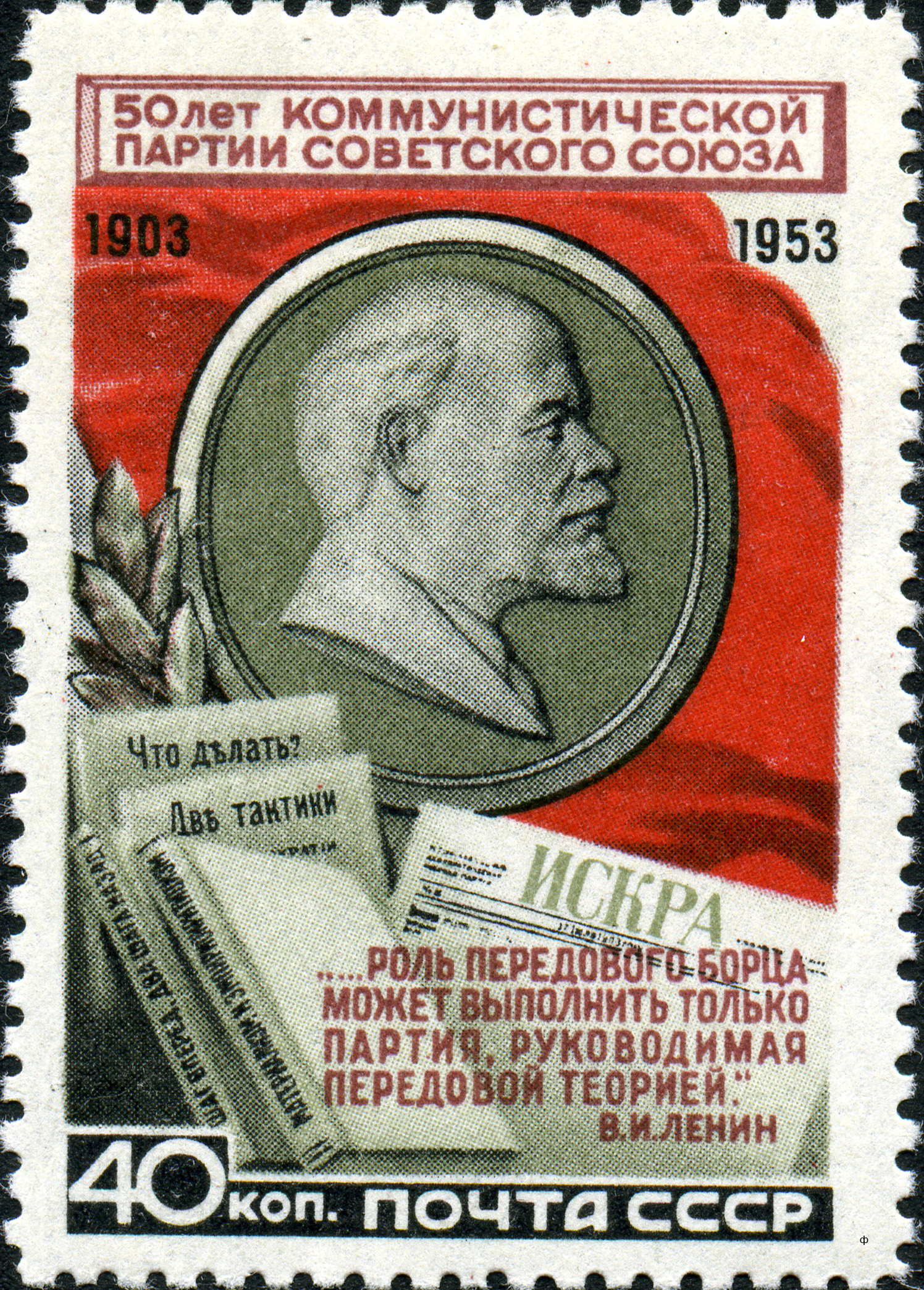
Из выпуска к 50-летию КПСС (1953, художник И. Дубасов): барельеф В. И. Ленина на фоне его книг. Ленинская цитата: «Роль передового борца может выполнить только партия, руководимая передовой теорией»
 (ЦФА [АО «Марка»] № 1733)
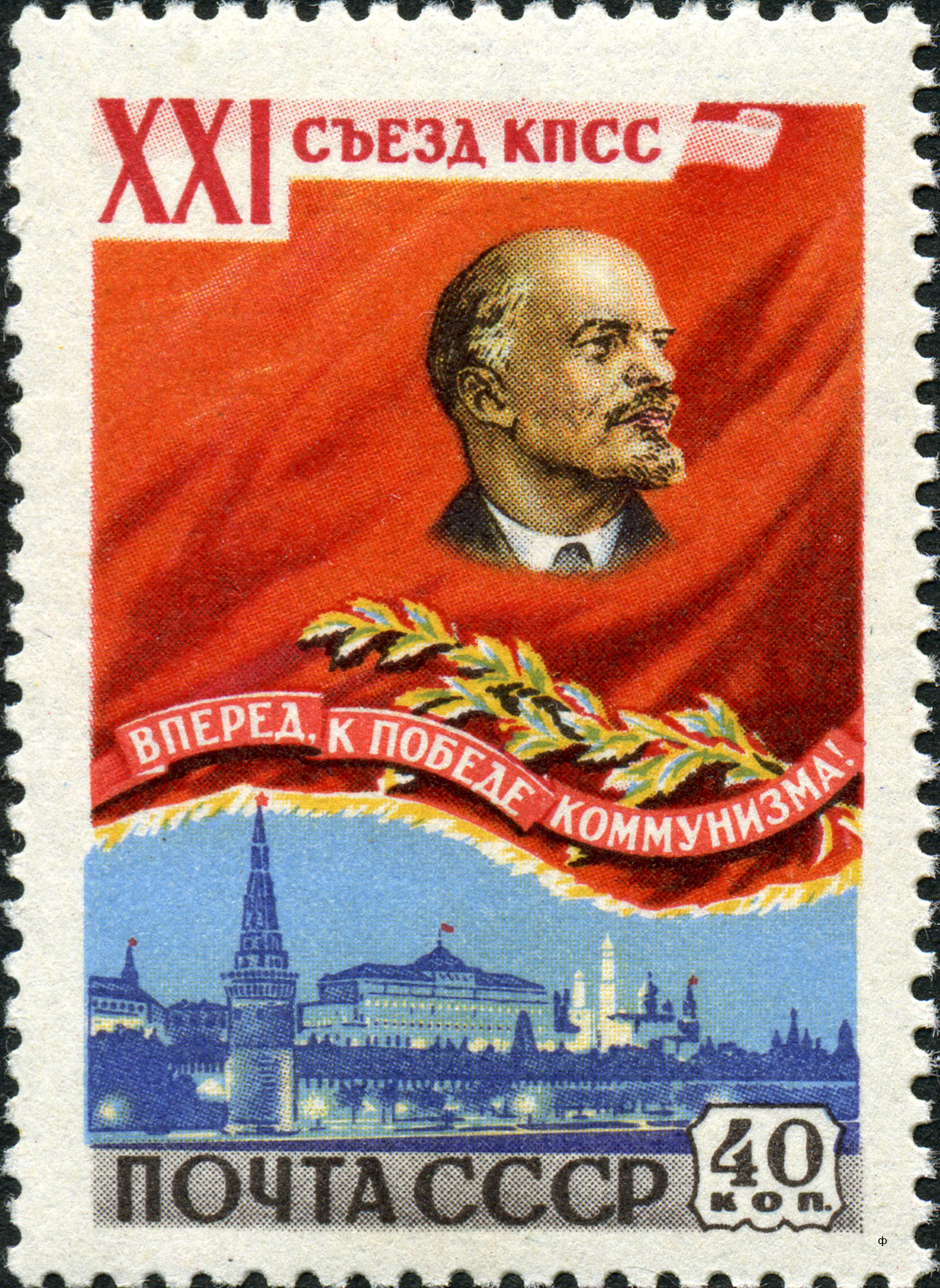
Из серии «XXI съезд КПСС» (1959, художники Р. Житков, Е. Гундобин, И. Левин): знамя «Вперёд, к победе коммунизма!» и портрет Ленина
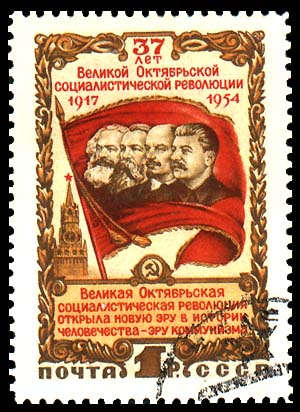
37-я годовщина Октябрьской революции (1954, художник Е. Гундобин): портреты Маркса, Энгельса, Ленина, Сталина на красном знамени. Надпись: «Великая Октябрьская социалистическая революция открыла новую эру в истории человечества — эру коммунизма»
Из 12-го стандартного выпуска (1976, художник Е. Анискин): портреты Маркса и Ленина по скульптуре А. Белостоцкого и Э. Фридмана «Светочи коммунизма», установленной в 1961 году в Музее Маркса и Энгельса Института марксизма-ленинизма при ЦК КПСС
 (ЦФА [АО «Марка»] № 2273)
- 37-я годовщина Октябрьской революции (1954, художник Е. Гундобин): портреты Маркса, Энгельса, Ленина, Сталина
на красном знамени. Надпись: «Великая Октябрьская социалистическая революция открыла новую эру в
истории человечества —
эру коммунизма»
 (ЦФА [АО «Марка»] № 1793)
- Из 12-го стандартного выпуска (1976, художник Е. Анискин): портреты Маркса и Ленина по скульптуре А. Белостоцкого и Э. Фридмана «Светочи коммунизма», установленной в 1961 году в Музее Маркса и Энгельса Института марксизма-ленинизма при ЦК КПСС
 (ЦФА [АО «Марка»] № 4607)

### Бессмертен в памяти потомков
- Музеи Ленина (филателистические материалы, связанные с музеями, рассказывающими о В. И. Ленине).
- Скульптуры и памятники Ленина.
- Люди, предприятия и организации, награждённые орденом Ленина.
- Ленинские лауреаты (филателистические материалы, посвящённые лауреатам Ленинских премий)[62].
- Они носят имя Ленина (филателистические материалы о предприятиях, учреждениях, организациях, кораблях, судах, улицах, площадях, населённых пунктах и других объектах, носящих имя В. И. Ленина, например, о Ленинграде, ленинском плане ГОЭЛРО и т. п.)[2].

Марки СССР, связанные с именем Ленина
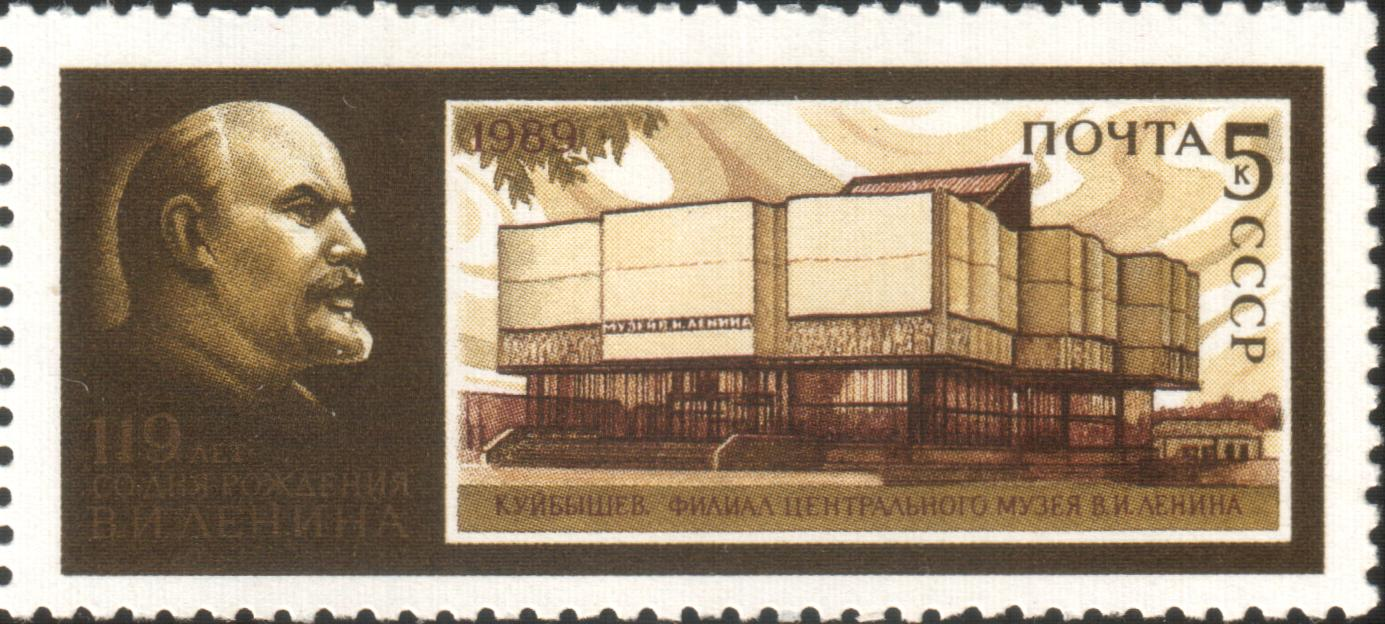
Филиал Центрального музея В. И. Ленина в Куйбышеве (1989, художник И. Мартынов) (ЦФА [АО «Марка»] № 6064)
Из 12-го стандартного выпуска: медаль лауреата Международной Ленинской премии «За укрепление мира между народами» (1976, художник Е. Анискин, гравёр Т. Никитина) (ЦФА [АО «Марка»] № 4606)
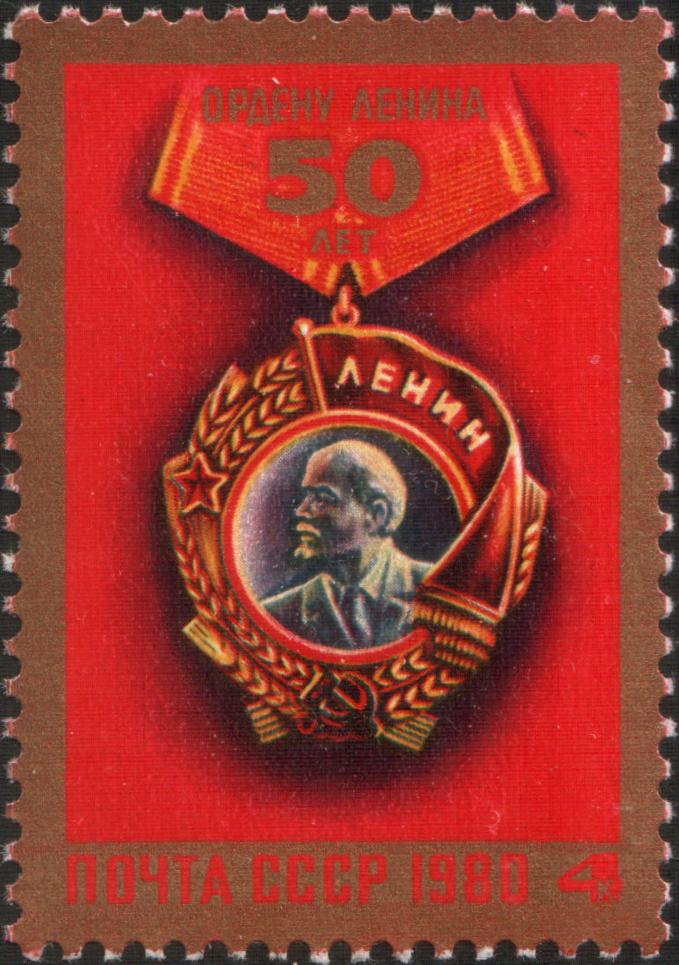
50-летие ордена Ленина (СССР, 1980, художник И. Мартынов)
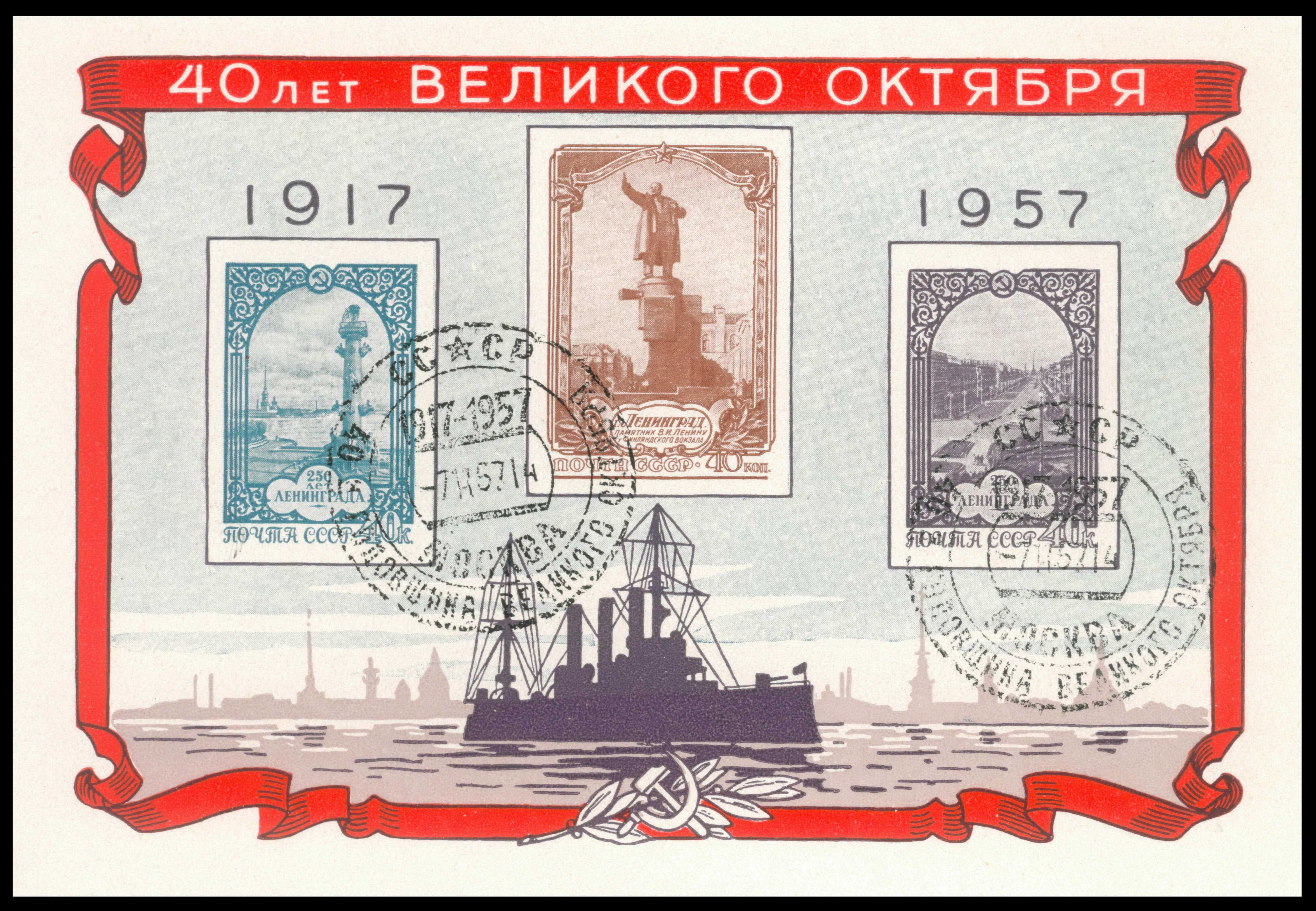
Почтовый блок «40 лет Великого Октября» (1957, художники Гознака) с изображениями марок о Ленинграде: 1957 — Е. Гундобин и 1953 — С. Поманский (памятник Ленину на Финляндском вокзале)
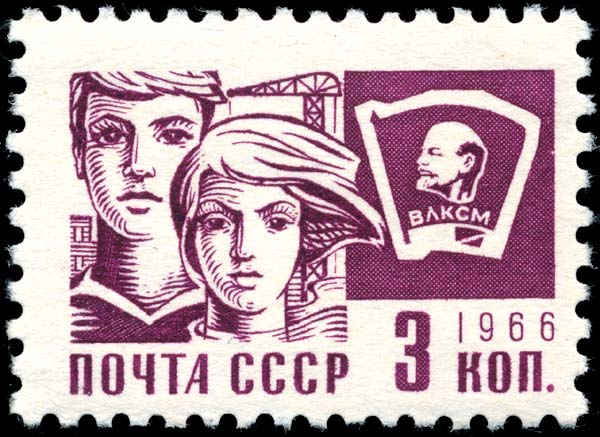
Из 11-го стандартного выпуска: Всесоюзный ленинский коммунистический союз молодёжи (1968, художник В. Завьялов)
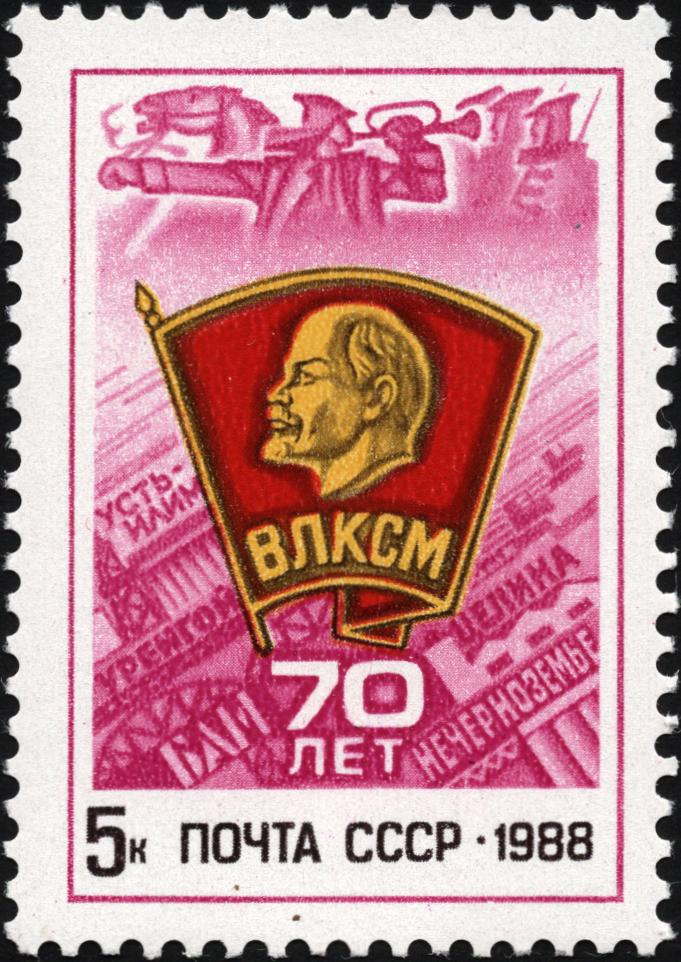
70 лет ВЛКСМ (СССР, 1988, художник И. Козлов)
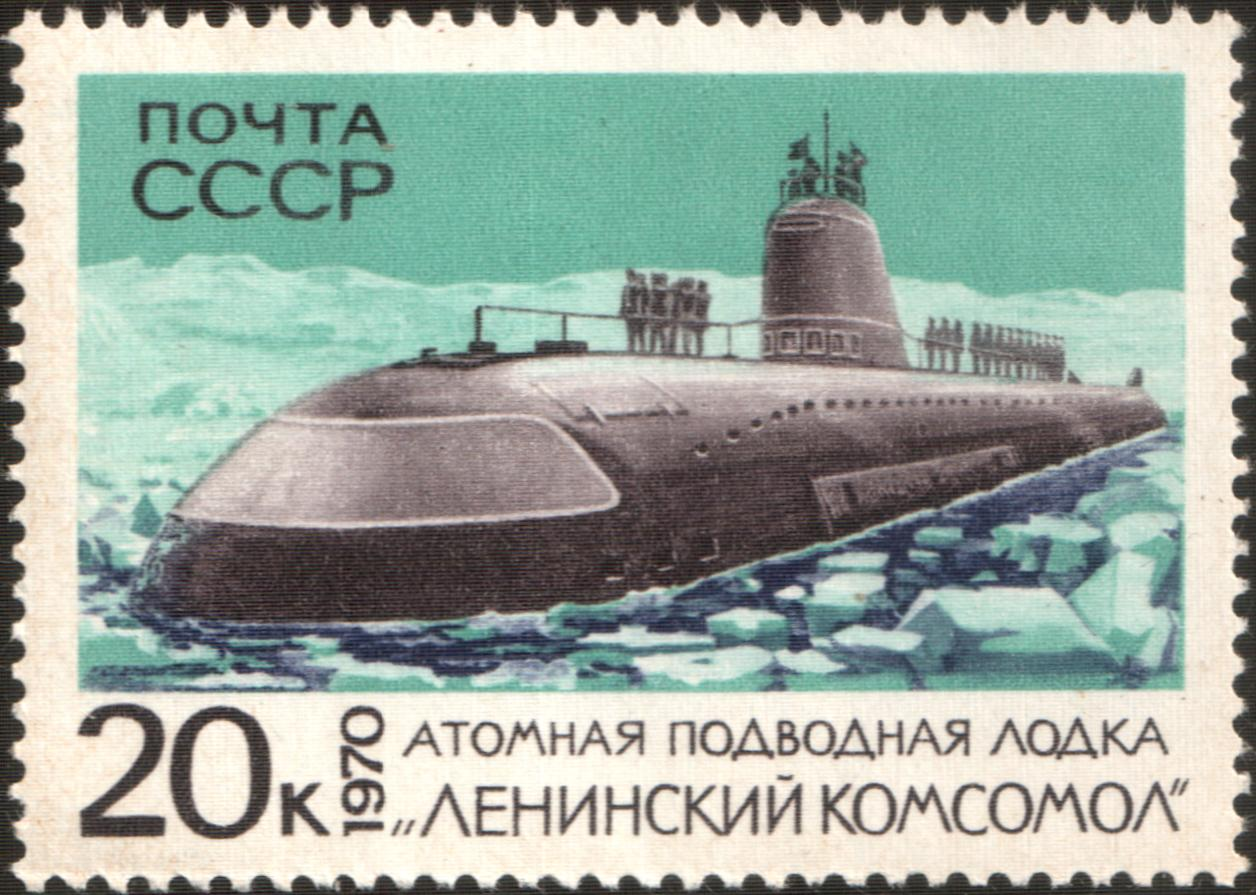
Атомная подводная лодка «Ленинский комсомол» (1970, художник В. Завьялов)
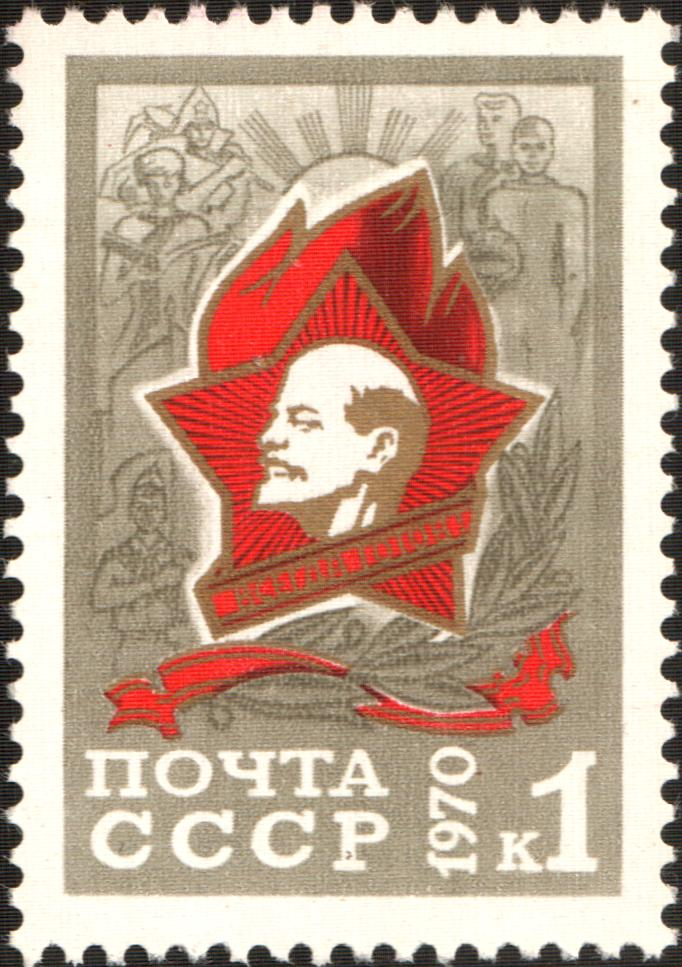
Всесоюзная пионерская организация имени В. И. Ленина (1970, художник И. Мартынов)
 (ЦФА [АО «Марка»] № 5066)
- Почтовый блок «40 лет Великого Октября» (1957, художники Гознака)
 (ЦФА [АО «Марка»] № 2075)
с изображениями марок
о Ленинграде: 1957 — Е. Гундобин (ЦФА [АО «Марка»] № 2010 и 2009) и 1953 — С. Поманский (памятник Ленину на Финляндском вокзале)
 (ЦФА [АО «Марка»] № 1739)
- Из 11-го стандартного выпуска: Всесоюзный ленинский коммунистический союз молодёжи (1968,
художник В. Завьялов)
 (ЦФА [АО «Марка»] № 3428)
- 70 лет ВЛКСМ (СССР, 1988, художник И. Козлов)
 (ЦФА [АО «Марка»] № 5970)
- Атомная подводная лодка «Ленинский комсомол» (1970, художник В. Завьялов)
 (ЦФА [АО «Марка»] № 3913)
- Всесоюзная пионерская организация имени
В. И. Ленина (1970,
художник И. Мартынов)
 (ЦФА [АО «Марка»] № 3923)

### По ленинским местам
С этой темой связаны филателистические материалы, посвящённые местам, где жил, работал или побывал В. И. Ленин:
- Памятные ленинские места в СССР.

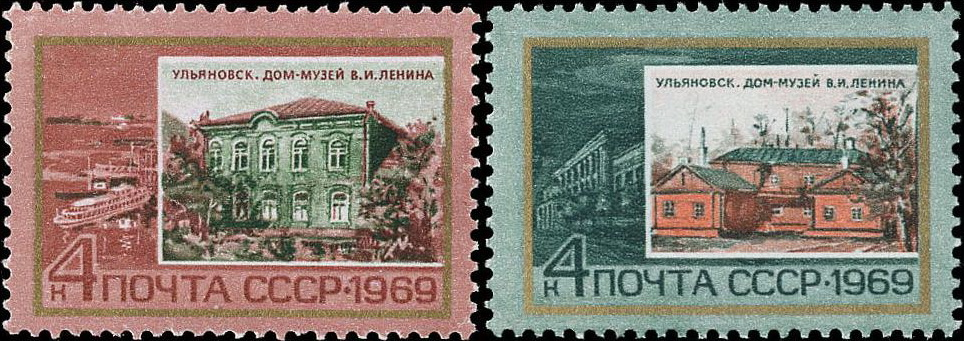
Марки СССР из серии «Памятные ленинские места в СССР» (1969, художник Б. Тирдатов): дома Ульяновых в Симбирске (ныне Ульяновск) — до 1875 года и
в 1878—1887 годах

- Памятные ленинские места за рубежом.

### Ленинская гвардия
К этой теме относятся филателистические материалы в честь соратников Ленина, деятелей мирового коммунистического или рабочего движения или связанные с ними.

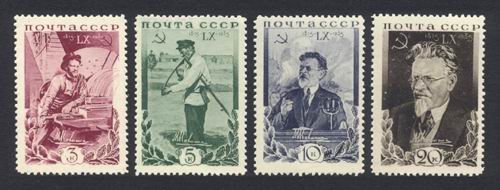
Серия марок СССР «60-летие со дня рождения М. И. Калинина» (1935, художник В. Завьялов)

### Примеры подтем и коллекций
В качестве некоторых примеров подтем и коллекций, а также соответствующих выставочных экспонатов Ленинианы можно привести следующие их названия:
- «100 лет со дня рождения великого вождя трудящихся всего мира Владимира Ильича Ленина»[2].
- «Ленин — жил, Ленин — жив, Ленин — будет жить!»[64].
- «В сердце народа Ленин».
- «Ленин — вождь, товарищ, человек».
- «Ленинская гвардия планеты».
- «В. И. Ленин во главе Советского государства».
- «В. И. Ленин — создатель КПСС».
- «В. И. Ленин и Вооружённые силы СССР».
- «Жизнь и деятельность В. И. Ленина» (коллекция А. Алтыкиса и С. Крепса; была удостоена золотой медали на Всесоюзной филателистической выставке, 1967, Москва).
- «В. И. Ленин в изобразительном искусстве» (коллекция Н. Е. Бугельской; в 1973 году была удостоена серебряной медали Московской городской филателистической выставки «70-летие съезда РСДРП»).
- «В. И. Ленин. Страницы великой жизни» (коллекция Л. Китаина; впервые была показана на выставке весной 1970 года в Политехническом музее[47], экспонировалась на других выставках, в том числе на международной филателистической выставке «Соцфилэкс-75», 8—18 мая 1975, Москва)[^].
- «Империализм как высшая стадия капитализма»[65] (коллекция К. Дунгера и Г. Чихака (ГДР); экспонировалась на международной филателистической выставке «Соцфилэкс-75»).

## Художники
Свои имена в Лениниане оставили многие советские художники, работавшие в области создания почтовых марок и блоков, в том числе (в скобках даны годы выпусков):

Марки работы П. Васильева с портретами В. И. Ленина из 10-го стандартного выпуска (1961; страница каталога «Михель»)

- П. Алякринский (1943)
- Е. Анискин (1969, 1976—1978)
- Ю. Арцименев (1969, 1976)
- С. Аферов (1957, 1958)
- Н. Боров (1934, 1944)
- Ю. Бронфенбренер (1982)
- П. Васильев[2] (1956 — по его картине, 1959, 1961, 1964, 1981 — по его картине и рисункам, 1987 — по его картине)
- И. Ганф (1934, 1944)
- Л. Голованов (1958)
- Д. Голядкин (1926—1929, 1939)
- Ю. Гржешкевич (1956, 1957)
- Е. Гундобин (1953—1958)
- И. Дергилёв (1978, 1979)
- И. Дубасов (1924, 1932, 1950—1953, 1957, 1958, 1962, 1964, 1965, 1970)
- Р. Житков (1953, 1955, 1959)
- Н. Жуков (1945, 1949, 1983 — по его рисункам)
- А. Завьялов (1960)
- В. Завьялов (1947, 1948, 1958, 1960—1962)
- Г. Замский (1934, 1944)
- Н. Захаржевский (1962)
- А. Калашников (1970, 1973)
- Е. Кибрик (1963)
- О. Клочкова (1987)
- В. Коваль (1990)
- В. Колганов (1969)
- Е. Комаров (1962)
- Г. Комлев (1976, 1981, 1985, 1986, 1988)
- В. Корзун (1926—1929, 1939)
- А. Котырев (1965)
- И. Крылков (1981)
- С. Кузнецов (1981)
- В. Куприянов (1927, 1930)
- И. Левин (1958, 1961, 1962)
- Ю. Левиновский (1972, 1974, 1975, 1987, 1988)
- Лесегри (1964, 1967)
- Л. Майорова (1965, 1968, 1969, 1976)
- А. Мандрусов (1943, 1944)
- И. Мартынов (1968, 1970, 1974, 1975, 1977, 1980—1991)
- И. Мокроусов (1968, 1985)
- В. Никитин (1988, 1990)
- Т. Никитина (1963, 1968, 1983)
- В. Пименов (1957, 1961, 1970—1972, 1987 — по его картине)
- С. Поманский (1953, 1963, 1966, 1967, 1970)
- Ю. Ряховский (1981)
- М. Сильянова (1990)
- В. Смирнов (1976)
- С. Соколов (1955)
- В. Стариковский (1985)
- А. Суворов (1932)
- Е. Тарас (1958)
- Б. Тирдатов (1968, 1969)
- И. Тоидзе (1957, 1988 — по его картине)
- А. Толкачёв (1987)
- А. Троицкий (1926—1929, 1939)
- Х. Ушенин (1959)
- Н. Черкасов (1968, 1970)
- Н. Шевцов (1967, 1970)
- А. Шмидштейн (1972, 1984)
- А. Эберлинг (1929, 1937)
- Л. Якимченко (1928)
- Ю. Яроменок (1976)

Создатель первой ленинской траурной серии Иван Дубасов нарисовал за свою карьеру более 20 марок о Ленине. Художник Пётр Васильев известен признанными графическими работами не только на марках СССР (включая ленинские выпуски 1961 (ЦФА [АО «Марка»] № 2573—2575) и 1964 годов (ЦФА [АО «Марка»] № 3026)), но и на марках ленинской тематики Монголии, КНДР, Чехословакии, Индии, Сенегала, Того.

## Каталоги и монографии

Каталог «100-летие со дня рождения В. И. Ленина — в филателии» (1973)

Отражением популярности этой темы у коллекционеров было издание специализированных каталогов филателистической Ленинианы, в том числе следующих:
- Карлинский В. А. Владимир Ильич Ленин. Каталог почтовых марок. — М.: ЦФА «Союзпечать» Министерства связи СССР, 1968. — 96 с.
- Филателистическая Лениниана. Каталог-справочник / Авт.-сост. В. Я. Гроссман. — М.: Связь, 1969.
- Авдеев Г. К., Гуревич Я. Б. 100-летие со дня рождения В. И. Ленина — в филателии. Каталог. — М.: ЦФА «Союзпечать» Министерства связи СССР, 1973. — 104 с. (В каталоге представлено 130 марок и блоков 37 стран мира, 60 КПД, 74 ХМК, 78 художественных маркированных почтовых карточек (ХМПК), 165 штемпелей СГ и 69 штемпелей филателистических выставок.)
- В. И. Ленин на иностранных почтовых марках : Каталог-справочник : [арх. 16 июля 2015] / Сост. Г. К. Авдеев, Я. Б. Гуревич. — М. : ЦФА «Союзпечать» Министерства связи СССР, 1986. — 128 с.  (недоступная ссылка)

Кроме того, каталог мировой Ленинианы был опубликован в КНР, а в Великобритании была выпущена монография о ленинском траурном выпуске 1924 года. В СССР также издавались монографии по ленинской тематике, например, пособие Л. Е. Китаина «Лениниана — тема века», появившееся в юбилейном 1970 году.

## Филателистические выставки

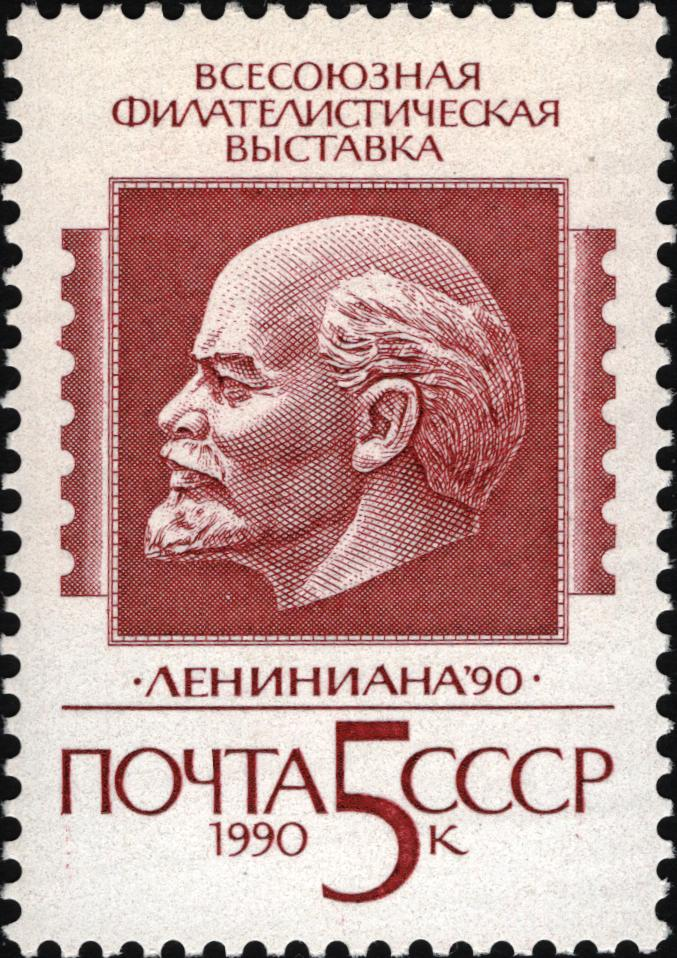
Всесоюзная выставка (1990, художник В. Коваль)

Впервые советские почтовые миниатюры с портретом В. И. Ленина появились на филателистической выставке, которая состоялась за рубежом в 1930 году. Они экспонировались тогда в Берлине в тематической коллекции, представленной Северо-Западным отделом Всероссийского общества филателистов. К ранним экспозициям Ленинианы относится тематическая коллекция «Владимир Ильич Ленин», которая была подготовлена Народным комиссариатом связи СССР и демонстрировалась в числе государственных и других тематических коллекций этого ведомства на Всесоюзной филателистической выставке в Москве и Ленинграде в декабре 1932 — апреле 1933 года.
Лениниана была главной темой многочисленных специализированных выставок в бывшем Советском Союзе и некоторых других странах:
- Международная филателистическая выставка «Ленин и его идеи» проходила в Польше в 1962 году.
- Специализированная филателистическая выставка «В. И. Ленин на марках» была проведена с 19 по 28 января 1974 года в городе Ческе-Будеёвице (Чехословакия). На применявшемся на выставке штемпеле помещено факсимиле подписи Ленина[56].
- В 1982 году в Центральном музее В. И. Ленина в честь 112-й годовщины со дня рождения Владимира Ильича была проведена выставка «Образ В. И. Ленина в чехословацкой филателии», которая была привезена из пражского музея В. И. Ленина[69].
- В 1983 году в Москве в здании Политехнического музея была проведена выставка, посвящённая 113-й годовщине со дня рождения В. И. Ленина. Экспозицию составили 25 коллекций москвичей. Высокие оценки жюри получили экспонаты Ю. Успенского «Маркс, Энгельс и Ленин на знаках почтовой оплаты государств Азии, Африки и Америки», А. Шведова — «Африканская Лениниана», Л. Андреевой — «Владимир Ильич Ленин»[70].
- Всесоюзная филателистическая выставка «Лениниана-90»[^][^] была организована в 1990 году в залах Центрального дома художника на Крымском валу в Москве. Она посвящалась 120-летию со дня рождения Ленина. В связи с выставкой издали почтовую марку (ЦФА [АО «Марка»] № 6197)[^] и сувенирный листок[^]. На выставке экспонировались фрагмент государственной коллекции Центрального музея связи имени А. С. Попова. Экспозицию открывали сохранившиеся в музейных фондах печатные проекты невыпущенных марок 1920—1921 годов с портретом В. И. Ленина[17].

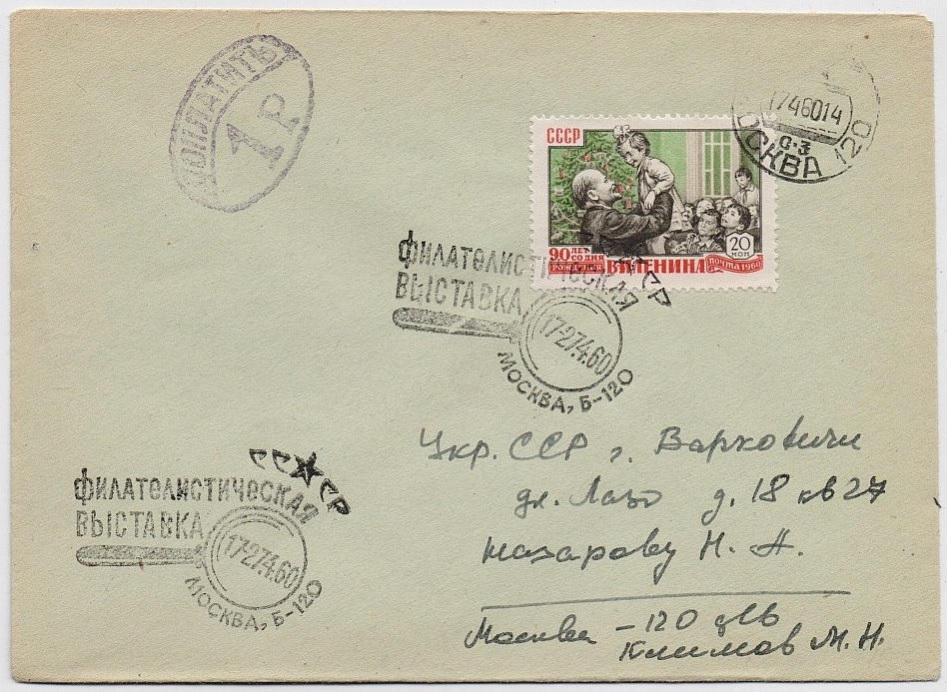
Конверт со спецгашением выставки, проходившей в Москве в апреле 1960 года, в дни празднования 90-летия со дня рождения В. И. Ленина, который франкирован маркой СССР из серии в честь этого события

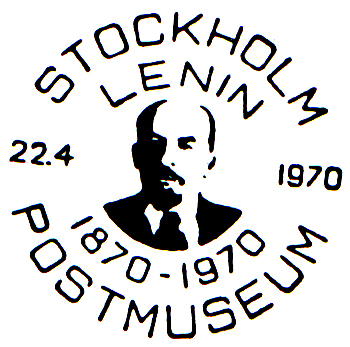
Спецгашение выставки в Стокгольмском почтовом музее (1970)

Филателистические выставки, посвящённые 100-летию со дня рождения В. И. Ленина
- В 1969 году в Киеве была организована I Всесоюзная юношеская филателистическая выставка «100 лет со дня рождения В. И. Ленина»[11], по случаю которой была выпущена марка[≡].
- Всесоюзная филателистическая выставка «100 лет со дня рождения В. И. Ленина» состоялась в Москве в 1970 году. К ней был приурочен выпуск марки[≡] и почтового блока[≡], выполненных художниками И. Мартыновым и Н. Черкасовым.
- В апреле 1970 года в честь столетнего юбилея Ленина была организована филателистическая выставка «Москва—Париж—Берлин»[71].
- В том же 1970 году по инициативе Общества австрийско-советской дружбы в городском выставочном зале Инсбрука была проведена филателистическая выставка, посвящённая 100-летию со дня рождения Ленина. Для гашения почтовых марок, наклеенных на приглашения на выставку, Тирольским отделением Общества был подготовлен специальный штемпель с портретом В. И. Ленина[72].
- С 10 по 25 октября 1970 года в Польше проходила международная филателистическая выставка «Ленин и его идеи — Краков-70». Во время работы выставки был организован специальный рейс воздушной почты «По ленинским местам в Польше». Полёт состоялся 26 октября по трассе Краков—Поронин. К этому событию в Польше были выпущены специальные конверты[73].
- В ознаменование 100-летия со дня рождения В. И. Ленина с 3 апреля по 3 мая 1970 года была проведена филателистическая выставка в Стокгольмском почтовом музее. В почтовом отделении музея было организовано специальное гашение коммеморативным почтовым штемпелем, в основу которого был положен рисунок траурной марки 1924 года. Штемпель имел переводную календарную дату и применялся 3—5, 11, 12, 18, 19, 22, 25, 26 апреля, 2 и 3 мая. Гашение производилось мастикой чёрного цвета[74].

Филателистические конкурс и выставка «60 лет ВЛКСМ» (Москва, 1978)
Конкурс юных филателистов (ХМК со спецгашением)
Всесоюзная молодёжная филателистическая выставка (ХМК с маркой (ЦФА [АО «Марка»] № 4842) и спецгашением)
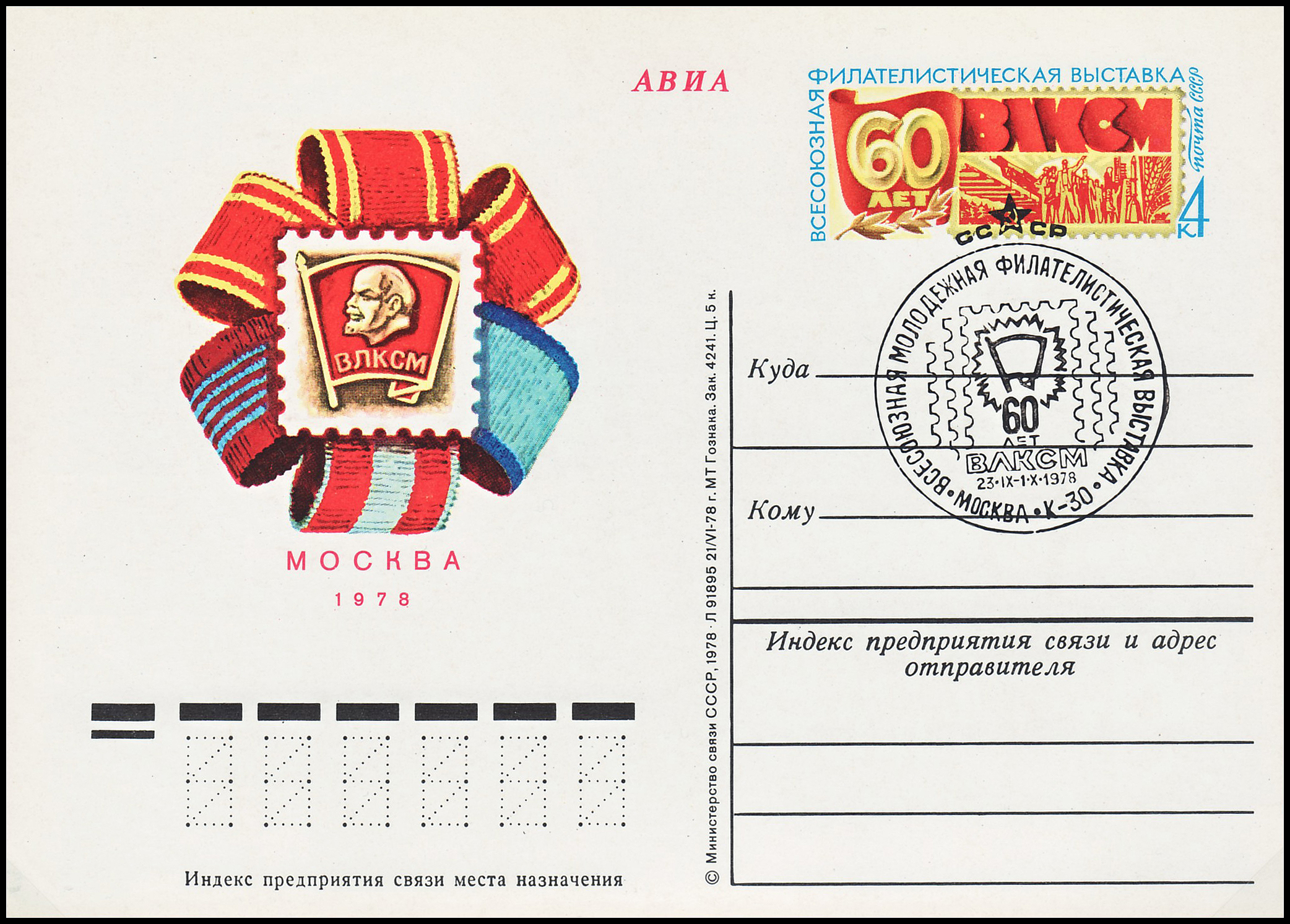
Выставка (односторонняя почтовая карточка с оригинальной маркой (ЦФА [АО «Марка»] № 65) и спецгашением)